# 豊原市
豊原市（とよはらし）は、日本の領有下において樺太（南樺太）に存在した唯一の市である。樺太庁及び豊原支庁が置かれ、日本領有下における政治・経済・文化の中心であった。市内には運動場を併設した公園や競馬場（一度、移転）も有していた。
人口の増加に伴い、空港の建設等を含む更に大規模な都市整備が計画されていたが、太平洋戦争の勃発により実現しなかった。1937年の市制施行により豊原市は旭川市に代わって日本最北の市となり、樺太が内地に編入された1943年以後を含めて、日本最北端の行政中核都市として機能していた。
現状に関してはユジノサハリンスクおよびサハリン州を参照の事。

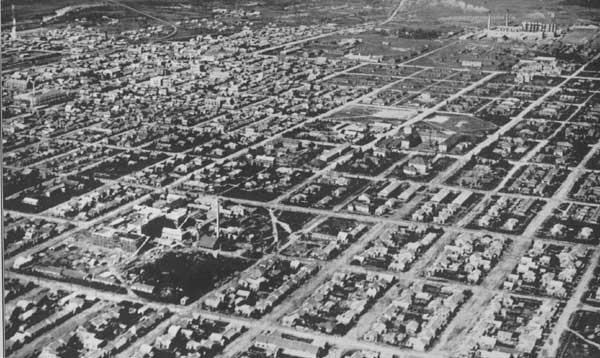
豊原市（現ユジノサハリンスク市） 空撮画像

## 地理

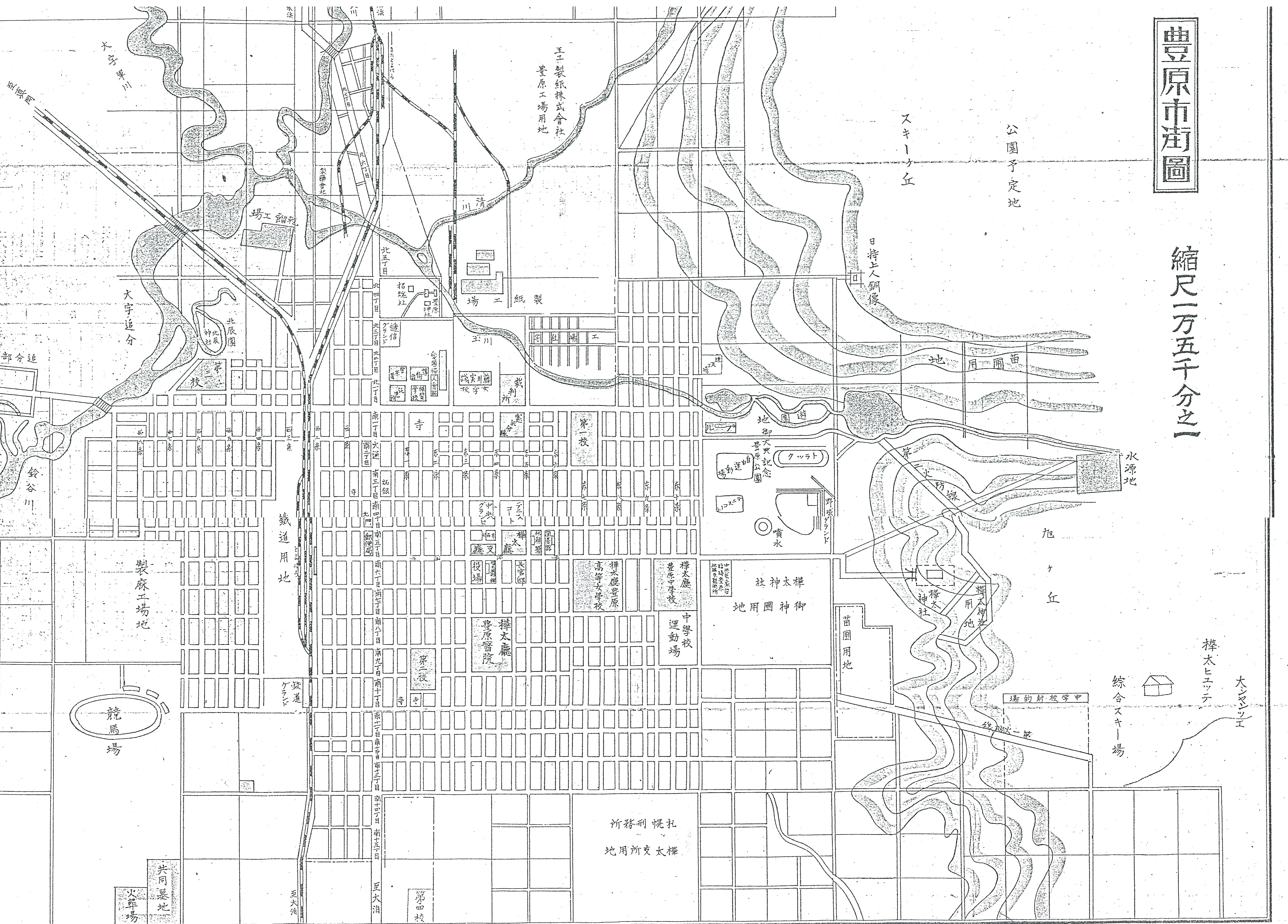
1933年(昭和8年)以降の豊原中心部。南樺太の形をしていた人工池は埋め立てられてテニスコートが造られ、豊原競馬場が豊原駅の南西に移転している（昭和7年以前には豊原競馬場は豊原市街東方の樺太神社に隣接するスポーツ施設がある場所に存在した）。

西樺太山脈（現ユジノサハリンスキー山脈）と鈴谷山脈（現ススヤ連峰）に挟まれた鈴谷平野（別名「豊原平原」）にある。
- 山：鈴谷岳（現チェーホフ山）
- 河川：鈴谷川（現ススヤ川）、玉川（現ロガトカ川）

市街地は、前身自治体「旧ウラジミロフカ村」中心市街地（北豊原地区）より南方9km先に（札幌市と同様）「碁盤の目」状の都市計画によって建設され、住居表示は東西が「条」、南北が「丁目」となっていた。ほぼ東西に走る真岡通り（現サハリーンスカヤ通り）とほぼ南北に走る豊原大通り（現レーニナ通り）との交点が座標平面の原点に当たる。
旧ソ連およびロシアによる武力侵攻および実効支配以降、東西南北に配置されている各通りの名称は、下記の通りに変遷している。
ユジノサハリンスク市執行委員会により、1954年1月に13箇所、1956年10月に30箇所、1957年5月に約70箇所以上、その他、顕彰対象者の出現により随時、通りの名称が改称されている。
- 東十四条通り → 現ゴーリカヴァ通り（ロシア語表記：Горького。作家「マクシム・ゴーリキー」顕彰）
- 東十三条通り → 廃道もしくは命名されず。
- 東十二条通り → 現ラドゥニコーヴァヤ通り（ロシア語表記：родниковая。「ばね」のロシア語訳）、現アジェールナヤ通り（ロシア語表記：озерная。「湖沼」のロシア語訳）、現ジームナヤ通り（ロシア語表記：Зимная。「冬」のロシア語訳）、現バイェーヴァイ・スラーヴィ通り（ロシア語表記：Боевой Славы。「戦闘での栄光」のロシア語訳）

- 東十一条通り → 現カムサモーリスカヤ通り（ロシア語表記：Комсомольская。「全連邦レーニン共産主義青年同盟『コムソモール』」のロシア語訳）
  - 「カムサモーリスカヤ通り」命名は、ソビエト共産党青年組織コムソモール地域組織40周年を記念し、1965年（昭和40年）6月に実施（それ以前の名称は「パルコーヴァヤ通り（ロシア語表記：Парковая。「公園」のロシア語訳）」）[2]。

東十一条通り（現カムサモーリスカヤ通り

- 東十条通り → 現ジリョーナヤ通り（ロシア語表記：Зелёная。「緑」のロシア語訳）、現サドーヴァヤ通り（ロシア語表記：Садовая。※ ロシア語訳（もしくは顕彰対象）、調査中。）
- 東九条通り → 現スヴァボードニ通り（ロシア語表記：Свободный。「自由」のロシア語訳）
- 東八条通り → 現フィズクリトゥールナヤ通り（ロシア語表記：Физкультурная。「体育」のロシア語訳）

- 東七条通り → 現ミーラ大通り（ロシア語表記：Мира。「平和」のロシア語訳）
  - 「ミーラ大通り」命名は、対ドイツ戦勝20周年を記念し、1965年（昭和40年）5月に実施（それ以前の名称は「プリドゥゴールナヤ通り」。ロシア語表記：Предгорная。「麓の丘」のロシア語訳）[2]。

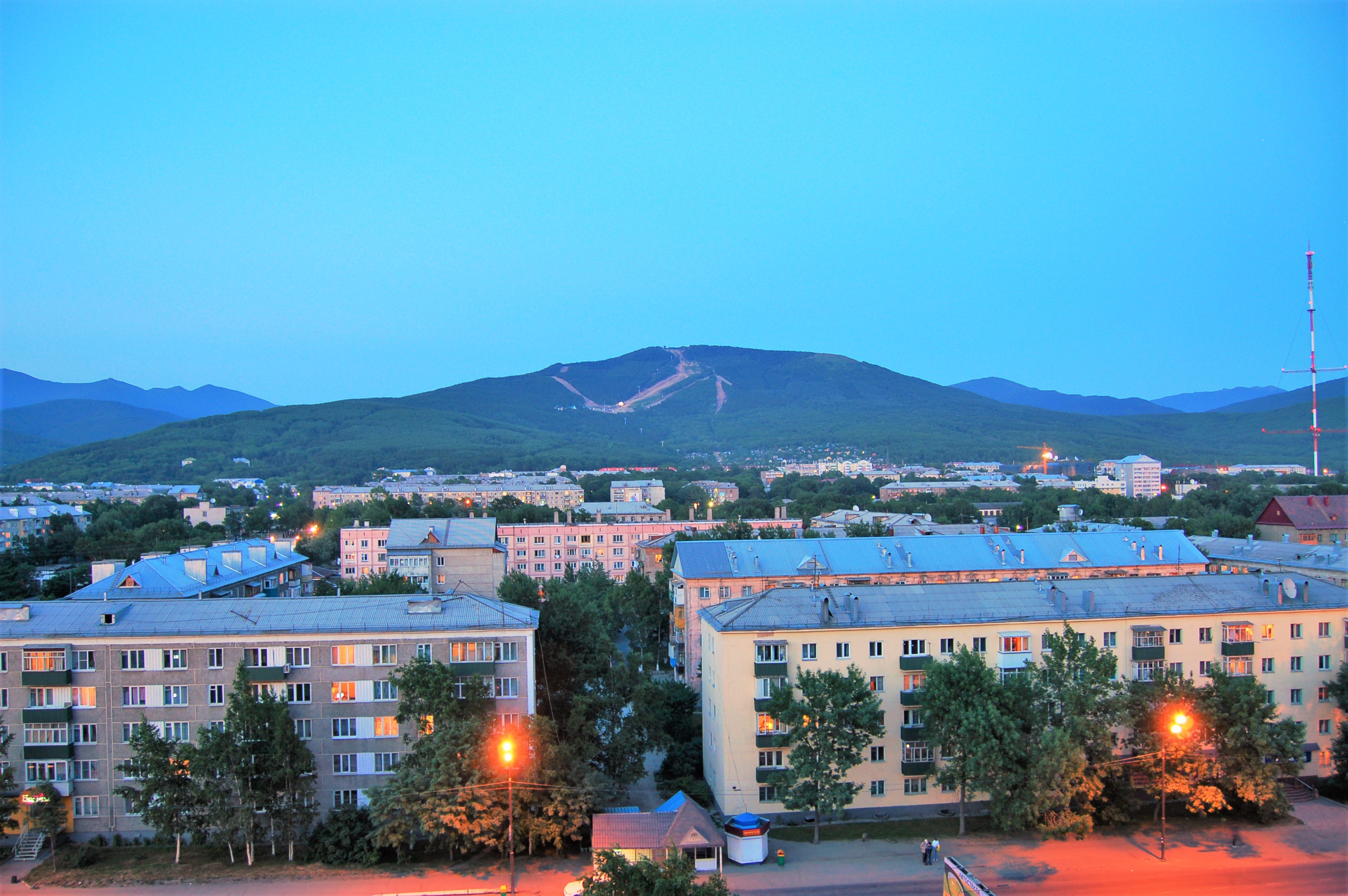
東七条通り（現ミーラ大通り

- 東六条通り → 現イェラーンスキー通り（ロシア語表記：Еланский。医学博士・軍医（ソ連陸軍中将）・社会主義労働英雄「ニカラーイ・ニカライェーヴィチ・イェラーンスキー」顕彰）、現ドゥヴァローヴァイ通り（※ ロシア語訳（もしくは顕彰対象）、調査中。）
- 東五条通り → 現ドゥジェルジーンスカヴァ通り（ロシア語表記：Дзержинского。ソ連秘密警察チェーカー初代長官「フェリックス・ジェルジンスキー」顕彰）、現ポーパヴァ通り（ロシア語表記：Попова。※ ロシア語訳（もしくは顕彰対象）、調査中。）

- 東四条通り → 現クラースナヤ通り（ロシア語表記：красная。「赤い」のロシア語訳）
- 東三条通り → 現ダリーンスカヤ通り（ロシア語表記：Долинская。「落合町」ロシア語訳および町名）、現チェーハヴァ通り（ロシア語表記：Чехова。作家「アントン・チェーホフ」顕彰）、現カルサコーフスカヤ通り（ロシア語表記：Корсаковская。「大泊町」ロシア語訳および町名）
- 東二条通り → 現プーシュキナ通り（ロシア語表記：Пушкина。作家「アレクサンドル・プーシキン」顕彰）
- 東一条通り → 現アムールスカヤ通り（ロシア語表記：Амурская。「アムール」のロシア語訳および州名）

- 豊原大通り → 《（東西南北起点である）真岡通り（現サハリーンスカヤ通り）交差点より北方向約4km（東方向より「現リェースナヤ通り（ロシア語表記：Лесная。「森道」のロシア語訳）」がT字路接続するポイント）まで》現レーニナ通り（もしくは「現リェーニナ通り」。ロシア語表記：Ленина。旧ソ連国父「ウラジミール・イリイッチ・レーニン」顕彰）、《（東西南北起点である）真岡通り（現サハリーンスカヤ通り）交差点より北方向約4km以北（前述「現リェースナヤ通り」T字路接続ポイント）3km先まで》現ドゥルーブジュィ通り（ロシア語表記：Дружбы。「友情」のロシア語訳）、《（東西南北起点である）真岡通り（現サハリーンスカヤ通り）交差点より北方向約7km以北》現サヴィェーツカヤ通り（ロシア語表記：Советская。「ソビエト」のロシア語訳。前身自治体「旧ウラジミロフカ村」旧市街（豊原市起点より北方向約9km）メインストリートにもあたる）

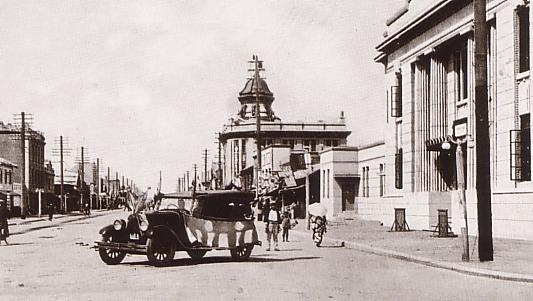
豊原大通り（現レーニナ通り）。（建物左端部分だけ写っている）右端建物は北海道拓殖銀行豊原支店（現サハリン州立美術館）。ほぼ中央に写っているドーム型尖塔が特徴の建物は丸越江戸っ子呉服店豊原本店（後の国営（現在は民営化）海産物缶詰専用スーパー「アキェアーン」ユジノサハリンスク支店 初代店舗建物（後に同地に建て替えた為、建物は現存せず））。

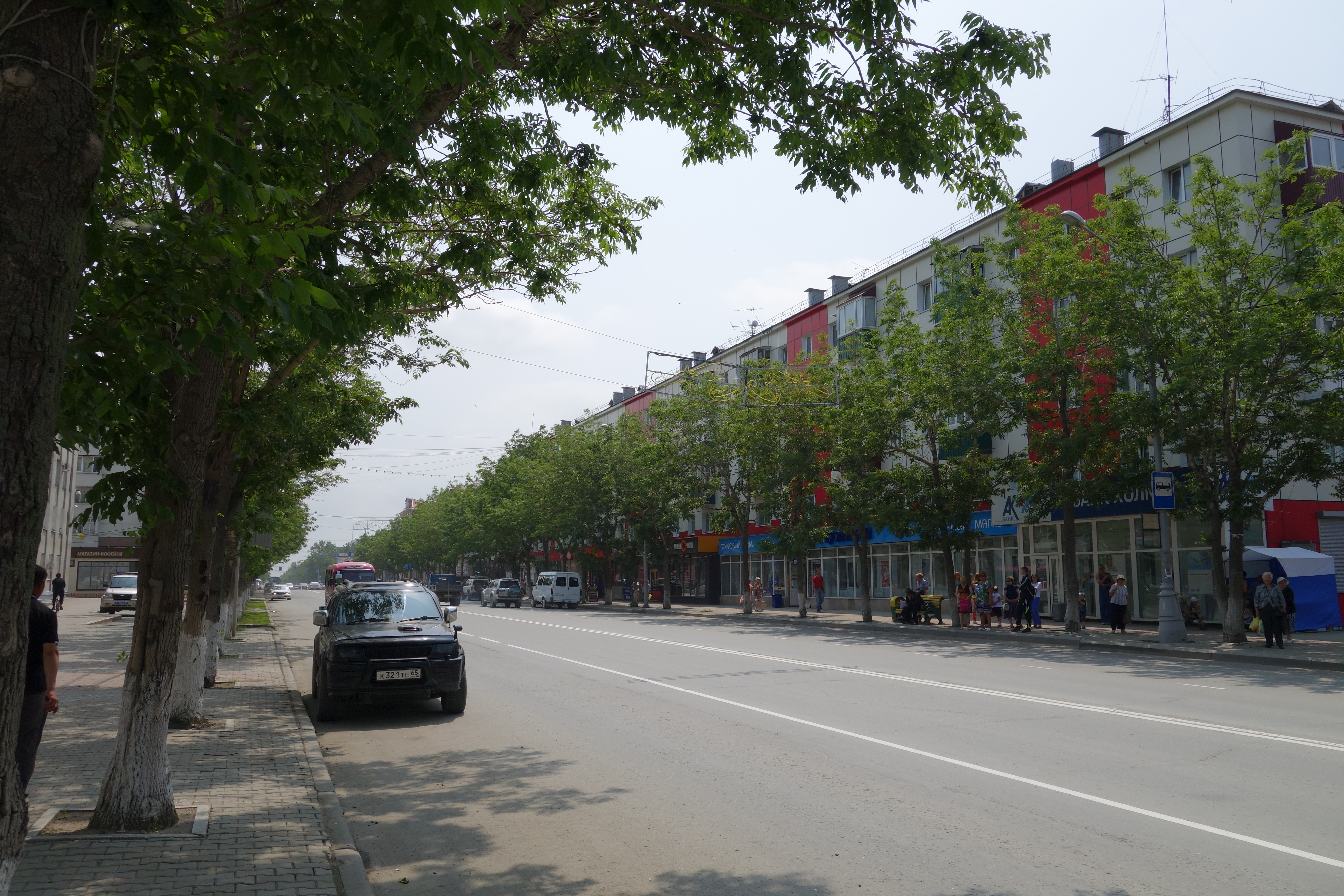
豊原大通り（現レーニナ通り）

- 西一条通り → 現クリューカヴァ通り（ロシア語表記：Крюкова。「現サハリン州執行委員会委員長」「ハバロフスク地方執行委員会副委員」を歴任した「ドゥミトゥリー・ニカラーエヴィッチ・クリューカフ」顕彰））、現グラージュダンスキー通り（ロシア語表記：Гражданский。「市民」のロシア語訳）、現ミターラ・テリーヤ通り（ロシア語表記：Металла Теллия。※ ロシア語訳（もしくは顕彰対象）、調査中）、《L字（の左右反転イメージ）道路 南北道路部分》現ミヂツイーンスカヤ通り（ロシア語表記：Медицинская。「医学」のロシア語訳）。(手書きカラー着色加工がされた「西一条通り（現クリューカヴァ通り）商店街」画像)
  - 「クリューカヴァ通り」命名は、「ユジノサハリンスク開基100周年」「ソ連建国60周年」「（反革命勢力）白軍からの極東地域解放60周年」を祝し、1982年（昭和57年）10月18日に実施（それ以前の名称は「タルゴーヴァヤ通り（ロシア語表記：Торговая。「取引」のロシア語訳）」）[3]。

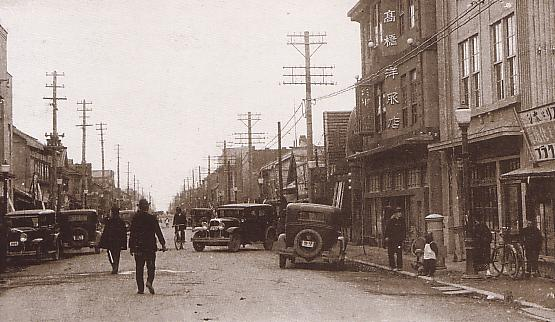
西一条通り（現クリューカヴァ通り）

- 西二条通り → 現ヴァクザーリナヤ通り（ロシア語表記：Вокзальная。「ターミナル駅」のロシア語訳）
- 西三条通り → 現レチーナイ通り（※ ロシア語訳（もしくは顕彰対象）、調査中。）
- 西四条通り → 現ジェリェズナダロージュナヤ通り（ロシア語表記：Железнодорожная。「鉄道」のロシア語訳）
- 西五条通り → 現ユージュナ・サハリーンスカヤ通り（ロシア語表記：Южно - Сахалинская。「南樺太」のロシア語訳および市名）
- 西六条通り → 現センチャーブリスカヤ通り（ロシア語表記：Сентябрьская。「9月」のロシア語訳）
- 西七条通り → 現ザーガラドゥナヤ通り（ロシア語表記：Загородная。※ ロシア語訳（もしくは顕彰対象）、調査中。）
- 西八条通り → 現スチェープナヤ通り（ロシア語表記：Степная。「草原」のロシア語訳）
- 西九条通り → 現カローデズナヤ通り（ロシア語表記：Колодезная。「鉄道機関区倉庫」のロシア語訳）
- 西十条通り → 現インヴァールスカヤ通り（ロシア語表記：Январская。「1月」のロシア語訳）
- 西十一条通り → 現モールスカヤ通り（ロシア語表記：Морская。「海」のロシア語訳）
- 西十二条通り → 現リャザーンスカヤ通り（ロシア語表記：Рязанская。「リャザン」のロシア語訳および州名）、現ダスタイェーフスカヴァ通り（ロシア語表記：Достоевского。作家「フョードル・ドストエフスキー」顕彰）
- 西十三条通り → 現ポーチタヴァヤ通り（ロシア語表記：Почтовая。「郵便」のロシア語訳）
- 西十四条通り → 現リニェーイヌィー通り（ロシア語表記：Линейный。「線形」のロシア語訳）

- 北十二丁目通り → 現ビェリョーザヴァヤ・ローシシャ通り（ロシア語表記：Березовая роща。「ロシアの白樺」のロシア語訳）
- 北十一丁目通り → 現ヴィェールフニー通り（ロシア語表記：Верхний。「上」のロシア語訳）、現ストゥライチェーリナヤ通り（ロシア語表記：Строительная。「工事」のロシア語訳）
- 北十丁目通り → 廃道もしくは命名されず。
- 北九丁目通り → 現ピアニェールスカヤ通り（ロシア語表記：Пионерская。「ソ連・共産圏少年団『ピオネール』」のロシア語訳）
- 北八丁目通り → 廃道もしくは命名されず。
- 北七丁目通り → 現チェーリマナ通り（ロシア語表記：Тельмана。※ ロシア語訳（もしくは顕彰対象）、調査中。）
- 北六丁目通り → 廃道もしくは命名されず。
- 北五丁目通り → 現ゴールナヤ通り（ロシア語表記：Горная。「山」のロシア語訳）
- 北四丁目通り → 現ブマージュナヤ通り（ロシア語表記：Бумажная。「紙」のロシア語訳）
- 北三丁目通り → 現ファブリーシュナヤ通り（ロシア語表記：Фабричная。「工場」のロシア語訳）
- 北二丁目通り → 現トゥヴェールスカヤ通り（ロシア語表記：Тверская。「トヴェリ」のロシア語訳および州名・同州都名（首都「モスクワ市」目抜き通りも同一名称））、現サドーヴィー通り（ロシア語表記：Садовый。「公園」のロシア語訳）
- 北一丁目通り → 現ブリャーンスカヤ通り（ロシア語表記：Брянская。「ブリャンスク」のロシア語訳および州名・同州都名）、現アリェクサーンドゥラ・マトゥローサヴァ通り（ロシア語表記：Александра Матросова。旧ソビエト連邦英雄（「旧ソビエト陸軍シベリア志願旅団第2ライフル大隊」所属）「アレクサンドル・マトヴェビッチ・マトロソフ」顕彰）、現シェーヴェルナヤ通り（ロシア語表記：Северная。「北」のロシア語訳）、現ヴィシュニェーブィー通り（ロシア語表記：Вишневый переурок。「桜の小道」のロシア語訳）、現サドーヴァヤ通り（ロシア語表記：Садовая。「庭園」のロシア語訳）、現ヂェーツカヤ通り（ロシア語表記：Детская。「子供」のロシア語訳）

- 真岡通り → 現サハリーンスカヤ通り（ロシア語表記：Сахалинская。「樺太」のロシア語訳および州名）

- 南一丁目通り → 現カルパーツカヤ通り（ロシア語表記：Карпатская。「カルパティア山脈」のロシア語訳）、現ニェベーリスカヤ通り（ロシア語表記：Невельская。帝政ロシア時代の航海者・探検家「ゲンナジー・ネヴェリスコイ」顕彰）、アッリェヤー・サークルィ・イーミャ・ミヤニシ・ユタカ通り（ロシア語表記：Аллея сакуры им Мияниси Ютака。「宮西豊（ユジノサハリンスク名誉市民、同市内日本料理店「ふる里」経営者、作曲家）の桜並木」のロシア語訳（解説HP））
- 南二丁目通り → 現ラボーチャヤ通り（ロシア語表記：Рабочая。「労働」のロシア語訳）現クリーリスカヤ通り（ロシア語表記：Курильская。「千島列島」のロシア語訳）
- 南三丁目通り → 現キーエフスカヤ通り（ロシア語表記：Киевская。旧ソ連構成国のひとつ旧ウクライナ・ソビエト社会主義共和国（現ウクライナ）首都「旧キエフ（現キーウ）」のロシア語訳および市名）、現ハバローフスカヤ通り（ロシア語表記：Хабаровская。「ハバロフスク」のロシア語訳および「ハバロフスク地方」中心都市名）
  - 「キーエフスカヤ通り」命名は、ユジノサハリンスク市執行委員会により1957年（昭和32年）5月に実施（それ以前の名称は「ラボーチャヤ通り（ロシア語表記：Рабочая。「働く」のロシア語訳）」）[1]。

- 南四丁目通り → 現シビールスカヤ通り（ロシア語表記：Сибирская。「シベリア」のロシア語訳）、現クルーブナヤ通り（ロシア語表記：Клубная。※ ロシア語訳（もしくは顕彰対象）、調査中。）、現ビブリオーチェシュヌィ通り（ロシア語表記：Библиотечный。「図書館」のロシア語訳）
  - 「シビールスカヤ」命名は、ユジノサハリンスク市執行委員会により1957年（昭和32年）5月に実施（それ以前の名称は「クルーブナイ通り（ロシア語表記：Клубной。「クラブ」のロシア語訳）」）[1]。

- 神社通り → 現クズニェーシュナヤ大通り（ロシア語表記：Кузнечная。「鍛冶屋」のロシア語訳）、現カムニスチーチェスキー大通り（ロシア語表記：Коммунистический。「共産主義者」のロシア語訳）
  - 「クズニェーシュナヤ大通り」命名は、ユジノサハリンスク市執行委員会により1957年（昭和32年）5月に実施[1]。
  - 「カムニスチーチェスキー大通り」命名は、1956年（昭和31年）ソ連共産党第20回大会で行われたスターリン批判以降に国内全域で行われたスターリン顕彰刷新の一環として、1961年（昭和36年）11月に実施（それ以前の名称は「スターリングラードスカヤ - イーミェニ・カールラ・マールクサ通り（ロシア語表記：Сталинградская - имени Карла Маркса。スターリン顕彰都市「旧スターリングラード市（現ボルゴグラード市）に資本論著者である思想家カール・マルクスを紐付けし箔付けした造語「カール・マルクス記念スターリングラード」のロシア語訳）」）[4]。

- 南六丁目通り → 現チリグラーフュナヤ通り（ロシア語表記：Телеграфная。「電信」のロシア語訳）、現カールラ・マールクサ通り（ロシア語表記：Карла Маркса。「カール・マルクス」顕彰）、現スパルチーヴヌィ通り（ロシア語表記：Спортивный。「スポーツ」のロシア語訳）
  - 「チリグラーフュナヤ通り」命名は、ユジノサハリンスク市執行委員会により1957年（昭和32年）5月に実施[1]。

- 南七丁目通り → 現トームスカヤ通り（ロシア語表記：Томская。「トムスク」のロシア語訳および州都名）、現アントーナ・ブユークルィ通り（ロシア語表記：Антона Буюклы。樺太の戦い (1945年)古屯要塞（現カラミトグスキー要塞）戦死者「アントン・ブユクリ軍曹」顕彰）
- 南八丁目通り → 現アサヒーカヴァ通り（ロシア語表記：Асахикава。「旭川」のロシア語訳および市名）、現チッハキェアーンスカヤ通り（ロシア語表記：Тихоокеанская。「太平洋」のロシア語訳）
- 南九丁目通り → 現イーミェニ・カスマナーフタ・パパーヴィシャ通り（ロシア語表記：имени Космонавта Поповича。ウクライナ系ソ連人初の宇宙飛行士「パーヴェル・ポポーヴィチ」顕彰）
  - 「イーミェニ・カスマナーフタ・パパーヴィシャ通り」命名は、1965年（昭和40年）6月6日付でパーヴェル・ポポーヴィチをユジノサハリンスク名誉市民に認定した記念に実施（それ以前の名称は「ザヴォートゥスカヤ通り」。ロシア語表記：Заводскую。「工場」のロシア語訳）[2]。

- 南十丁目通り → 現パビェードゥイ大通り（ロシア語表記：Победы。「幾多の勝利」のロシア語訳）
  - 「パビェードゥイ大通り」命名は、対ドイツ戦勝20周年を記念し、1965年（昭和40年）5月に実施（それ以前の名称は「ユージュナヤ通り」。ロシア語表記：Южная。「南」のロシア語訳）[2]。

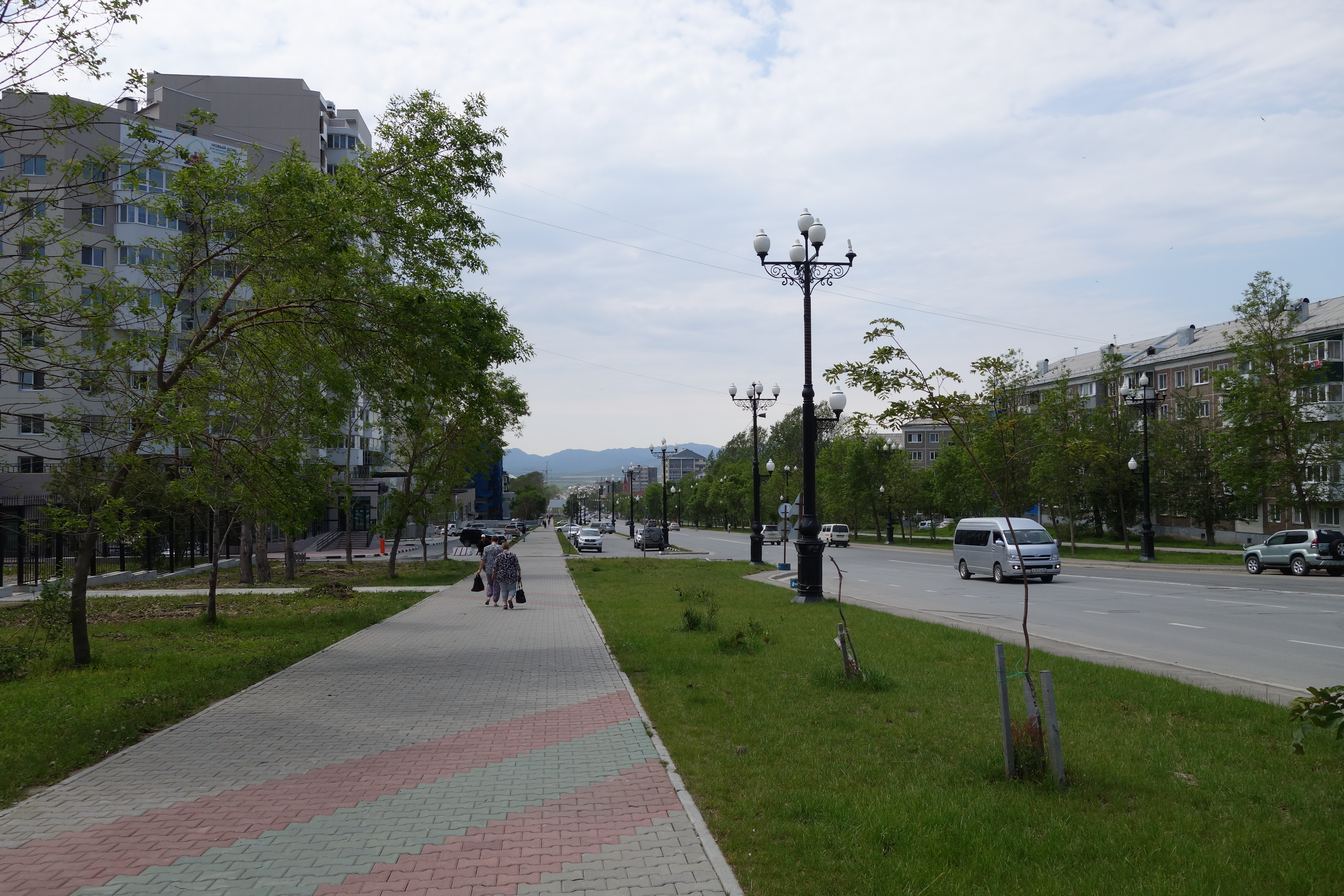
南十丁目通り（現パビェードゥイ大通り）

- 南十一丁目通り → 現サルネーシュヌィー通り（ロシア語表記：Солнечный。「太陽」のロシア語訳）
- 南十二丁目通り → 現パグラニーシュナヤ通り（ロシア語表記：Пограничная。「国境」のロシア語訳）
- 南十三丁目通り → 現エミェリヤーナヴァ通り（ロシア語表記：улица Эмельянова。1948年（昭和23年）～1953年（昭和28年）にサハリン地域執行委員会委員長を務めた「アレクサーンドル・オーシパヴィシュ・エミェリヤーナフ」顕彰）
  - 「エミェリヤーナヴァ通り」命名は、「ユジノサハリンスク開基100周年」「ソ連建国60周年」「（反革命勢力）白軍からの極東地域解放60周年」を祝し、1982年（昭和57年）10月18日に実施（それ以前の名称は「ビリョーザヴァヤ通り（ロシア語表記：Березовая。「白樺」のロシア語訳）」）[3]。

- 南十四丁目通り → 現グヴァルヂェーイスカヤ通り（ロシア語表記：Гвардейская。「警備員」のロシア語訳）
  - 「グヴァルヂェーイスカヤ通り」命名は、1954年（昭和29年）1月～1956年（昭和31年）10月の期間内に実施[1]。

- 南十五丁目通り → 現プルカーイェヴァ通り（ロシア語表記：Пуркаева。樺太の戦い (1945年)ソ連軍実戦部隊司令官「マキシム・アレクセェヴィチ・プルカエフ上級大将」顕彰[5]。）
  - 「プルカーイェヴァ通り」命名は、「ユジノサハリンスク開基100周年」「ソ連建国60周年」「（反革命勢力）白軍からの極東地域解放60周年」を祝し、1982年（昭和57年）10月18日に実施（それ以前の名称は「スパルチーヴナヤ通り（ロシア語表記：Спортивная。「スポーツ」のロシア語訳）」）[3]。

- 南十六丁目通り → 廃道もしくは命名されず。
- 南十七丁目通り → 現エシェーニナ通り（ロシア語表記：Есенина。作家「セルゲイ・エセーニン」顕彰）
- 南拾八丁目通り → 廃道もしくは命名されず。
- 南十九丁目通り → 現ヴァリニーシュナヤ通り（ロシア語表記：Больничная。「病気休暇」のロシア語訳）
- 南二十丁目通り → 現ミターラ・リーチヤ通り（ロシア語表記：Металла Лития。「リチウム金属」のロシア語訳）、現アヴィアツィオーンナヤ通り（ロシア語表記：Авиационная。「航空」のロシア語訳）
- 南二十一丁目通り → 現インジーニルナヤ通り（ロシア語表記：Инженерная。「技術工学」のロシア語訳）
- 南二十二丁目通り → 《L字（の左右反転イメージ）道路 南端東西道路部分》現ミヂツイーンスカヤ通り（ロシア語表記：Медицинская。「医学」のロシア語訳）
- 南二十三丁目通り → 現イゴーリャ・ファルフヂーンナヴァ通り（ロシア語表記：Игоря Фархутдинова。元サハリン州知事（任期中である2003年（平成15年）8月20日、飛行機墜落により殉職）および元ユジノサハリンスク市長（任期：1991年（平成3年）～1995年（平成7年））イゴール・ファルクティノフ」顕彰・追悼）、現ジームィ通り（ロシア語表記：Зимы。「冬」のロシア語訳）

### 気候
亜寒帯湿潤気候（湿潤大陸性気候）（Dfb）。夏は日最高平均20.3℃で比較的涼しく、霧が多発する。年間降水量は比較的多く、冬は日最高平均-5.2℃、日最低平均-15.8℃と厳寒。
| 豊原（参考：ユジノサハリンスク (1991-2020)）の気候 | 豊原（参考：ユジノサハリンスク (1991-2020)）の気候 | 豊原（参考：ユジノサハリンスク (1991-2020)）の気候 | 豊原（参考：ユジノサハリンスク (1991-2020)）の気候 | 豊原（参考：ユジノサハリンスク (1991-2020)）の気候 | 豊原（参考：ユジノサハリンスク (1991-2020)）の気候 | 豊原（参考：ユジノサハリンスク (1991-2020)）の気候 | 豊原（参考：ユジノサハリンスク (1991-2020)）の気候 | 豊原（参考：ユジノサハリンスク (1991-2020)）の気候 | 豊原（参考：ユジノサハリンスク (1991-2020)）の気候 | 豊原（参考：ユジノサハリンスク (1991-2020)）の気候 | 豊原（参考：ユジノサハリンスク (1991-2020)）の気候 | 豊原（参考：ユジノサハリンスク (1991-2020)）の気候 | 豊原（参考：ユジノサハリンスク (1991-2020)）の気候 |
| 月                                                 | 1月                                                | 2月                                                | 3月                                                | 4月                                                | 5月                                                | 6月                                                | 7月                                                | 8月                                                | 9月                                                | 10月                                               | 11月                                               | 12月                                               | 年                                                 |
| -------------------------------------------------- | -------------------------------------------------- | -------------------------------------------------- | -------------------------------------------------- | -------------------------------------------------- | -------------------------------------------------- | -------------------------------------------------- | -------------------------------------------------- | -------------------------------------------------- | -------------------------------------------------- | -------------------------------------------------- | -------------------------------------------------- | -------------------------------------------------- | -------------------------------------------------- |
| 最高気温記録 °C （°F）                             | 4.3 (39.7)                                         | 7.1 (44.8)                                         | 13.0 (55.4)                                        | 22.9 (73.2)                                        | 29.6 (85.3)                                        | 30.8 (87.4)                                        | 34.4 (93.9)                                        | 34.7 (94.5)                                        | 29.0 (84.2)                                        | 23.5 (74.3)                                        | 18.1 (64.6)                                        | 8.4 (47.1)                                         | 34.7 (94.5)                                        |
| 平均最高気温 °C （°F）                             | −6.0 (21.2)                                        | −4.8 (23.4)                                        | 0.2 (32.4)                                         | 6.9 (44.4)                                         | 13.8 (56.8)                                        | 17.7 (63.9)                                        | 21.0 (69.8)                                        | 22.3 (72.1)                                        | 19.4 (66.9)                                        | 12.5 (54.5)                                        | 3.5 (38.3)                                         | −3.5 (25.7)                                        | 8.58 (47.45)                                       |
| 日平均気温 °C （°F）                               | −11.5 (11.3)                                       | −11.2 (11.8)                                       | −5.2 (22.6)                                        | 1.7 (35.1)                                         | 7.5 (45.5)                                         | 11.9 (53.4)                                        | 15.9 (60.6)                                        | 17.3 (63.1)                                        | 13.5 (56.3)                                        | 6.7 (44.1)                                         | −1.2 (29.8)                                        | −8.5 (16.7)                                        | 3.08 (37.53)                                       |
| 平均最低気温 °C （°F）                             | −16.6 (2.1)                                        | −17.2 (1)                                          | −10.4 (13.3)                                       | −2.6 (27.3)                                        | 2.7 (36.9)                                         | 7.7 (45.9)                                         | 12.3 (54.1)                                        | 13.5 (56.3)                                        | 8.7 (47.7)                                         | 1.8 (35.2)                                         | −5.2 (22.6)                                        | −13.2 (8.2)                                        | −1.54 (29.22)                                      |
| 最低気温記録 °C （°F）                             | −36.2 (−33.2)                                      | −34.8 (−30.6)                                      | −30.5 (−22.9)                                      | −25.2 (−13.4)                                      | −6.2 (20.8)                                        | −2.1 (28.2)                                        | 1.3 (34.3)                                         | 3.6 (38.5)                                         | −4.2 (24.4)                                        | −11.8 (10.8)                                       | −25.7 (−14.3)                                      | −33.5 (−28.3)                                      | −36.2 (−33.2)                                      |
| 降水量 mm （inch）                                 | 56 (2.2)                                           | 38 (1.5)                                           | 52 (2.05)                                          | 57 (2.24)                                          | 66 (2.6)                                           | 64 (2.52)                                          | 92 (3.62)                                          | 107 (4.21)                                         | 102 (4.02)                                         | 102 (4.02)                                         | 75 (2.95)                                          | 71 (2.8)                                           | 882 (34.73)                                        |
| 平均降雨日数                                       | 0.3                                                | 0.4                                                | 2                                                  | 10                                                 | 17                                                 | 17                                                 | 20                                                 | 19                                                 | 19                                                 | 19                                                 | 9                                                  | 2                                                  | 134.7                                              |
| 平均降雪日数                                       | 25                                                 | 24                                                 | 24                                                 | 13                                                 | 3                                                  | 0.1                                                | 0                                                  | 0                                                  | 0                                                  | 4                                                  | 20                                                 | 27                                                 | 140.1                                              |
| % 湿度                                             | 83                                                 | 81                                                 | 78                                                 | 76                                                 | 77                                                 | 83                                                 | 86                                                 | 87                                                 | 83                                                 | 80                                                 | 81                                                 | 83                                                 | 81.5                                               |
| 平均月間日照時間                                   | 129                                                | 153                                                | 181                                                | 191                                                | 197                                                | 198                                                | 165                                                | 149                                                | 187                                                | 160                                                | 116                                                | 102                                                | 1,928                                              |
| 出典1：Погода и климат                             |                                                    |                                                    |                                                    |                                                    |                                                    |                                                    |                                                    |                                                    |                                                    |                                                    |                                                    |                                                    |                                                    |
| 出典2：NOAA (sun only, 1961-1990)                  |                                                    |                                                    |                                                    |                                                    |                                                    |                                                    |                                                    |                                                    |                                                    |                                                    |                                                    |                                                    |                                                    |

## 歴史
沿革
- 1905年（明治38年）

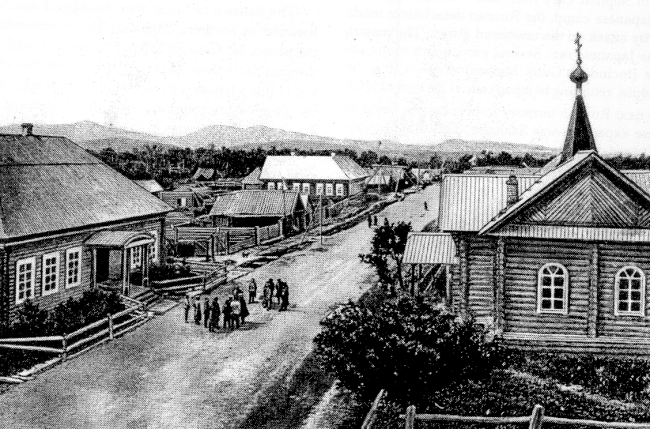
前身自治体であるウラジミロフカ村中心部（北豊原地区。豊原大通り（現レーニナ通り）を北方向に大きく延長した「現サヴィェーツカヤ通り（真岡通り（現サハリーンスカヤ通り）との交差起点より北に約9km。現サヴィェーツカヤ通りと鈴谷川（現ススヤ川）の交差近辺））」沿い）の街並み。右下は「スモレンスク聖堂」の当時の建物）

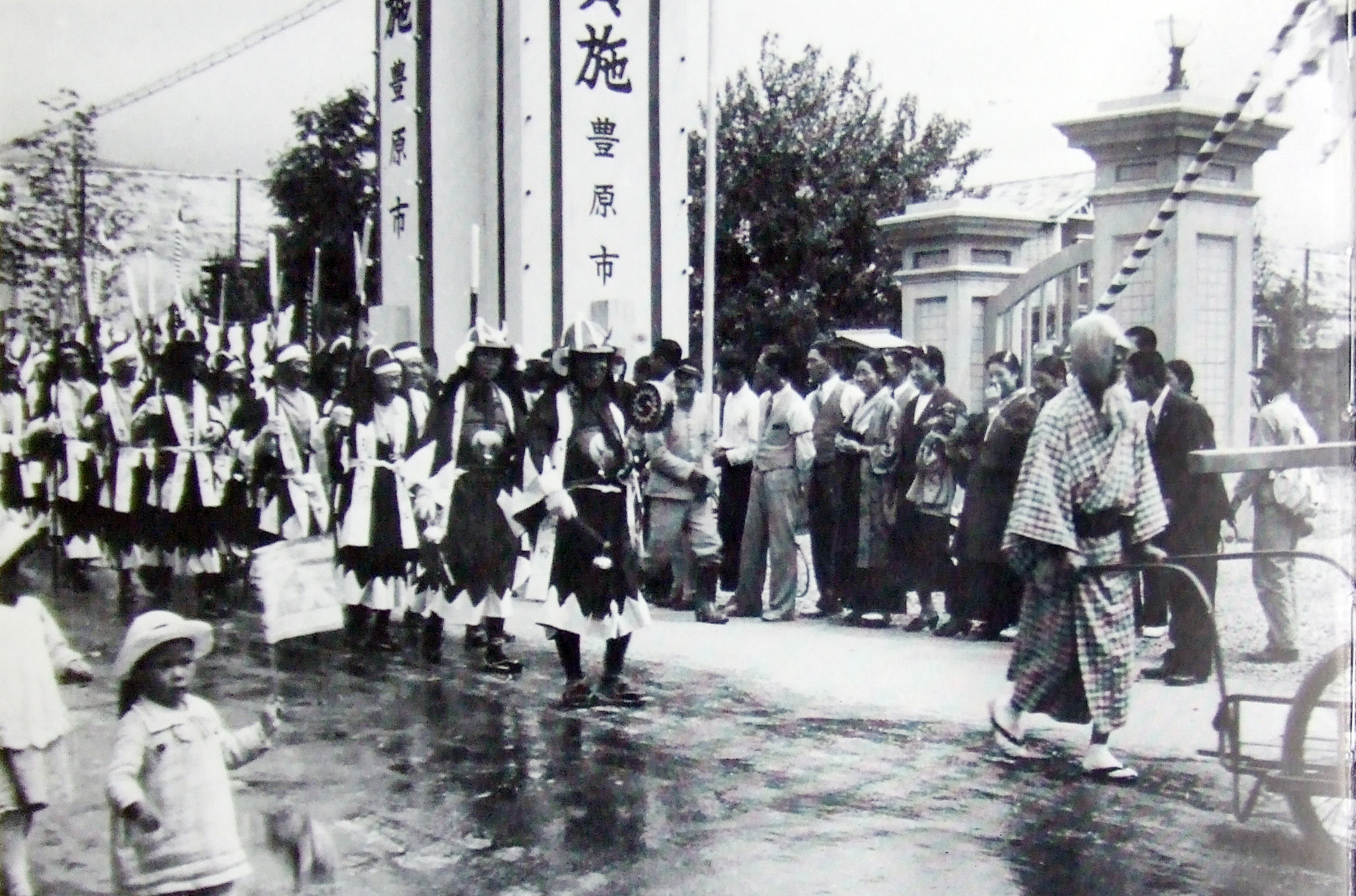
豊原市制施行記念祝賀行列

  - 7月10日 - 日露戦争中の樺太の戦いにより、日本軍がロシア帝国領のサハリン・ウラジミロフカを占領。
  - 9月5日 - ポーツマス条約の締結。大日本帝国はウラジミロフカを含む北緯50度以南の樺太（サハリン南部）をロシアより獲得し、サンクトペテルブルク条約（樺太・千島交換条約）以来の祖国復帰となる。
- 1908年（明治41年）
  - 4月1日 - 内務省告示により、ウラジミロフカを豊原に改称。
  - 8月 - 樺太庁を大泊から移設。
- 1911年（明治44年） - 樺太島技大運動会（スキー大会） 開催。
- 1915年（大正4年）6月26日 - 「樺太ノ郡町村編制ニ関スル件」（大正4年勅令第101号）の施行により、豊原町、豊南村、大富村、西久保村が行政区画として発足。豊原郡に所属し、豊原支庁が管轄。
- 1923年（大正12年）
  - 4月1日 - 豊南村・大富村・西久保村が豊原町に合併。
  - 8月4日 - 作家「宮沢賢治」、豊原町を訪問。
- 1926年（昭和元年） - 全日本スキー選手権大会 第4回大会 開催[8]。
- 1929年（昭和4年）7月1日 - 樺太町村制の施行により豊原町（一級町村）が発足。
- 1931年（昭和6年） - 全日本スキー選手権大会 第9回大会 開催（樺太出身の牧田光武選手が優勝）。
- 1937年（昭和12年）7月1日
  - 豊原町が樺太市制を施行して豊原市となる。
  - 豊原支庁が豊栄支庁に改称。
  - 市政昇格を祝し、「女鳥人」として全国的に有名だった女性飛行士西崎キク（亜細亜航空女子部飛行教官）の豊原市訪問飛行も予定されていたが、昭和12年7月30日にエンジントラブルで津軽海峡にて不時着水（貨物船「稲荷丸」が無事救助）し、断念している[9]。
- 1938年（昭和13年）8月11日 - 8月25日 - 「樺太庁始政三十年記念 樺太拓殖共進会」を豊原会場（および大泊会場の二箇所）で開催。絵葉書画像
- 1943年（昭和18年）
  - 4月1日 - 「樺太ニ施行スル法律ノ特例ニ関スル件」（大正9年勅令第124号）が廃止され、内地編入。
  - 9月29日 - 日本全国の「甲域以外ノ要塞地帯、軍港要港ノ境域及陸軍輸送港域」該当地域に対し布告された「内務省令第61号」及び「内務省告示第580号」に基づき、豊原市中心部より東方20km～30km付近に形成されていた白系ロシア人居住村落（通称「ロスケ村」。人口は50人～100人程）全住民を国内他地域へ強制移住[10]。
- 1944年（昭和19年）
  - 12月14日 - ソ連スターリン書記長よりアメリカW・アヴェレル・ハリマン駐ソ連大使に対して、樺太（サハリン）南部の領有を要求。
- 1945年（昭和20年）旧ソ連陸軍「南サハリン軍集団攻撃作戦」侵攻図

旧ソ連陸軍「南サハリン軍集団攻撃作戦」侵攻図

  - 2月8日 - ソビエト連邦クリミア自治ソビエト社会主義共和国ヤルタ近郊にあるリヴァディア宮殿にて、連合国首脳（イギリス：チャーチル首相、アメリカ：ルーズベルト大統領、ソ連：スターリン書記長）により「樺太の南部及びこれに隣接する一切の島嶼はソ連に返還されること」を含む「極東密約（ヤルタ協定）」が交わされる。
  - 5月 ～ 9月 - ソ連軍の樺太南部（および千島列島）への侵攻を米軍が支援（掃海艇55隻・上陸用舟艇30隻・護衛艦(タコマ級フリゲート)28隻など計145隻の艦船を無償貸与し、アラスカ準州コールドベイ米軍基地（米軍スタッフ約1500人が常駐）でのソ連兵約12000人に対する艦船・レーダー習熟訓練）する「プロジェクト・フラ」が実施される。
  - 8月17日 - 豊原大澤飛行場（のちの「旧ユジノサハリンスク空港（初代）」） 豊原市共同墓地の東方向隣接地にて開港（滑走路の長さは1km）。
  - 8月22日 - 第二次世界大戦末期、ソビエト連邦が日本に侵攻した樺太の戦いにより、赤軍（ソビエト連邦軍）により占領される。同日、初の豊原空襲。同じく同日（早朝）、豊原市民を含む多数の南樺太避難民を載せた大型船三隻「小笠原丸」「泰東丸」「第二号新興丸」が相次いでソ連潜水艦の攻撃を受け、沈没・大破（三船殉難事件）。1,708名以上が犠牲となる。
    - ロシア側の記録文献では、2日後の8月24日夕方、カムィショーヴァガ峠方面から侵攻したソ連陸軍「第113独立ライフル旅団（指揮:M.N.テチューシュキン（М.Н.Тетюшкин）中佐）」所属空挺部隊および北緯50度線北（現ハラミートクスキー要塞（古屯要塞）・ハラミー峠（旧幌見峠））より侵攻した「第56ライフル軍団」（文献によっては「第56歩兵軍団」と記載[11]。指揮:A.ディアーカナフ少将（のちに「ソ連邦英雄」受勲））所属戦闘部隊が豊原市を占領としている[12]。

  - 8月23日16:00頃 - 自動銃で武装した約20名程のソ連軍兵士により、社団法人日本放送協会(NHK)豊原放送局ラジオ放送停止[13]。
  - 8月24日 - ソ連軍によるラジオ放送にて、全豊原市民に対し「ラジオ受信機供出命令」布告。豊原駅前広場（現レーニン公園）に約4000台のラジオ受信機が山積みされる[13]。
  - 8月28日 - 社団法人日本放送協会(NHK)豊原放送局舎が接収される[14]。
  - 9月2日 - 日本が降伏文書に調印。豊原市を含む南樺太地域がソビエトの統治下に入る。
  - 10月 - 旧豊原大澤飛行場（のちの「旧ユジノサハリンスク空港（初代）」）ソ連接収後、初の運用開始。
  - 12月 - 北海道新聞社樺太支社（現在、跡地に映画コンサートホール「キノー・チアートル・アクチャーブリー」立地）に勤務していた同社員8名、スパイ容疑を掛けられ、ソ連軍に逮捕。8名全員、シベリア送りとなり、工藤新造樺太支社長は即決軍事裁判で銃殺刑（後にソビエト国内刑法の改正で銃殺刑廃止に伴い、懲役25年に減刑。思想犯収容所に移送。釈放後、日本に帰国）。他の7名はそれぞれ「強制労働20年」「強制労働15年」「強制労働10年」に処せられ、内3名が獄死[15]（同新聞社による別文献では、内4名はシベリア抑留中に獄死（他4名も死去）とされている[16]）。
    - 他、他社の全国紙（東京日日新聞社等）記者4名もスパイ容疑で逮捕[17]。
- 1946年（昭和21年）
  - 2月1日 - ソ連軍により、豊原市内の車両92台が徴発・捕獲される（その内、10台はユジノサハリンスク地域民事局を介し、市営バス運営準備組織に移管）。
  - 2月2日 - ソビエト、南サハリン州を設置して自国による領有を宣言。
  - 6月 - ソビエト、豊原（トヨハラ）をユジノサハリンスクに改称。
- 1949年（昭和24年）6月1日 - 国家行政組織法の施行のため法的に樺太庁が廃止。

## 政治・行政

### 行政
樺太が日本領に編入されて以降、樺太には府県に相当する広域の自治体が設置されず、日本政府が中央省庁の一として樺太庁を設置して樺太の地方政治と地方行政を実施してきた。府県の範囲では国の直轄であったものの、市町村としては民選の豊原市長（豊原町長）が首長を務める法人格を有する自治体が設置された。豊原は自治体として豊原町から豊原市に至る変遷を経ている。

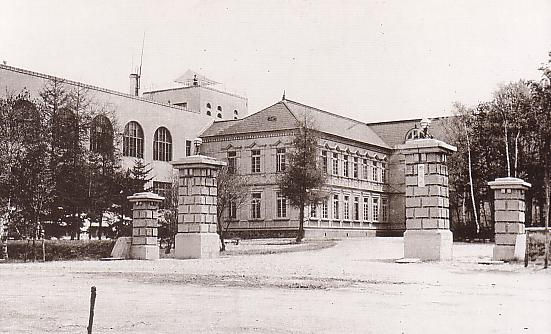
樺太庁庁舎

- 樺太庁庁舎

#### 市長
- 高橋弥太郎 1937年7月-
- 大島忠康 1942年3月-

### 立法
樺太全域としては日本政府が直接に「樺太庁」を設置したため、議会は設置されなかった。豊原市および前身となる豊原町では地方議会である「豊原市会」（豊原町会）が設置されていた。

豊原市役所（現サハリン州所有ビジネスビル「サフィンツェントル別館」）

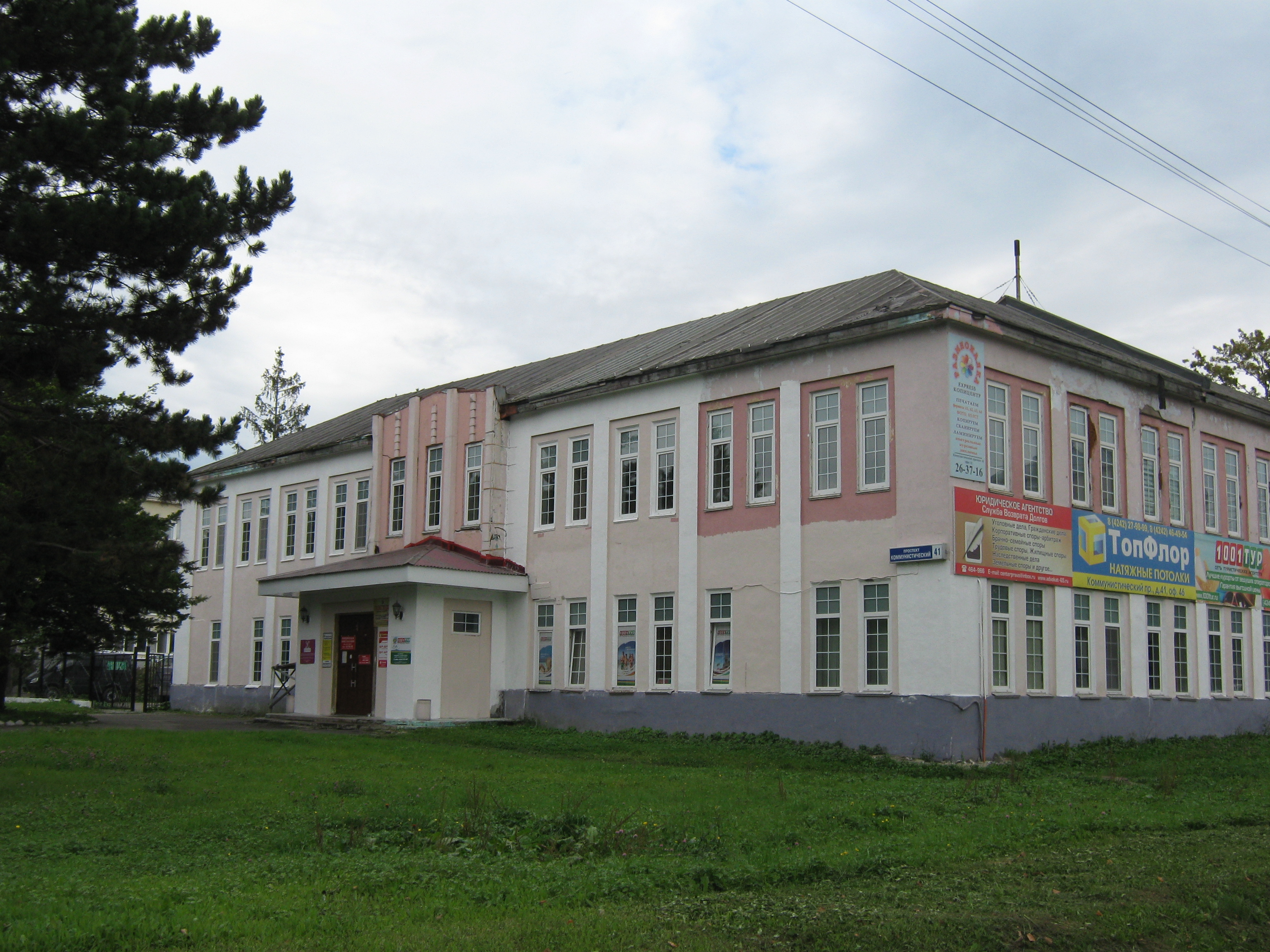
豊原市役所（現サハリン州所有ビジネスビル「サフィンツェントル別館」）

- 豊原市役所（二代目） - 旧ソ連治世下後の一時期、ソ連軍徴兵局として再利用されていたが、ソ連崩壊後から近年ではサハリン州所有ビジネスビル「サフィンツェントル別館」（本館はコンベンション施設兼日露貿易関連施設）として再利用している。2021年1月、建物の今後について市民や有識者からの意見を集め、解体案も出ていたが、同月29日の有識者会議において、（周辺を公園化整備の上で）今後も歴史的建造物として残していく事が決定している[18]。建物外見について長い間、薄いピンクと濃いピンクを用いたやや派手な塗装が施されていたが[19]、2017年10月16日頃より、かつての豊原市役所外見に近い茶色塗装に塗り替えられている[20]。グーグル・ストリートビュー画像（薄いピンク・濃いピンク塗装時）
  - 豊原市役所（初代） - 市内豊原大通り（現レーニナ通り）にあった大型商業施設「丸越江戸っ子呉服店」建物設計も手掛けたとされている後藤種助により設計。豊原市公会堂も併設され広く市民より利用されていたが、火災により焼失。同じ場所に、上述の豊原市役所（二代目。公会堂機能は無し）建設・開所。

### 司法
裁判所の管轄は樺太地方裁判所と豊原区裁判所に属していた。

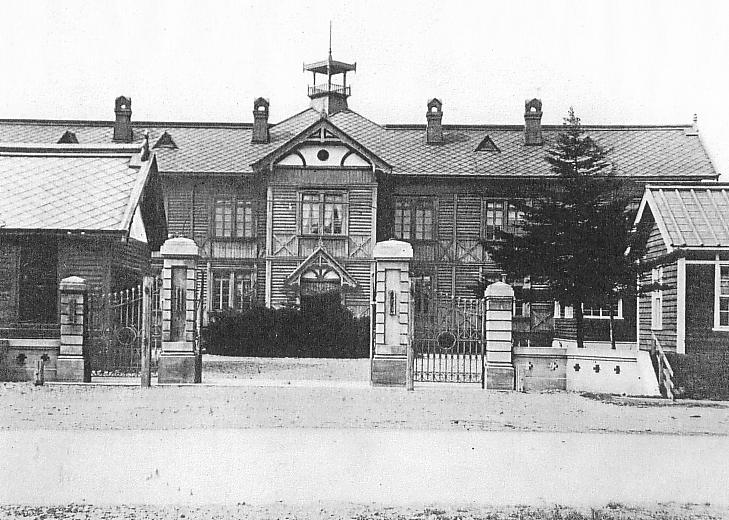
樺太地方裁判所

- 樺太地方裁判所 - 建物は現存せず、跡地にアジアパシフィック銀行ユジノサハリンスク支店が立地。（グーグル・ストリートビュー画像）

- 札幌刑務所樺太支所（二代目。現ユジノサハリンスク拘置所） - 「東七条通り（現ミーラ大通り）」および「南十丁目通り（現パピェードゥイ大通り）」の交差角地（南東側区画）に立地。現在も同建物を同用途で再利用している[21]。ユジノサハリンスク拘置所 状況解説HP。グーグル・ストリートビュー画像
  - 旧札幌刑務所樺太支所（初代） - 1933年(昭和8年)の豊原市地図より、「東六条通り（当該付近では廃道）と東七条通り（現ミーラ大通り）との中通り（当該付近では特に命名されず）」および「南十三丁目通り（現エミェリヤーナヴァ通り）」の交差角地（南東側区画）に立地と記載されている。札幌刑務所樺太支所（二代目現ユジノサハリンスク拘置所）への移転時期は不明（調査中）。グーグル・ストリートビュー画像（大体の立地の北西角より）

## 経済

### 産業

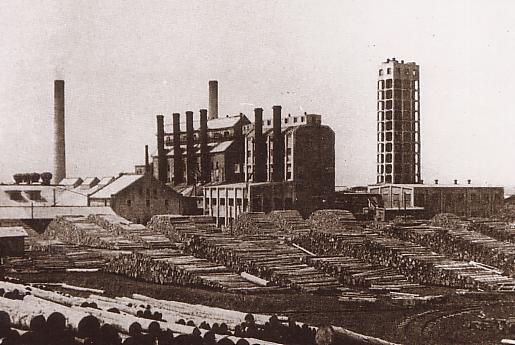
王子製紙豊原工場

- 王子製紙豊原工場 - 1945年まで稼動。ロシア治世下後の一時期、「㈱ユジノサハリンスク実験修理機械工場」として再利用されていたが、現在は複数の製造業やFMラジオ放送局「シティ・サハリン」（キー局：ラヴ・ラジオ）、その他複数の商業施設となっている。
- 樺太製糖豊原工場 - 現在は市内地元菓子メーカー「サハリーンスカエ・カンヂーチェルスカエ・オープシシェストヴァ（ロシア語表記：САХАЛИНСКОЕ КОНДИТЕРСКОЕ ОБЩЕСТВО）菓子工場として、SAKOブランドを冠した同社製品が市内各地で販売されている。SAKO公式HP（ロシア語）、旧樺太製糖株式会社豊原工場との関係解説HP
- 乾留工場 - 旧ソ連およびロシア治世下後の一時期、自動車部品倉庫に再利用されていた。
- 精麻工場 - 旧ソ連およびロシア治世下では、鉄道機関区敷地として利用され、幾つかの倉庫が建設。その内の一つは市内在住イスラム教徒が利用する下記宗教施設として再利用されている。
  - メチェーチ・ユージュナサハリーンスク（ロシア語表記：Мечеть Южно-Сахалинск。「ユジノサハリンスク・モスク」のロシア語訳） - 西9条通り（現カローデズナヤ通り）沿いに立地する（ロシア民間防衛問題・非常事態・自然災害復旧省極東地域センター・ユジノサハリンスク支部が所有・監理している不動産の一つである）二つのカマボコ型格納庫建物の内の一つ（南側）を転用し、開所（2015年5月19日）。建物の外見上、イスラム建築様式の特徴は一切、見られない（入り口には施設名を記した看板を設置）。グーグルマップ（メチェーチ・ユージュナサハリーンスク） ※ 施設名看板が取り付けられた入り口付近撮影画像付き。、グーグル・ストリートビュー（メチェーチ・ユージュナサハリーンスク） ※ 左側の方の倉庫。、同宗教施設 解説動画（ロシア語）
- 煉瓦工場 - 「北一丁目通り（現ヂェーツカヤ通り）」および「東十一条通り（現カムサモーリスカヤ通り）」交差角地の北東区画（御大典記念豊原市民公園（現ガガーリン記念文化公園）北西端（旧サハリーンスキー・ムゼーイ・メドヴェージャ（初代）跡地）の北方向に隣接）。現在、跡地には平屋建ての建造物（用途不明（調査中））が確認出来る。グーグル・ストリートビュー（旧「煉瓦工場」跡地）

## 地域

### 官公署
- 樺太鉄道局
- 樺太食糧営団

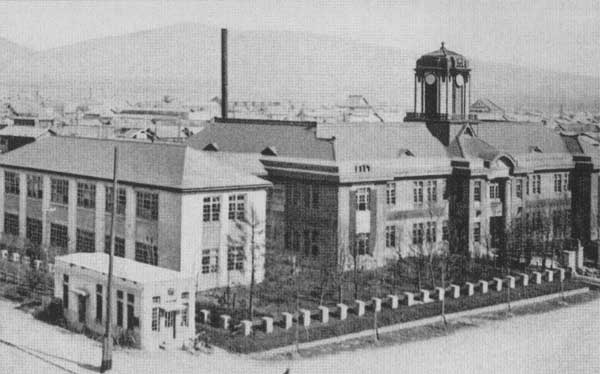
樺太鉄道局

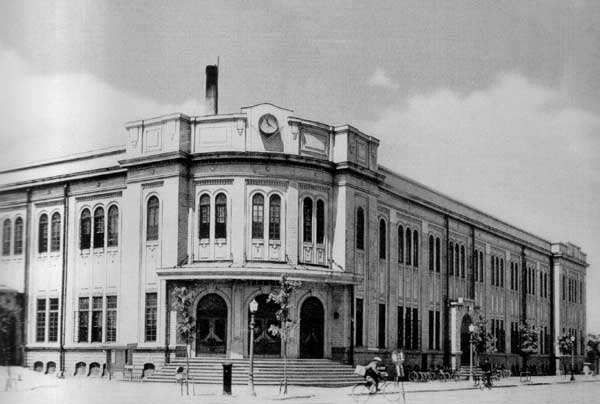
逓信省豊原郵便局（建物の正式名称は「一偉観ビルディング」。現ユジノサハリンスク郵便局）

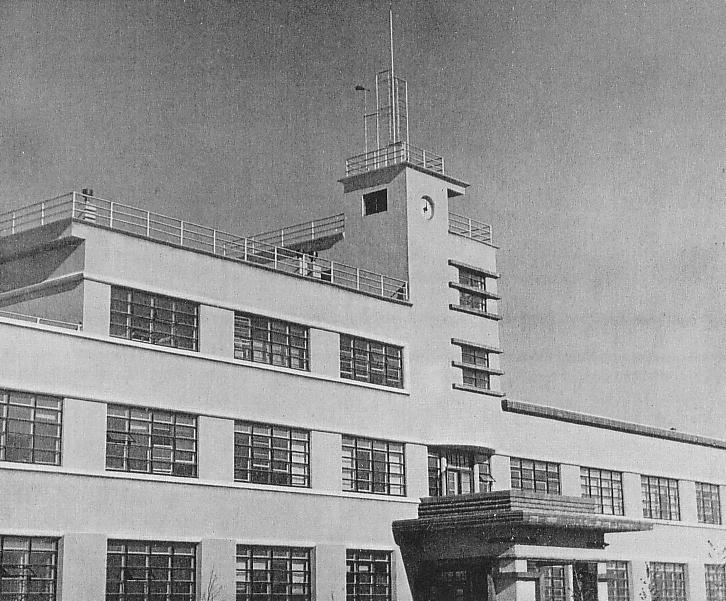
樺太庁中央試験所（現警察官養成所および現極東科学アカデミー地球物理学研究所）

- 逓信省豊原郵便局（現ユジノサハリンスク郵便局） - 中央上部壁面に時計を設置したアールデコ様式建築（建物の正式名称は「一偉観ビルディング」[22]）。豊原大通り（現レーニナ通り）と神社通り（現カムニスチーチェスキー通り）が交差する北西角地に立地。現在、跡地に建っているユジノサハリンスク郵便局は別の建物となっている。（グーグル・ストリートビュー画像）
- 樺太庁中央試験所 - 1928年（昭和3年）、農林畜鉱工業関連の試験施設集約化および各種産業振興のための調査研究を行う目的で建造・設置。のちに帝冠様式建築「樺太庁博物館（現サハリン州郷土博物館））」設計も担当する事になる貝塚良雄初の設計作品（ストリームライン・モダン様式建築）でもある。現「警察官養成所」兼「極東科学アカデミー地球物理学研究所」。但し、所在住所はユジノサハリンスク市内ではなく（隣接する別の地方自治体「ルゴヴォエ村（旧豊北村）」）内とされている。

### 医療機関

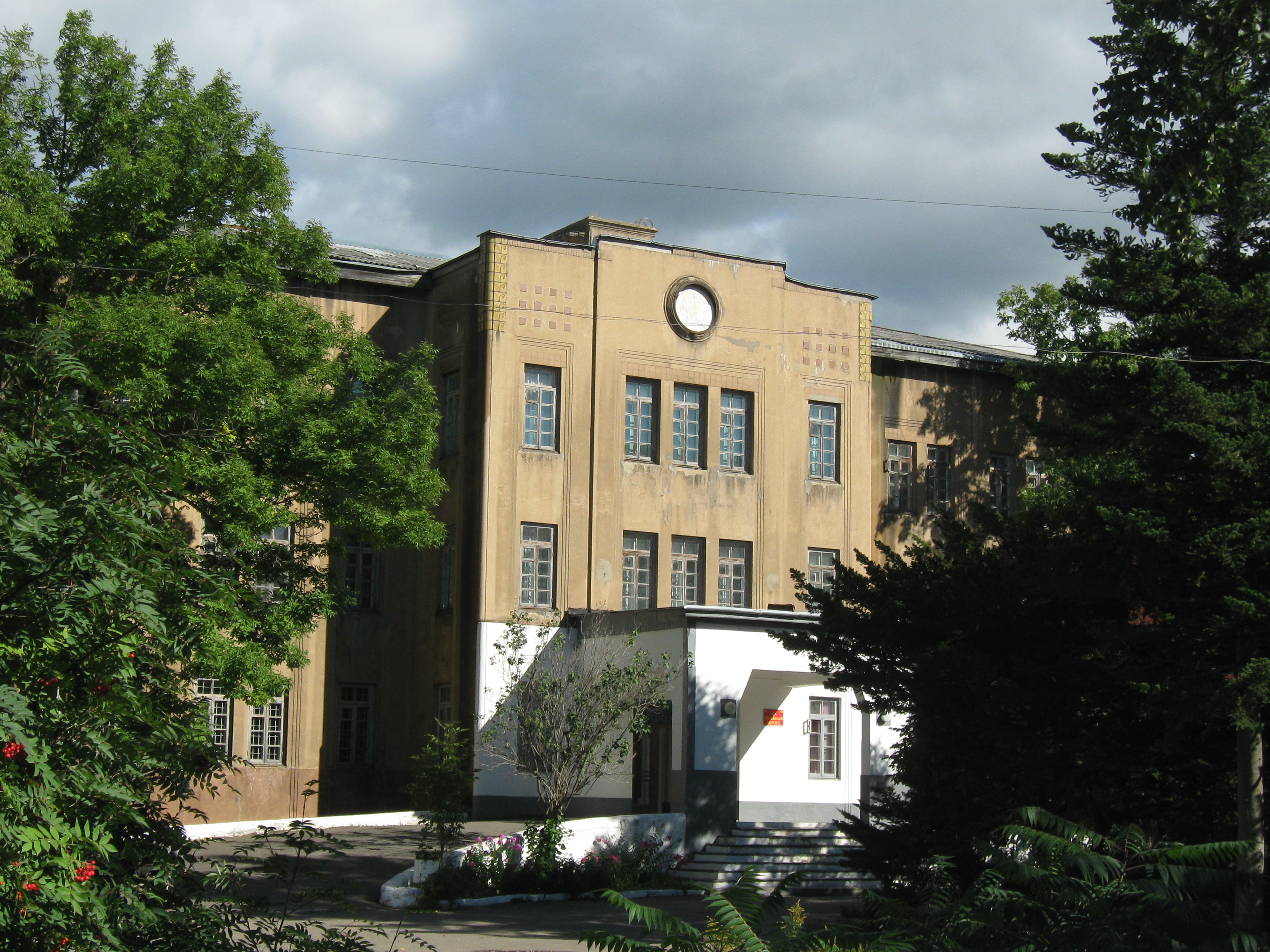
樺太庁豊原医院（現ユジノサハリンスク・ロシア陸軍第441軍病院）

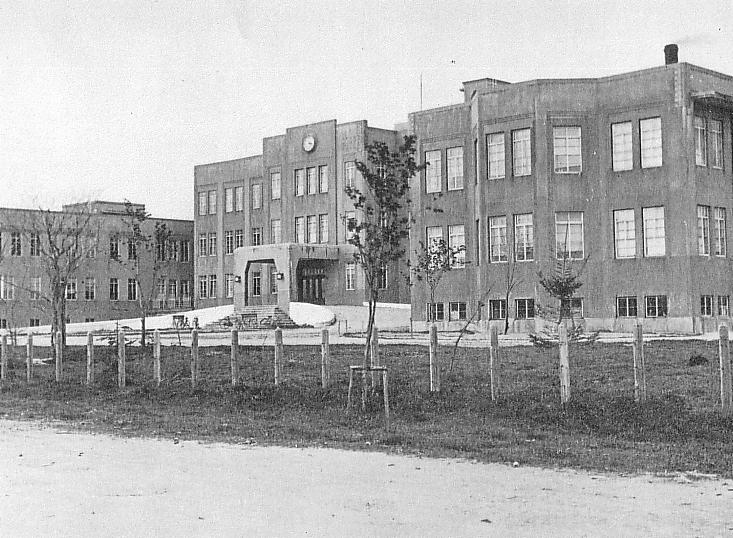
樺太庁豊原医院（現ユジノサハリンスク・ロシア陸軍第441軍病院）

- 樺太庁豊原医院 - 隣接していた「樺太医学専門学校」と共に、現在はユジノサハリンスク・ロシア陸軍第441軍病院。

### 孤児院および孤児支援機関
後継自治体「ユジノサハリンスク市」の「孤児院および孤児支援機関」については、「ユジノサハリンスク#孤児院および孤児支援機関」を参照の事。
- 樺太道孤児院

### 教育
以下の学校一覧は1945年（昭和20年）4月1日現在のもの。

#### 国民学校
後述の「スモレンスク聖堂」を小学校の臨時校舎として使用していた時期も存在していた。
- 樺太公立豊原第一国民学校（敷地の南北中央を東西に横切る（南1丁目通りを延長した）現ニェベーリスカヤ通りにより敷地は南北に分割。北側区画には現ドラッグストア「パラツェーリス（ロシア語表記：Парацельс）」および現美容院「スヴェトラーナ（ロシア語表記：Светлана）」が立地し、南側区画には現ロシア政府機関「フェデラーナリエ・ブチー（ロシア語表記：Федеральное БТИ。「連邦BTI」のロシア語訳）」が立地。その他、フルシチョフカ様式アパート数棟が立地。グーグル・ストリートビュー画像（ほぼ中央より北西側）、グーグル・ストリートビュー画像（ほぼ中央より北東側）、グーグル・ストリートビュー画像（ほぼ中央より南西側）、グーグル・ストリートビュー画像（ほぼ中央より南東側））
  - 現在、南方向に隣接する区画に立地している「ヂェツカヤー・フダジェーストヴェンナヤ・シュコーラ（ロシア語表記：Детская художественная школа。「児童美術学校」のロシア語訳）」の先代校舎として再利用されていたかは不明（調査中）。
- 樺太公立豊原第二国民学校（現「ギームナジーヤー No.2」（ロシア語表記：Гимназия №2。「第二体育館」のロシア語訳） - グーグル・ストリートビュー画像
  - 1978年（昭和53年）時点では、校舎の一部（および近隣に立地する日蓮寺）が残っていた事が、「全国樺太連盟」墓参団による記録映像「樺太墓参の記録(1978)2/3 - YouTube ※ 「11:52」付近より。」（および解説ナレーション音声）で確認出来ている。
- 樺太公立豊原第三国民学校（現「ヴァストーチナヤー・ギームナジーヤー」（ロシア語表記：Восточная Гимназия。「東部体育館」のロシア語訳） - グーグル・ストリートビュー画像
- 樺太公立豊原第四国民学校（現「スターラエ・クラードゥビシシェ」（ロシア語表記：Старое Кладбище。「古い墓地」のロシア語訳を冠した「ユジノサハリンスク共同墓地」）の北西部分） - 「南十六丁目通り」および「東二条通り（現プーシュキナ通り）」交差点角地の南西側区画に立地。
  - 大沢分教場
- 樺太公立唐松国民学校
- 樺太公立並川国民学校
- 樺太公立清川国民学校
- 樺太公立大富国民学校
- 樺太公立下並川国民学校
- 樺太公立軍川（いくさがわ）国民学校
- 樺太公立緑川国民学校
- 樺太師範学校附属国民学校

#### 中等学校

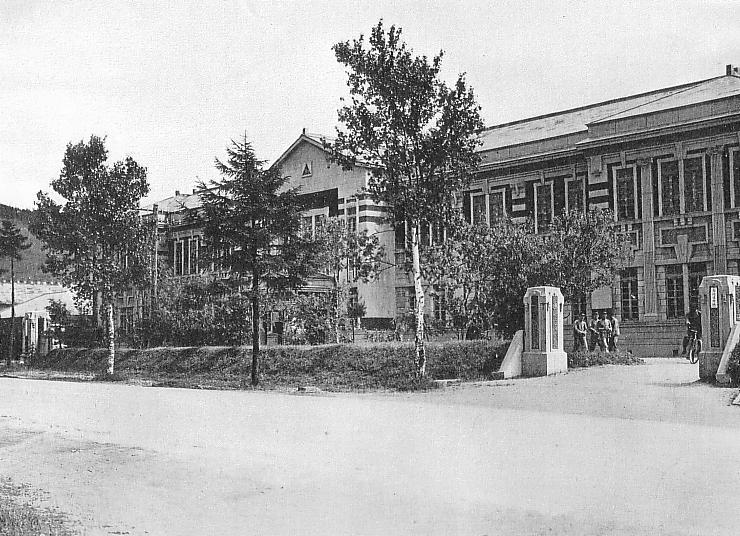
樺太庁豊原中学校

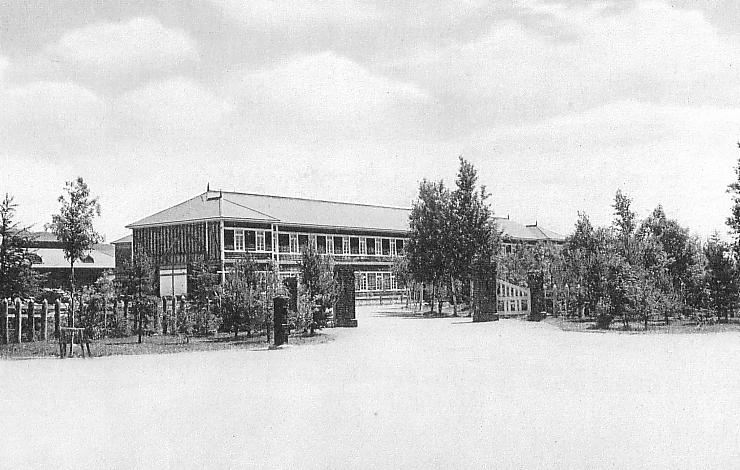
樺太庁豊原高等女学校

- 樺太庁豊原中学校 - 建物は現存せず、現在、跡地にはマオーウ・ノーシュ（公立小中一貫校。ロシア語表記：МАОУ НОШ）第7校が立地している（一時はロシア将校会館が立地していたが、その後の同施設の去就は不明（調査中））。(手書きカラー着色加工がされた「樺太庁豊原中学校」および「樺太庁豊原高等女学校」画像)マオーウ・ノーシュ第7校 公式HP（ロシア語）
- 樺太庁豊原高等女学校 - 建物は現存せず、跡地（敷地の西端一部分）にはA.P.チェホフ記念サハリン国際ドラマ劇場が立地。残りの中央以東部分は、現在は（旧東七条通りを南方向に大きく延長した「ミーラ通り」により）東隣りの別区画として分断されている。
- 私立藤川実践女学校 - 建物は現存せず、跡地にはクルゼンシュテルナ公園が立地。解説HP（校舎画像あり）（グーグル・ストリートビュー画像）
- 樺太庁豊原工業学校
- 樺太公立豊原商業学校

#### 高等教育機関
- 樺太師範学校
- 樺太青年師範学校

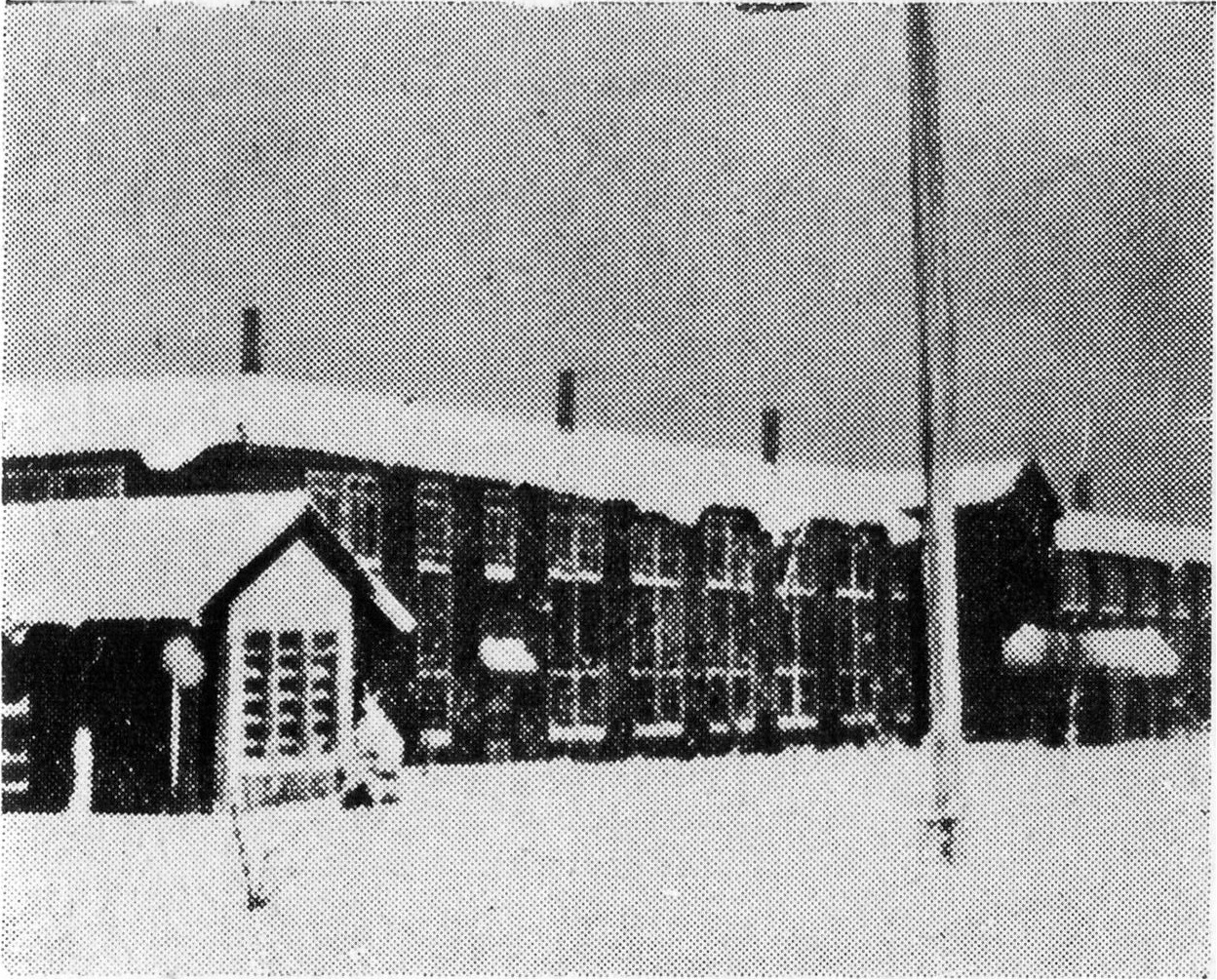
樺太師範学校

- 樺太医学専門学校 - 隣接していた「樺太庁豊原医院」と共に、現在はユジノサハリンスク・ロシア陸軍第441軍病院。

### 報道機関

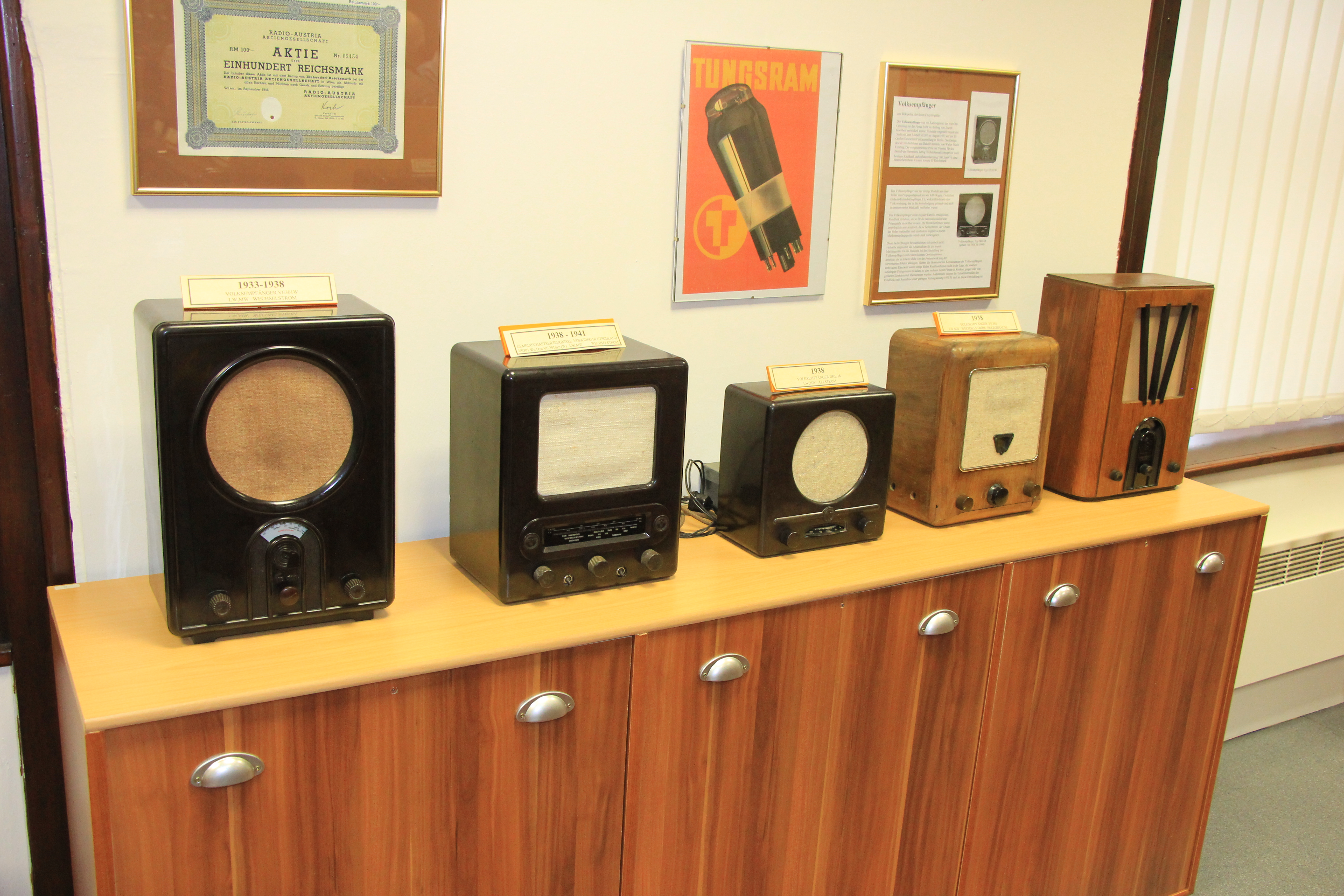
昭和10年代、日本全国の家庭に広く普及した低価格ラジオ受信機「放送局型123号受信機」誕生のきっかけとなったドイツ製「国民ラジオ」

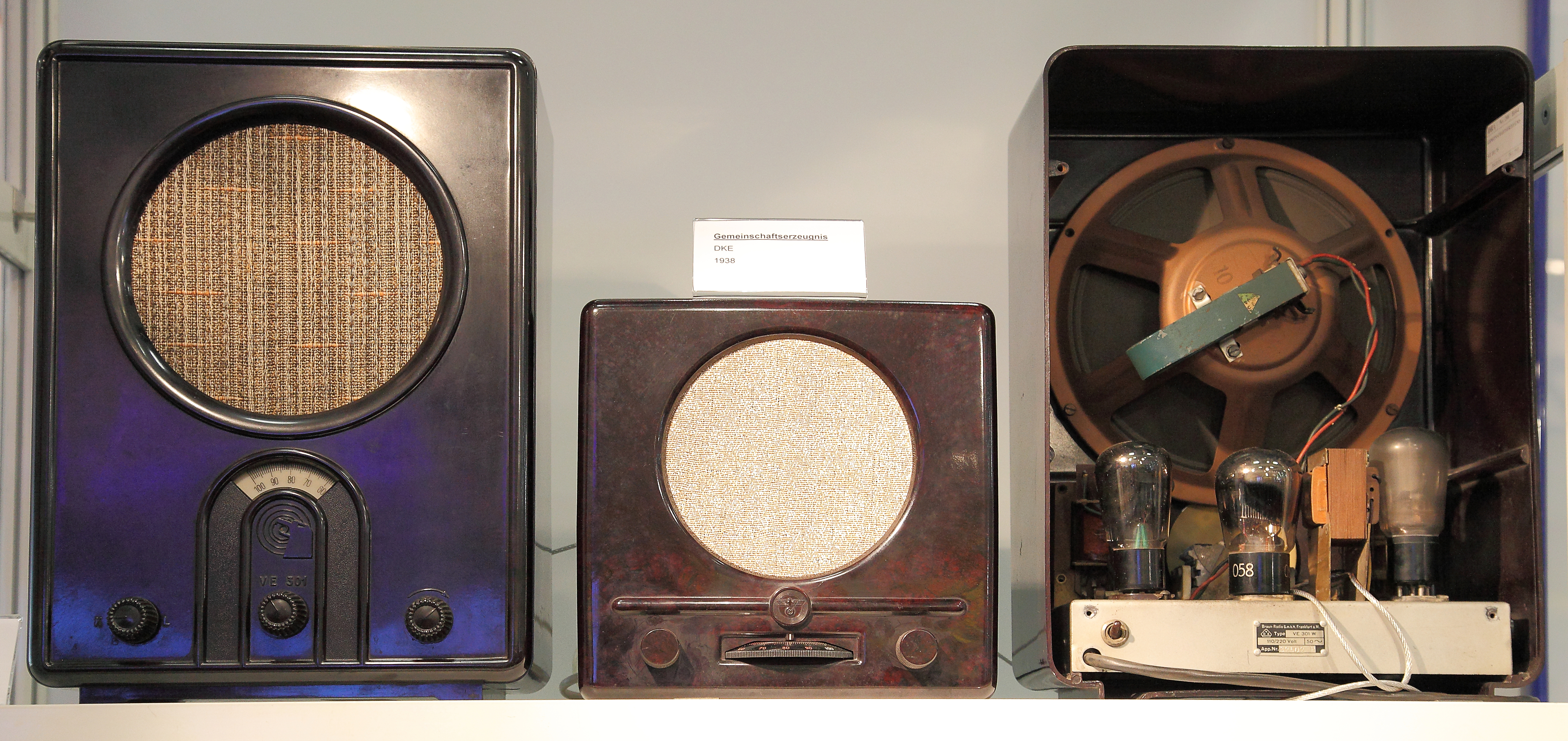
「放送局型123号受信機」の参考とされたドイツ製「国民ラジオ」内部

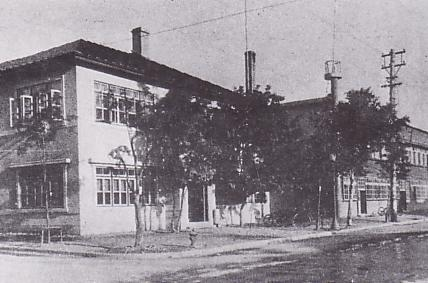
樺太日日新聞 社屋

- 社団法人日本放送協会(NHK)豊原放送局、解説HP1、解説HP2
  - 中波ラジオ（AMラジオ）

| 周波数 （kHz） | 放送局名                        | 呼出符号 | 空中線 電力 | 放送対象地域 | （日本国内における）放送区域 内視聴者数 | 開局日                                             |
| -------------- | ------------------------------- | -------- | ----------- | ------------ | --------------------------------------- | -------------------------------------------------- |
| 620            | 社団法人日本放送協会 豊原放送局 | JDAK     | 1kW         | 南樺太圏     | －                                      | 1941年 12月8日 （太平洋戦争開戦に 伴う緊急仮放送） |
| 750            | 社団法人日本放送協会 豊原放送局 | JDAK     | 50W         | 南樺太圏     | 24,000人                                | 1941年 12月26日                                    |

- 樺太新聞社 - 「樺太日日新聞」「樺太旭新聞」「樺太時事新聞」「樺太毎日新聞」戦時統合（1942年（昭和17年）2月）により創刊。読売新聞社傘下。
- 北海道新聞社樺太支社 - 建物は現存せず、現在、跡地には映画コンサートホール「キノー・チアートル・アクチャーブリー」が立地。グーグル・ストリートビュー画像（「キノー・チアートル・アクチャーブリー」北側）、グーグル・ストリートビュー画像（「キノー・チアートル・アクチャーブリー」南側）
  - 同支社閉鎖から47年後の1992年、「東七条通り（現ミーラ大通り）」「現ラジュヂェストゥヴェーンスカヤ通り」「現クラスナフローツカヤ通り」「南九丁目通り（現イーミェニ・カスマナーフタ・パパーヴィシャ通り）」に囲まれた区画（「樺太支社」立地区画より南方向へ二区画先。現商業施設「ドーム・タルゴーブリ・デパート」立地区画の南側隣接地にあたる）に現在立地しているホテル「パシフィックプラザ・サハリーン（ロシア語表記：Пасифик Плаза Сахалин）」に入居し、「同新聞社ユジノサハリンスク支局」として再進出を果たした[24]。解説HP、グーグル・ストリートビュー画像（ホテル「パシフィックプラザ・サハリーン」）

### 金融機関
- 日本銀行豊原事務所

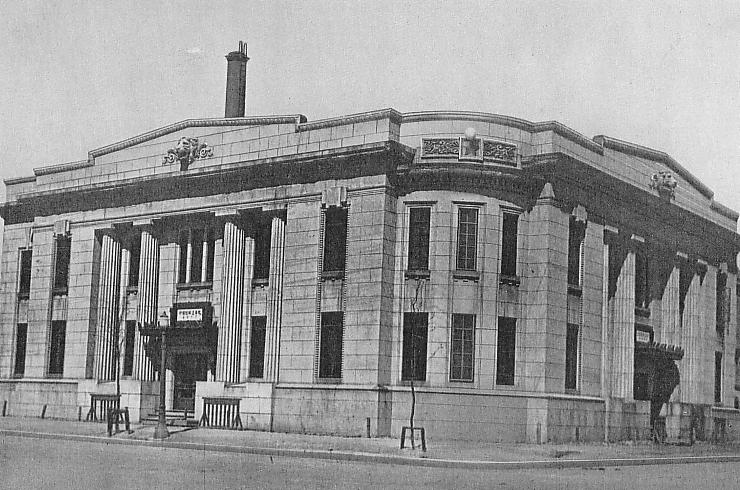
北海道拓殖銀行 豊原支店（現サハリン州立美術館）

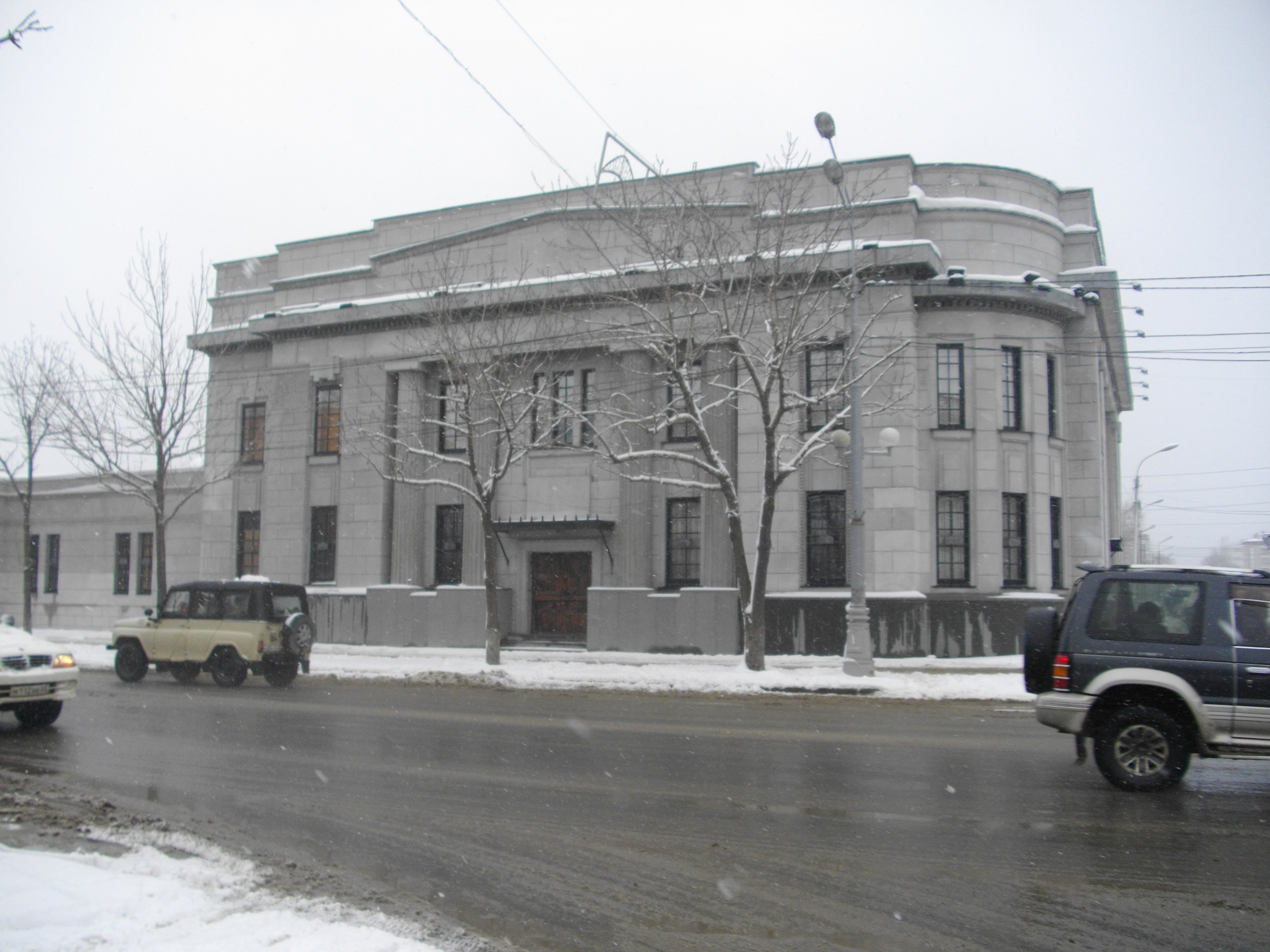
北海道拓殖銀行 豊原支店（現サハリン州立美術館）

- 北海道拓殖銀行豊原支店（現サハリン州立美術館）

### 経済団体
- 豊原市商工会議所 - 南三丁目通り（現ユジノサハリンスク駅（豊原駅）線路以東、現ハバローフスカヤ通り）沿い（北海道拓殖銀行豊原支店（現サハリン州立美術館）立地区画より南東方向斜めに隣接する区画）に立地。現在、跡地にはロシア警察（ロシア内務省、サハリン州内務局ユジノサハリンスク）ユジノサハリンスク警察署が立地（「豊原市商工会議所」建物を再利用しているのか、別の建物を建て替えたのかは不明（調査中））。グーグル・ストリートビュー画像（ロシア警察ユジノサハリンスク警察署）

### 商業施設
- 豊原三越百貨店 - 豊原大通り（現レーニナ通り）および真岡通り（現サハリーンスカヤ通り）交差点角地に立地。同建物は現在、サハリンデパートユジノサハリンスク本店（もしくは「ウニヴェルマーク・サハリーン（ロシア語表記「Универмаг Сахалин」。「サハリン百貨店」のロシア語訳）」。旧ソ連による実効支配（建物接収）開始より約13年後である（「スターリン批判」に代表される様々な国内民主化を行なったニキータ・フルシチョフソビエト共産党第一書記（兼ソ連首相）が失脚する約1年半前である）1963年（昭和38年）4月28日[25]、ユジノサハリンスク市執行委員会セルギェーイ・カンスタンチノーヴィチ・ブローヒン委員長（当時の市長職に該当。約半年前より就任[要出典]）により改装され再び商業施設としての再利用が開始された[26]。地上4階・地下1階があり、総床面積は4,000m2[27]。敷地内に専用駐車場も設けているが、土地が不足している都心部という事もあり、約60台程しか駐車出来ない。建物は新古典主義建築。二つの通りに沿ってL字型に建てられている。市場型経済への急激な移行でロシア経済が混乱していた1990年代前半頃は経営を立て直す必要に迫られ、（旧ソ連時代の都市によく見られた）子供百貨店「タヴァールィ・ドリャー・ヂェチェイー（ТОВАРЫ ДЛЯ ДЕТЕИ、「子供用品」のロシア語訳）」として経営されていた期間もあった。最上階には（古くから日本国内の老舗百貨店にて多く見られる特徴のひとつである）沢山の窓が並んでいる(室内からの眺望性を重視し且つ陽光による陳列商品の色落ち劣化を心配する必要の無い飲食店街が最上階に入居するケースが顕著だった為)が、大衆食堂形式の飲食店は地階に配置されている。前述の交差点角方向沿いの壁面に大型LEDモニタを設置[28]。

現在の主なフロア構成は下記の通り。
| 階  | フロア概要                                                                                             |
| --- | --- |
| 4F  | 理髪店、他複数テナント店、店内調光管理室、支配人室                                                     |
| 3F  | 観光ガイド映像TV、最新アパレル店、レース加工品店、針刺し店、宝石店、サロン型家具店、他複数テナント店   |
| 2F  | 書店、写真スタジオ、手芸品店、衣料品店、キーロフ産専門毛皮店、記念品店および画廊、他複数テナント店     |
| 1F  | 薬局、花屋、時計修理屋、靴屋、カメラ店、鉢植え園芸店、小サイズ靴店、リボン店、両替店、他複数テナント店 |
| B1F | 食品スーパー、スタローヴァヤ（ロシア風大衆食堂）同店看板画像、他複数テナント店                         |

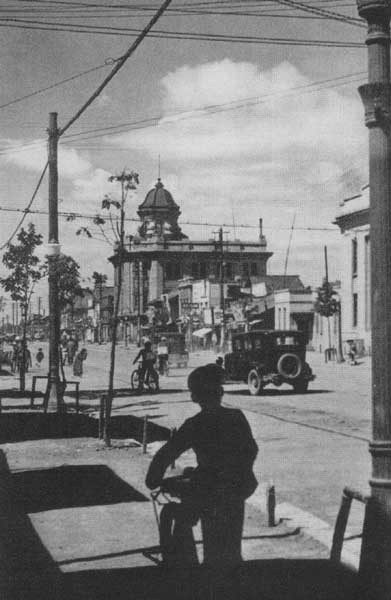
1930年代夕暮れ時の豊原大通り（現レーニナ通り）。ドーム型尖塔屋があるロココ調建築様式の中央建物は丸越江戸っ子呉服店豊原本店。新古典主義様式である白色の右側建物（左端一部のみ）は北海道拓殖銀行豊原支店（現サハリン州立美術館）

- 丸越江戸っ子呉服店豊原本店 - 創業当初は「越澤呉服店」という名称で、「江戸っ子百貨店」「大江戸百貨店」とも呼称されていた大型商業施設。豊原大通り（現レーニナ通り）および南二丁目通り（現クリーリスカヤ通り）が交差する北東側角地区画（南方向に隣接する区画には、平屋建ての個人商店を数軒挟んだ形で北海道拓殖銀行豊原支店（現サハリン州立美術館））に立地。愛知県一宮市出身の寺澤代三郎が開業。店舗建物（1925年（大正14年）竣工。設計者は豊原市公会堂（初代「豊原市役所」併設施設。後に消失）も手掛けた後藤種助説が有力）の外見はロココ建築様式に近く、鉄筋コンクリート3階建てで屋上にドーム型尖塔屋と屋外展望台があり、南樺太のみならず樺太全体でも最大の高層ビルであった。のちに後継者が事業縮小（京呉服と日本人形に特化）し、豊原大通り（現レーニナ通り）南一丁目へ移転（店名はそのまま）。昭和恐慌や世界恐慌の影響を受けて閉店後、初代店舗建物は第二次世界大戦中に（特徴だったドーム型尖塔屋を撤去し）樺太庁警察部豊原警察署となり、ユジノサハリンスク市政以降には大手国営の海産物缶詰専門スーパー「アキェアーン（ロシア語表記：Океан。「海洋」のロシア語訳」ユジノサハリンスク支店（初代店舗）として再利用されていた[29]。現在跡地には、（民営化され、食品全般や衣料品も取り扱う様に業態変更された）前述「食品・衣料品スーパー・アキェアーン ユジノサハリンスク支店（二代目店舗）建物および「ロシア民間防衛問題・非常事態・自然災害復旧省極東地域センター・ユジノサハリンスク支部」が立地している[30]。

かつての主なフロア構成は下記の通り。
| [icon] | この節の加筆が望まれています。 |

| [icon] | この節の加筆が望まれています。 |

| [icon] | この節の加筆が望まれています。 |

| [icon] | この節の加筆が望まれています。 |

- 樺太豊原旅館花屋本店（現ルィーバクホテル） - （豊原駅前広場（現レーニン広場）の南側沿いにある）南6丁目通り（現カールラ・マールクサ通り（ユジノサハリンスク駅（旧豊原駅）線路以東））沿いに立地。別名「花屋ホテル」。現在、跡地に建つルィーバクホテルと正面玄関位置がほぼ同じだが、建物再利用か全面建て替えかは不明（調査中）。跡地に建つルィーバクホテルには、工具店バーント（ロシア語表記：Бант。「弓」のロシア語訳）やアダルト・ショップヴズグリャート（ロシア語表記：ВЗГЛЯД, магазин эротических товаров）、その他、歯科医院もテナント入居[31]。

- 樺太ホテル北海屋本店（現マヌェローンホテル） - 豊原駅前広場（現レーニン広場）の北側沿いにある）神社通り（現カムニスチーチェスキー大通り）沿いに立地。現在、跡地に建つマヌェローンホテル建物は全面建て替え（樺太ホテル北海屋本店建物を再利用していた時期の有無は不明（調査中））。敷地跡地の一部には、東洋風の屋根が外見的特徴であるキオスクも立地している[32]
  - 同ホテルでは、TVドラマ「サハリンの薔薇」（北海道放送（「東芝日曜劇場」枠）、放送：1991年11月24日）でTVロケが行われている（主人公である日本人青年医師の宿泊先、かつヒロインである舞台女優志望ロシア人女性が勤務するホテル内食堂）。

#### 旧市街地（旧ウラジミロフカ村中心市街地。北豊原地区）の商業施設
- 自称タタール系ロシア人である商人サートゥィク・ガファーラフ（Садык Гафаров）が起業・経営していた商店が豊原市政移行直前までは同村最大の商業施設であり、この他に目立っていた商業施設としては「官憲の物品販売の商店」「恰も本邦の僻陬なる土地の荒物屋の大なるもの」「此村及近郊の土民は諸物品及諸食料迄も売下げられておったので貴重なる装飾品及家具鍋釜等の類に至るまで鬻ぎおった」と評された（日本陸軍接収後の）官営商業施設[33][34]、他は「急峻なる斜面に建てられたる（階数が2階以上なので、斜面地建築物であった事を示唆）」「規模も整然としていた」と評された商業施設が挙げられている[33][34]。
- ウラジミロフカ百貨店豊原本店 - 創業者はロシア（白系ロシア人）系日本人（日本国籍に帰化した残留ロシア人）。店名の由来は、南樺太割譲（日露戦争）以前の豊原市地名「ウラジミロフカ村」。

#### その他
- 富士眼鏡商会（富士メガネ旧社名）豊原本店 - 神社通り（現カムニスキーチェスキー大通り）沿い（豊原駅（旧ユジノサハリンスク駅（初代））近隣）に立地（創業：1939年（昭和14年)10月18日）。商品であった眼鏡フレームおよびレンズは外販用に用意していたカバンにのみ入れられ、（店内の見栄えが貧弱にならぬ様）棚には前述取り扱い商品実物の代わりに（仕入れた際の）包装箱（空き箱）を陳列していた[35]。

## 観光

### 公園
- 豊原駅前広場（現レーニン広場）

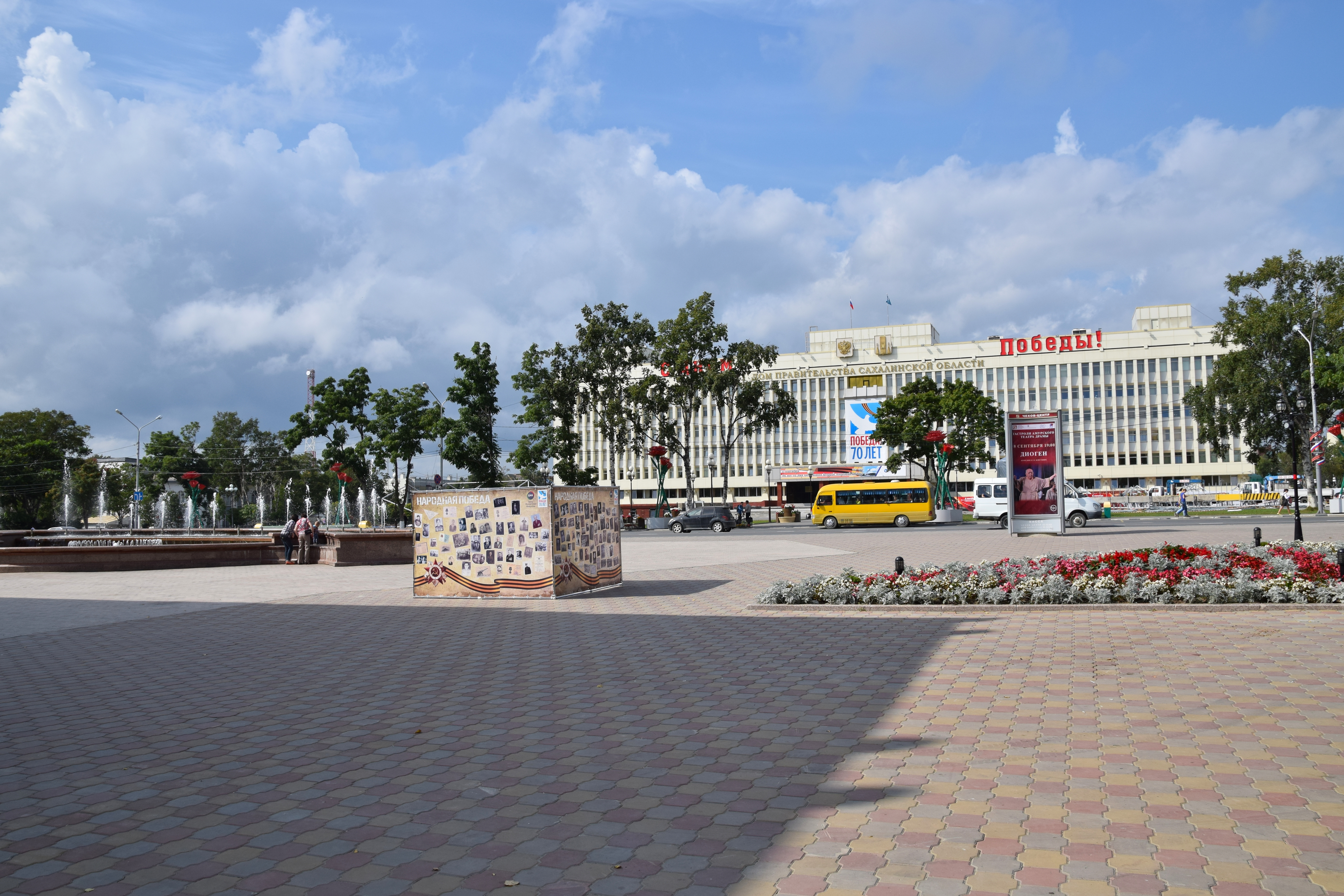
豊原駅前広場（現レーニン広場）
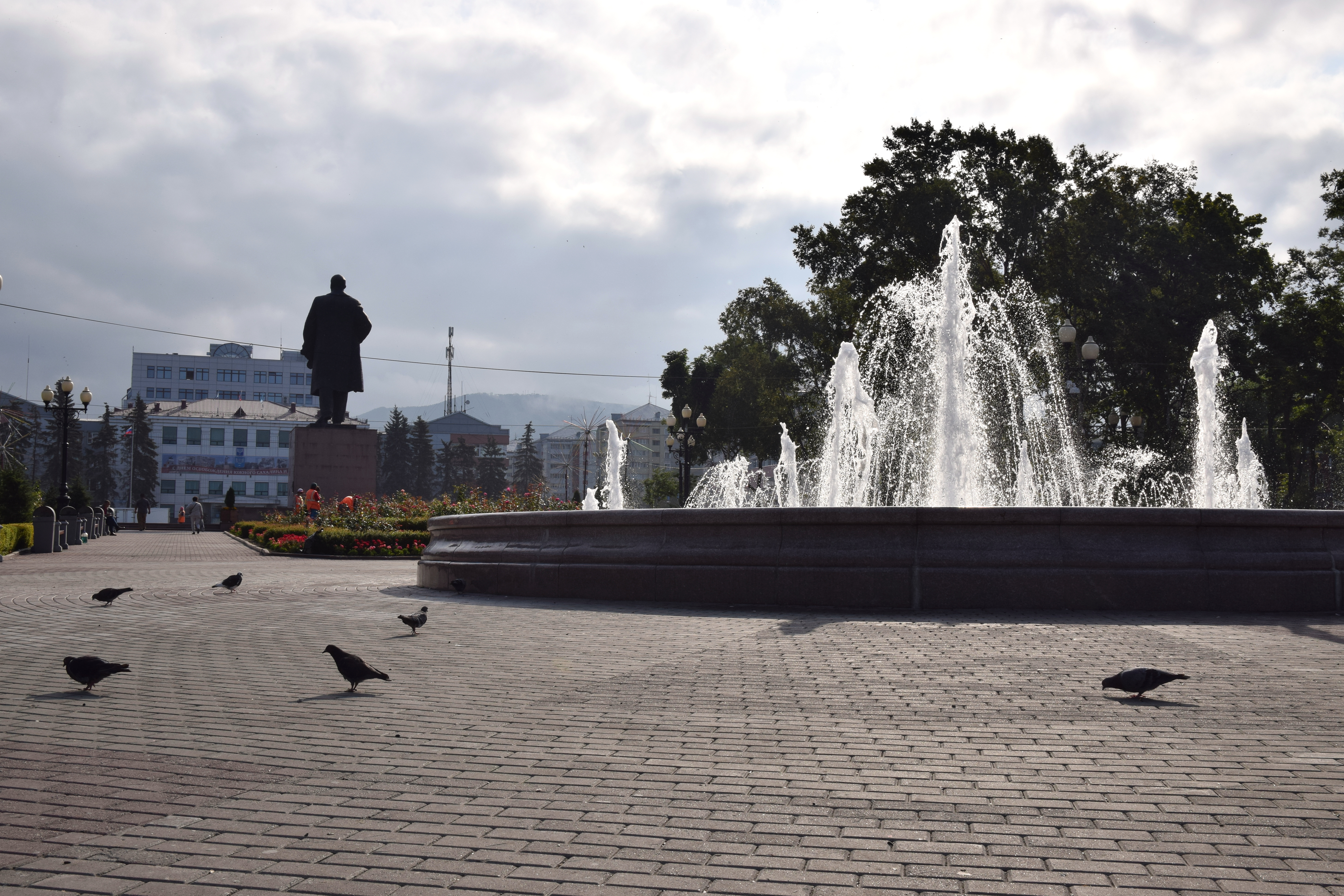
豊原駅前広場（現レーニン広場）

- 南樺太型人造池（正式名称不明（調査中）） - 東五条通り（現ドゥジェルジーンスカヴァ通り）西側沿いに立地。1929年（昭和4年）の豊原市街地地図では確認出来るが、1933年（昭和8年）の豊原市街地地図では埋め立てられてテニスコートになっている。現在もテニスコートらしき利用が衛星画像（Googleマップ）で確認でき、一部は駐車場となっている。Googleストリートビュー画像
- 御大典記念豊原市民公園（現ガガーリン記念文化公園） -  豊原駅（現ユジノサハリンスク駅）より東北東方向1km程（中心部より500m程）先に立地。全て屋外施設となっている。旧ソ連およびロシア治世下後、大体の施設は名称だけ変えて引き継がれた（遊園地施設、小型動物園、子供鉄道兼周回パーク・トレイン、人造池（敷地外だった「王子ヶ池貯水池」も「現ヴェルフニー湖」として再整備し公園内施設化）および屋外ビヤガーデンが追加されている）。同公園内のスポーツ施設については、豊原市#スポーツ観戦施設、健康施設内の「御大典記念豊原市民公園（現ガガーリン記念文化公園）」項を参照の事（後継施設「ガガーリン記念文化公園」内に存在するスポーツ施設以外の娯楽施設については、ユジノサハリンスク#公園内の「ガガーリン記念文化公園（旧豊原市民公園）」項を参照の事）。
  - （遊び場型）遊園地「コドモの国」 - 木製の大型滑り台（二列レーン）など設置。旧ソ連およびロシア治世下後、廃止・解体され、現ガガーリン記念文化公園「来園者用駐車場」および「ユジノサハリンスク子供鉄道学校校舎」となっている。
    - 旧ソ連およびロシア治世下後、北東方向の隣接緑地にはアナグマ、鷲、ウサギ、ガチョウ、蛇、猿を飼育展示しているサハリン州立動物園が建設され、運営されている。

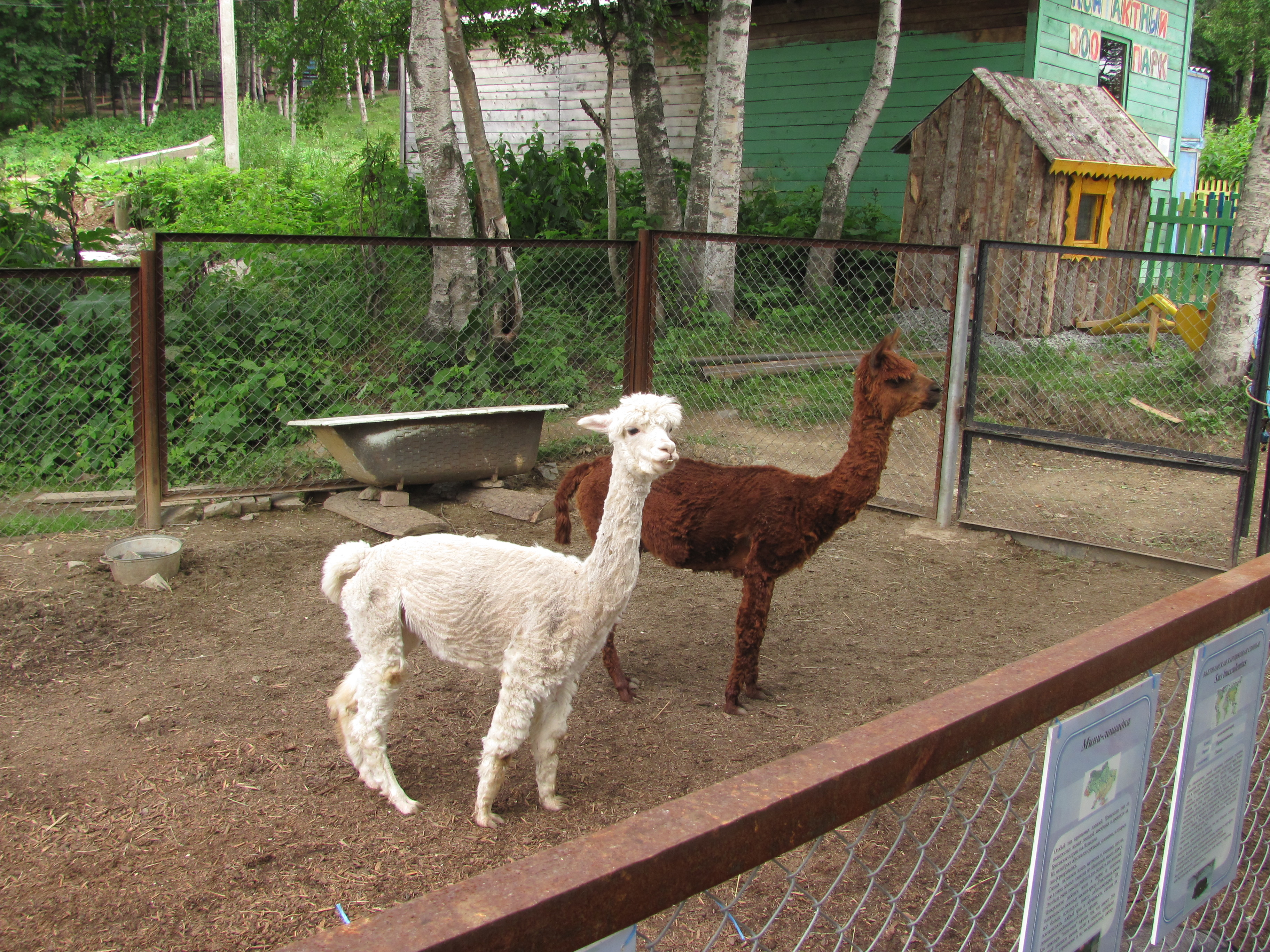
御大典記念豊原市民公園内緑地跡地に建設された現ガガーリン記念文化公園サハリン州立動物園で飼われているアルパカ

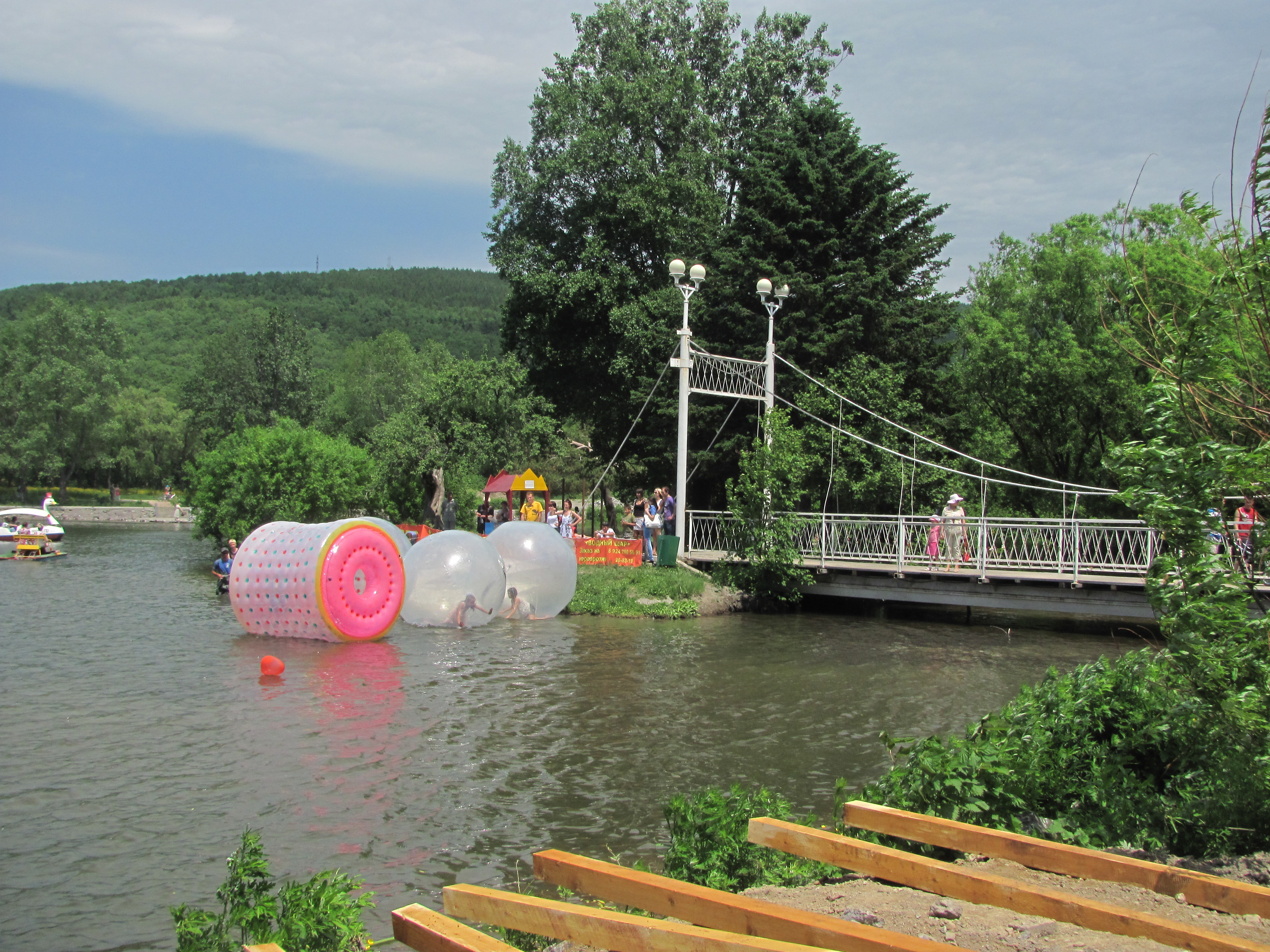
- 噴水 - カラーネオン照明化し、現モゥーズィカリヌィ・ファンターン（ロシア語表記：Музыкальный фонтан。「音楽噴水」のロシア語訳）として再活用している。    - 御大典記念豊原市民公園近隣の王子ヶ池貯水池（現ヴェルフニー湖） - 御大典記念豊原市民公園近隣の王子ヶ池貯水池（現ヴェルフニー湖）
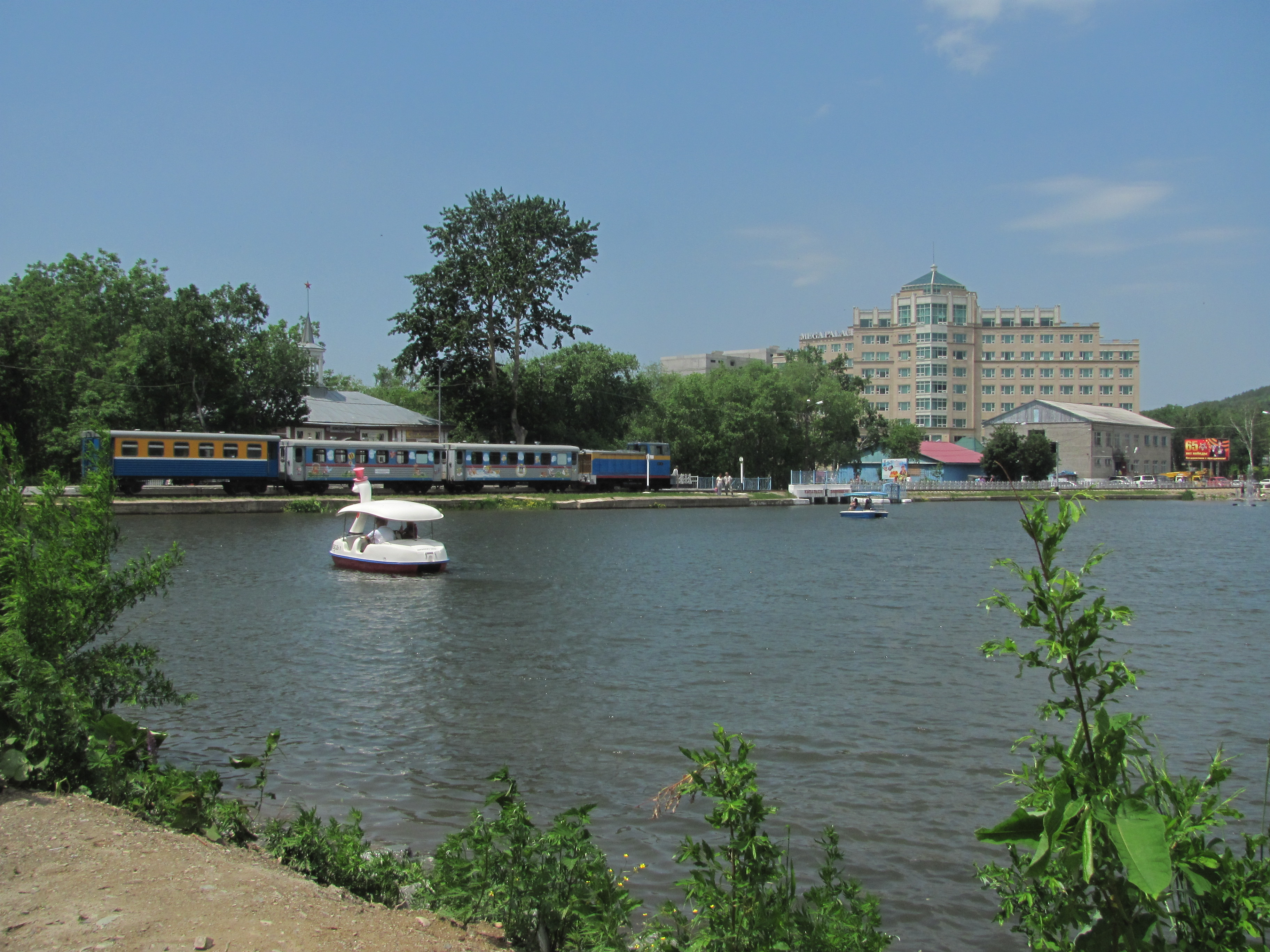
御大典記念豊原市民公園近隣の王子ヶ池貯水池（現ヴェルフニー湖）

- 官幣大社樺太神社鳥居前広場（現栄光広場）
- 旭ヶ丘公園 - 豊原競馬場（初代）跡地に立地。現在は勝利広場が立地。ちなみに「旭ヶ丘」という地区名は、当初は「神社ヶ丘」とも呼称されていた。

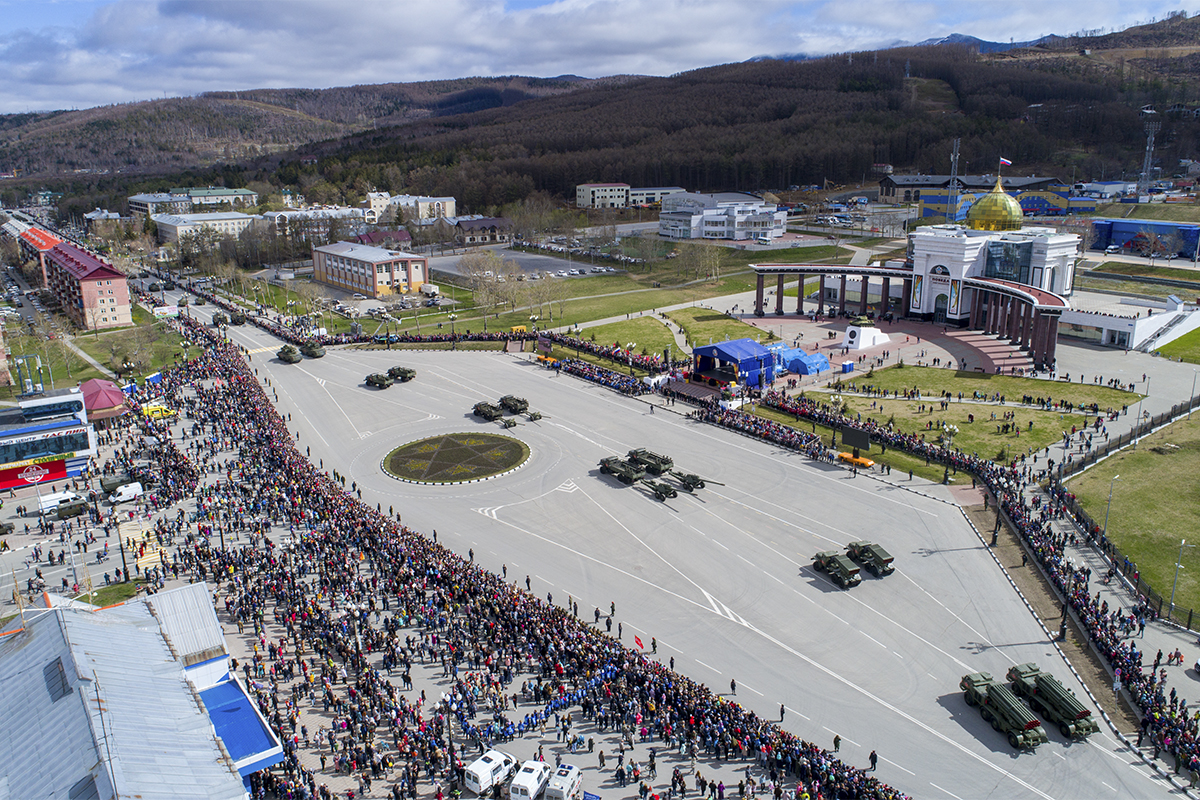
旭ヶ丘公園（その前は豊原競馬場（初代）。現勝利広場）
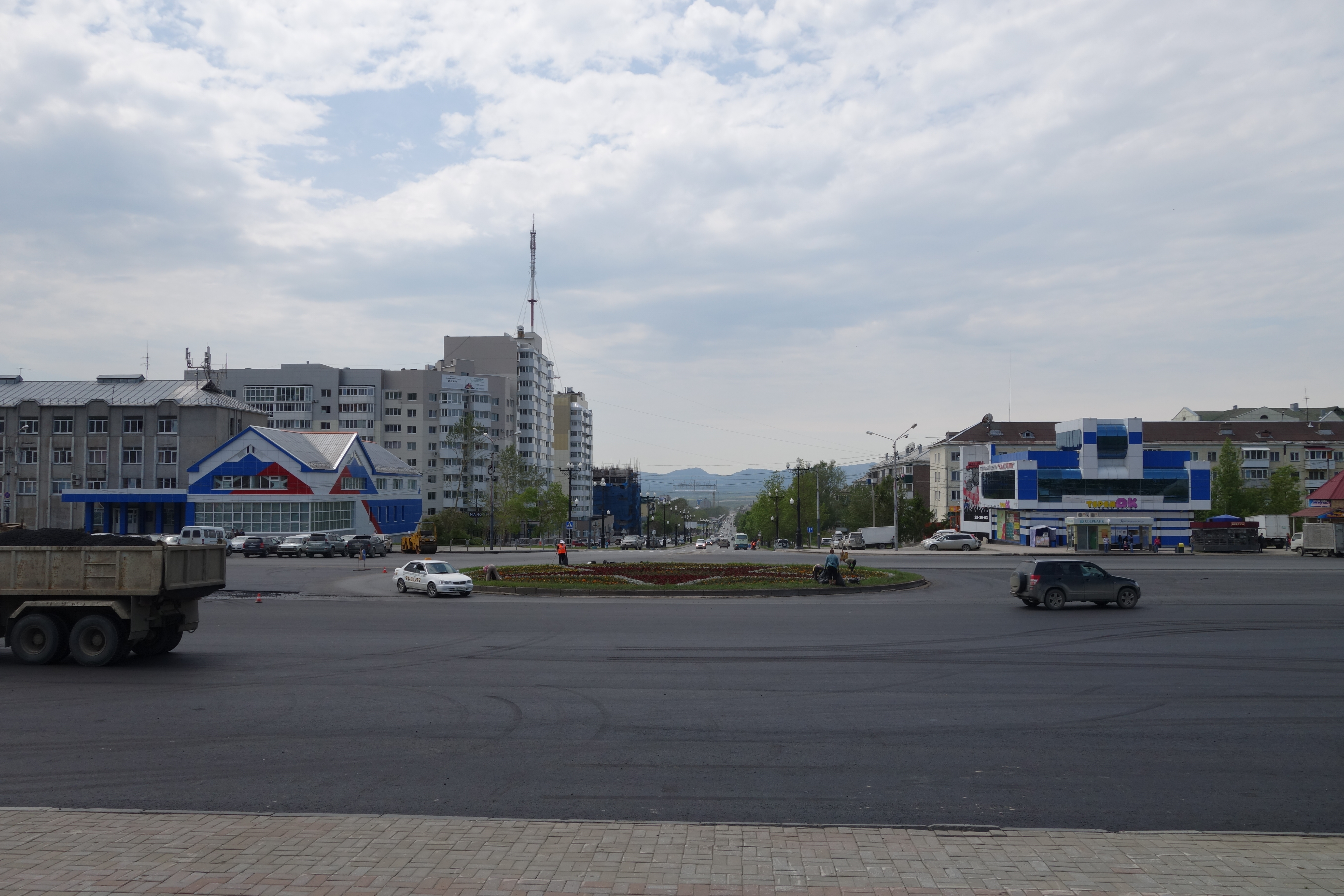
旭ヶ丘公園（その前は豊原競馬場（初代）。現勝利広場）および南10丁目通り（現パペードゥイ大通り）
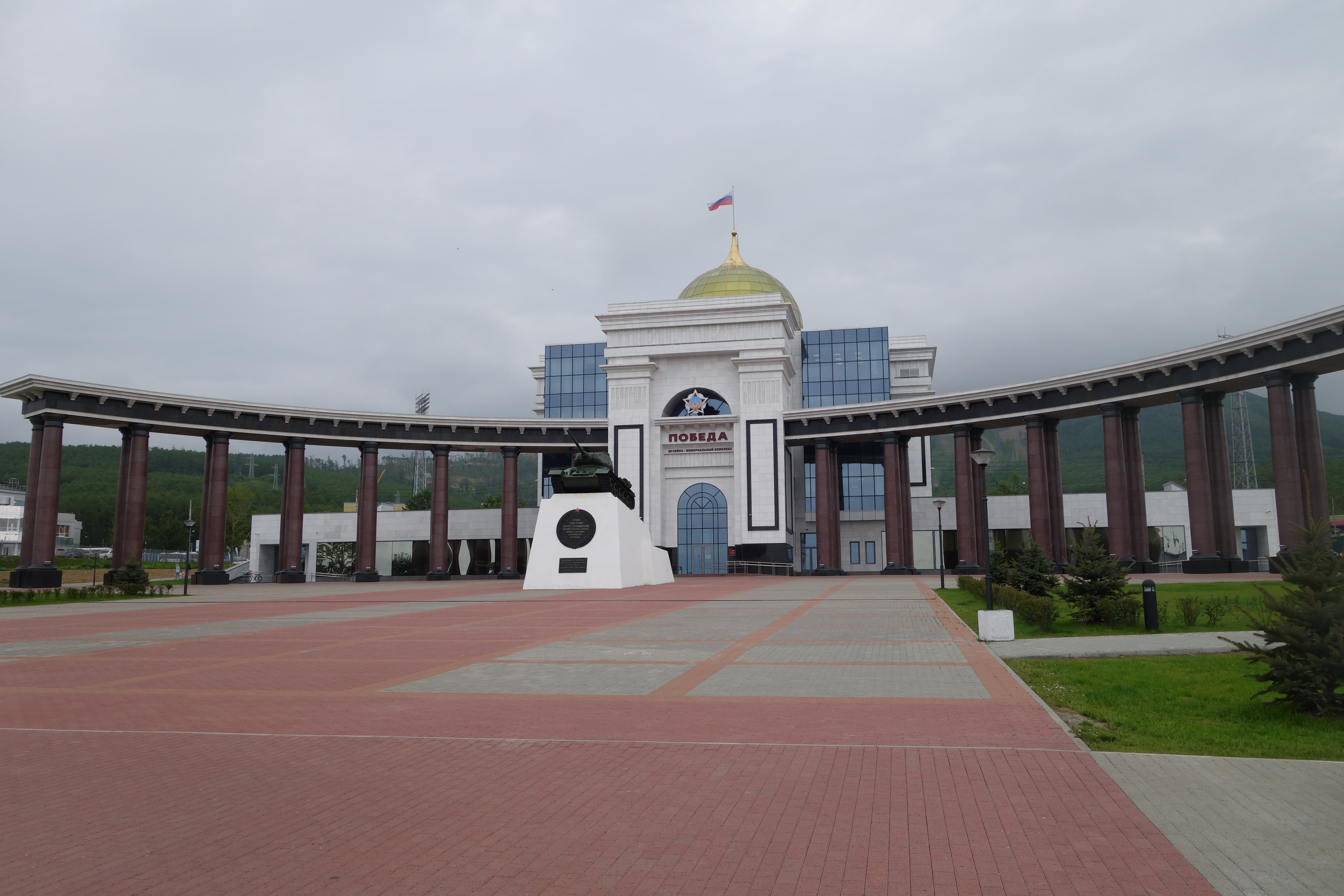
旭ヶ丘公園（その前は豊原競馬場（初代）。現勝利広場）

### ミュージアム、図書館
- 樺太庁博物館（三代目。現サハリン州郷土博物館） - 1931年（昭和6年）、貝塚良雄により設計・建築。
  - 樺太庁博物館（初代） - （間に真岡通り（現サハリーンスカヤ通り）を挟み）樺太地方裁判所（現アジアーツカ＝チハオーキェアンスキー・バンク銀行（ロシア語表記「Азиатско-Тихоокеанский Банк」。「アジアパシフィック銀行」のロシア語訳）ユジノサハリンスク支店）の南方向向いに立地。
  - 樺太庁博物館（二代目） - 1933年（昭和8年）頃、元守備隊兵営地（「現NV.ルダノーフスカガ（ニコライ・ルダノーフスキー旧ロシア帝国海軍少将。ロシア人として最初に樺太（現サハリン島）地図を測量・作成）広場」および「現カムサモーリェッツ映画館」敷地）内にて「警察署（当時）」「託児所」「補修学校」「愛国婦人会館」に囲まれた立地に近隣移転（樺太庁博物館（初代）跡地は憲兵分隊兵営地として再利用。現在、跡地にはフルシチョフカ様式アパートが数棟立地）していた。

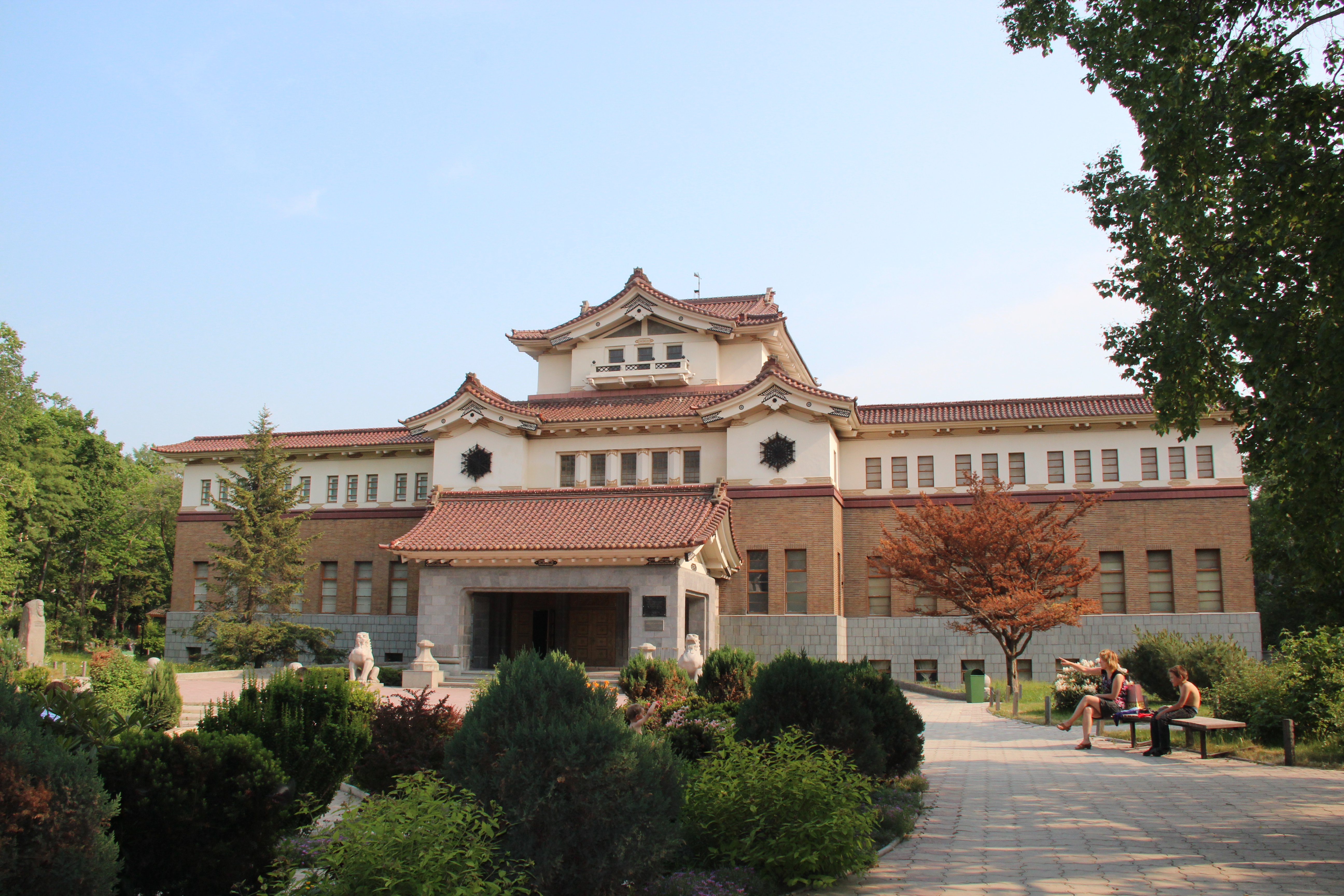
帝冠様式が特徴の樺太庁博物館（三代目。現サハリン州立ユジノサハリンスク郷土史博物館）建物全景
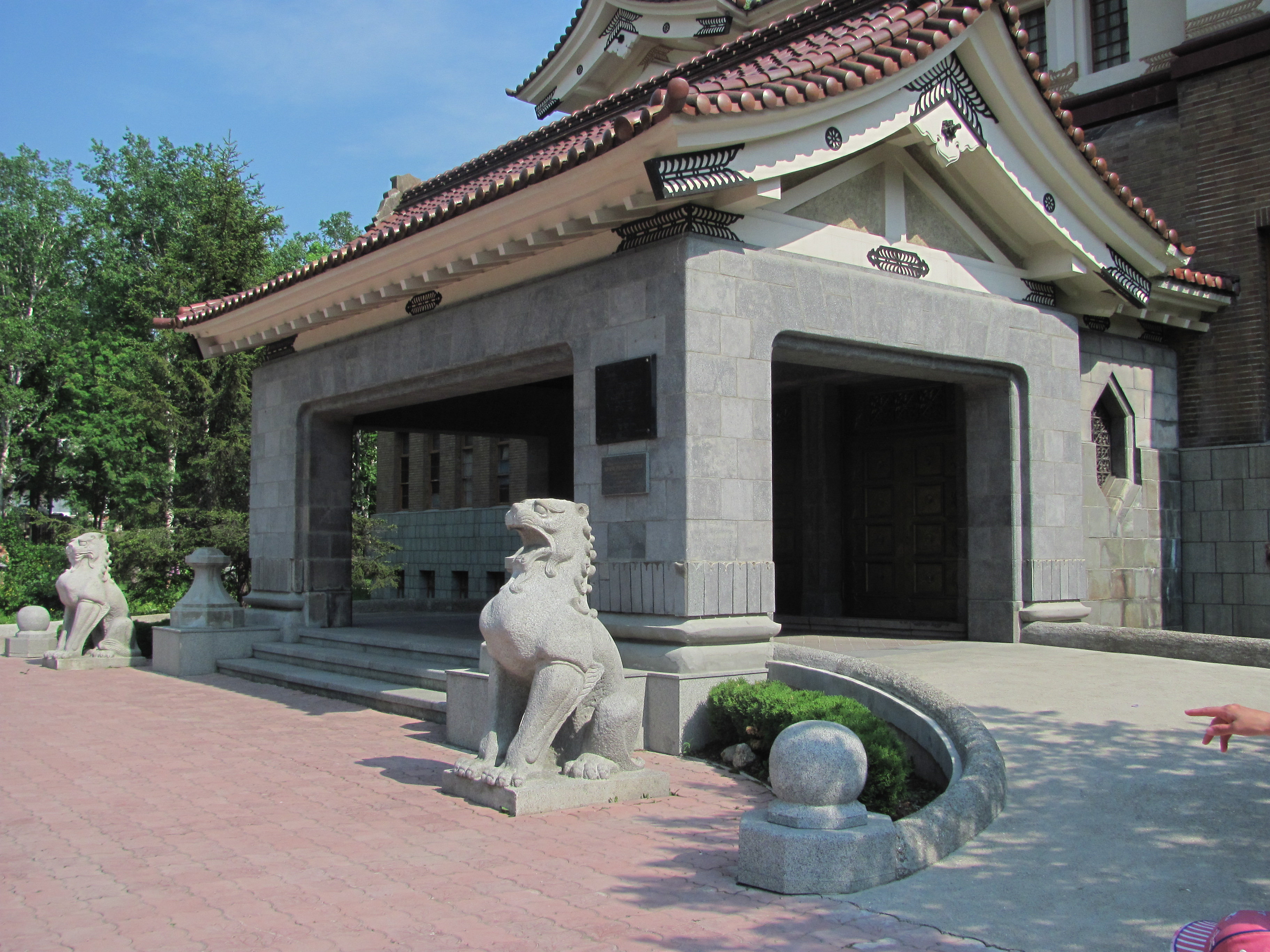
樺太庁博物館（三代目。現サハリン州立ユジノサハリンスク郷土史博物館）正面入り口玄関（設置されている狛犬は、戦後に樺太護国神社から移設）
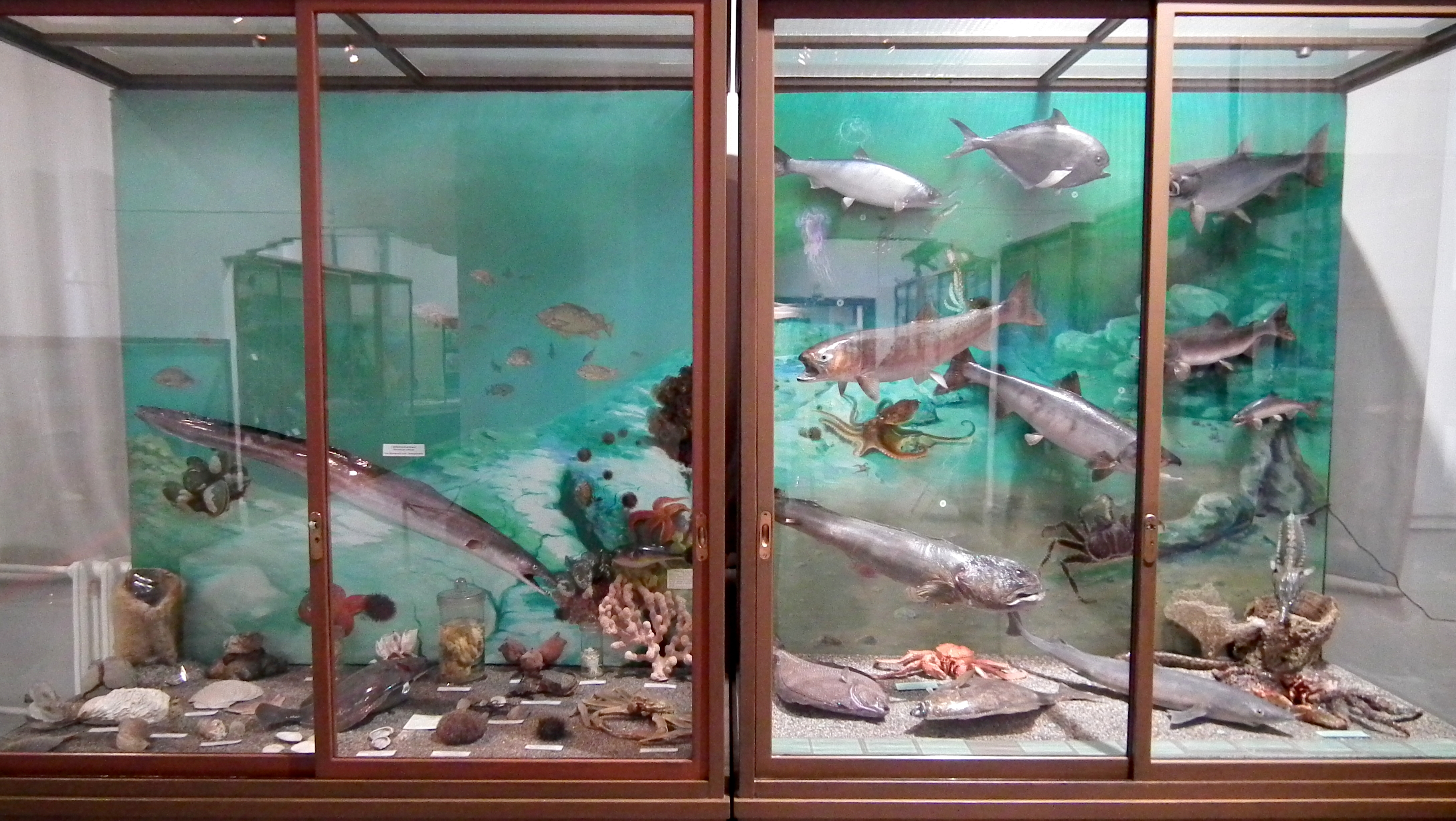
樺太庁博物館（三代目。現サハリン州立ユジノサハリンスク郷土史博物館）館内展示物のひとつ

- 豊原市立図書館 - 神社通り（現カムニスチーチェスキー通り）および東六条通り（現ドゥヴァローヴァイ通り）交差角地（北西側区画）に立地。

### 映画館、演芸場
「解説HP」も参照の事。
- 叶座 - 豊原大通り南五丁目（豊原大通り（現レーニナ通り）沿い（東西どちら沿いかは不明（調査中））、且つ、「南四丁目通りとの十字路（現ビブリオーチェシュヌィ通りとのT字路） ～ 神社通り（現カムニスチーチェスキー大通り）との十字路」区間に立地していた。グーグル・ストリートビュー画像（「叶座」跡地付近（南より））、グーグル・ストリートビュー画像（「叶座」跡地付近（北より））
  - TVアニメ「ゴールデンカムイ」シリーズ 第4シーズン 第41回 「シネマトグラフ」にて登場。
- 昭和座 - 西二条南四丁目（西二条通り（現ヴァクザーリナヤ通り）沿い（東西どちら沿いかは不明（調査中））、且つ、「南三丁目通り（現ハバローフスカヤ通りおよび現キーエフスカヤ通りの中間区間（廃道部分））との交差地点 ～ 南四丁目通りとの十字路（現ビブリオーチェシュヌィ通り（西方向飛び地通り）とのT字路）」区間に立地していた。グーグル・ストリートビュー画像（「昭和座」跡地付近（南より））、グーグル・ストリートビュー画像（「昭和座」跡地付近（北より））
- 富士館 - 西一条南一丁目（西一条通り（現クリューカヴァ通り）沿い（東西どちら沿いかは不明（調査中））、且つ、「真岡通り（現サハリーンスカヤ通り）との十字路 ～ 南一丁目通り（現ニェビェリースカヤ通り（西方向飛び地通り））との十字路」区間に立地していた。グーグル・ストリートビュー画像（「富士館」跡地付近（南より））、グーグル・ストリートビュー画像（「富士館」跡地付近（北より））

### スポーツ観戦施設、健康施設
- セントラール・グラウンド - 前述の「南樺太型人造池」の西方向隣り区画に立地。「中央グラウンド」とも呼称されていた。現在、跡地には楽器店「トロンボーン・ショップ」およびフルシチョフカ様式アパートが立地している。
- 御大典記念豊原市民公園（現ガガーリン記念文化公園） - スポーツ施設以外の娯楽施設等については、豊原市#公園内の「御大典記念豊原市民公園（現ガガーリン記念文化公園）」を参照の事。後継施設「ガガーリン記念文化公園」内のスポーツ施設については、ユジノサハリンスク#スポーツ観戦施設、健康施設内の「ガガーリン記念文化公園（旧御大典記念豊原市民公園）」項を参照の事。
  - 水泳場（プール施設） - 石垣および木製飛び込み台[36]で造られていた。
    - 1950年（昭和25年）時点では、プールの周囲に新たにロシア人らしき胸像台を複数個配置の上、引き続き一般市民向けの屋外プールとして利用されていた事が、当時の撮影風景をネット公開していたHP[37]に掲載されている写真画像により明らかになっている（当該画像1、当該画像2、当該画像3、当該画像4、当該画像5、当該画像6、当該画像7）。
    - 2015年（平成27年）時点では、草むらに覆われて放置されている事が「第50回 サハリン平和の船」参加者による目撃レポートで確認されている[38]。更に近年撮影されているグーグルマップ空撮画像においても、朽ち果てたコンクリート製プール底らしき長方形の建造物が目視確認出来る（該当画像（グーグルマップ））。

  - 陸上トラック競技場（現「屋外競技場コスモス・スタジアム」）
  - 自由運動場 - 解体され緑地化。
  - テニスコート - 解体され、跡地の南西部分はガガーリン・ホテルが建築。残りは緑地化された。
  - 野球場（旧ソ連およびロシア治世下後、廃止・解体され、現ガガーリン記念文化公園「遊園地」建設・運営）
    - パリのエッフェル塔を模したパステルカラー・イエロー塗装観覧車、ジェットコースターなど設置された。解説HP、解説動画1、解説動画2（ロシア語）
    - 旧来より日本国内で多くみられる動物園併設型遊園地ではなく、上述「サハリン州立動物園」より直線距離で約250m離れた地点に立地。

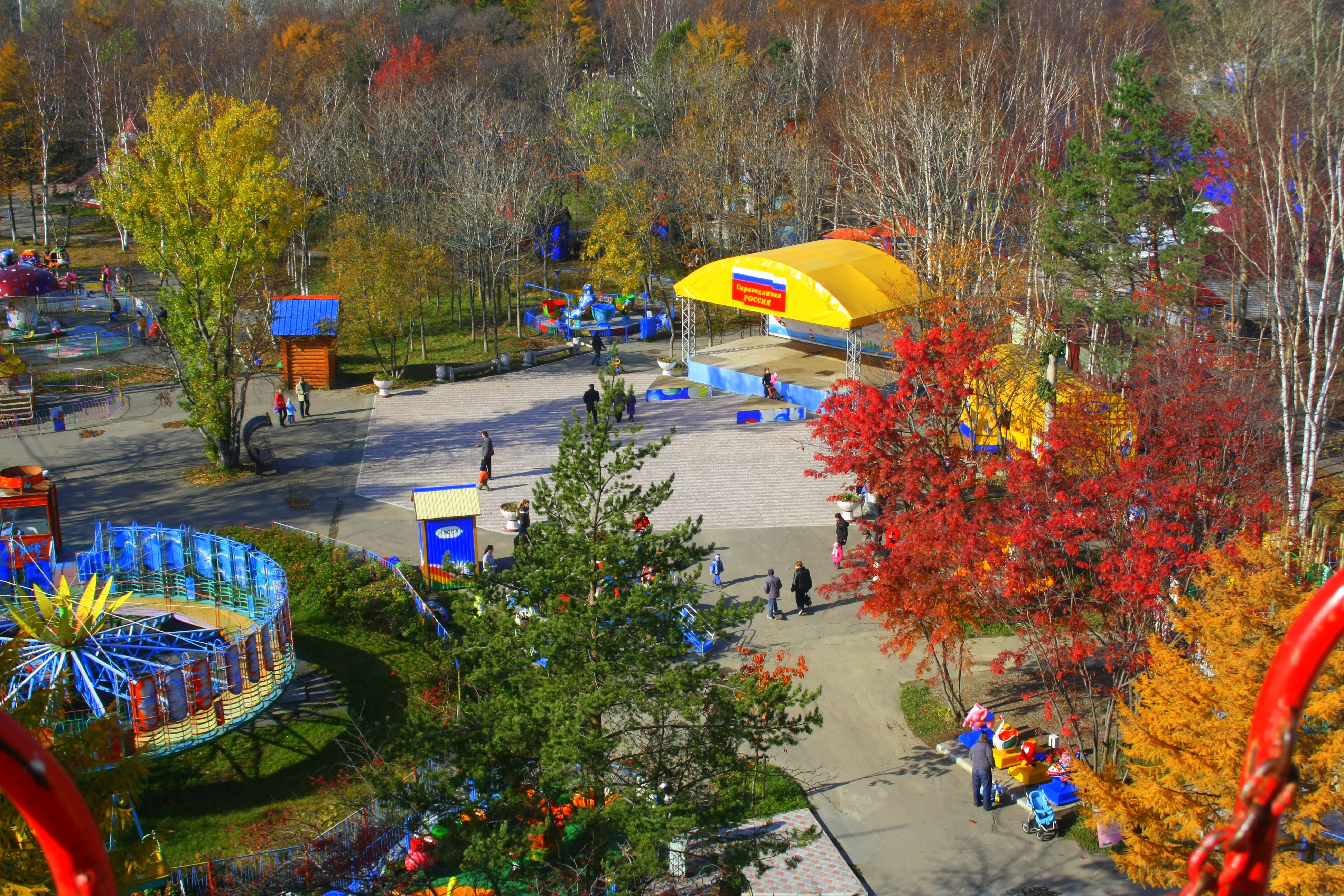
御大典記念豊原市民公園内野球場跡地に建設された現ガガーリン記念文化公園遊園地

- 緑ケ岡スキー場（もしくは「スキーヶ丘」「銅像山」[39]。「現ガラー・パルコーヴァヤ（ロシア語表記：Гора Парковая。「（ガガーリン）公園の山」のロシア語訳）」もしくは「現ガガーリン公園スキー場」） - 難易度は初心者および子供向けとされていた簡易スキー場。毎年、障害物スキー競争などを含む「豊原市民雪上運動会」（景品は市内商店街からの寄贈）や子供向けイベント「みかん拾いレース」が開催されていた[40]。
  - 1937年（昭和12年）4月21日（「市政」昇格の約2ヶ月前）に九七式司令部偵察機「神風号」東京 - ロンドン間飛行が成功した事を祝し、「のらくろ」「ミッキーマウス」「トランプ兵（不思議の国のアリス）」等に扮したスキーヤーによる「豊原町民スキー仮装行列」（主催：朝日新聞社）も開催された[41]。
- 豊原競馬場
  - 初代跡地 - 旭ヶ丘公園を経て、現在は勝利広場が立地。
  - 二代目跡地（南十丁目通り西端） - 現パピェードゥイ大通り西端。（グーグル・ストリートビュー画像）。
- 旭ヶ丘綜合スキー場（観光経済特区「ゴールヌィ・ヴォーズドゥフ」内 現ゴールヌィ・ヴォーズドゥフ・スキー場）

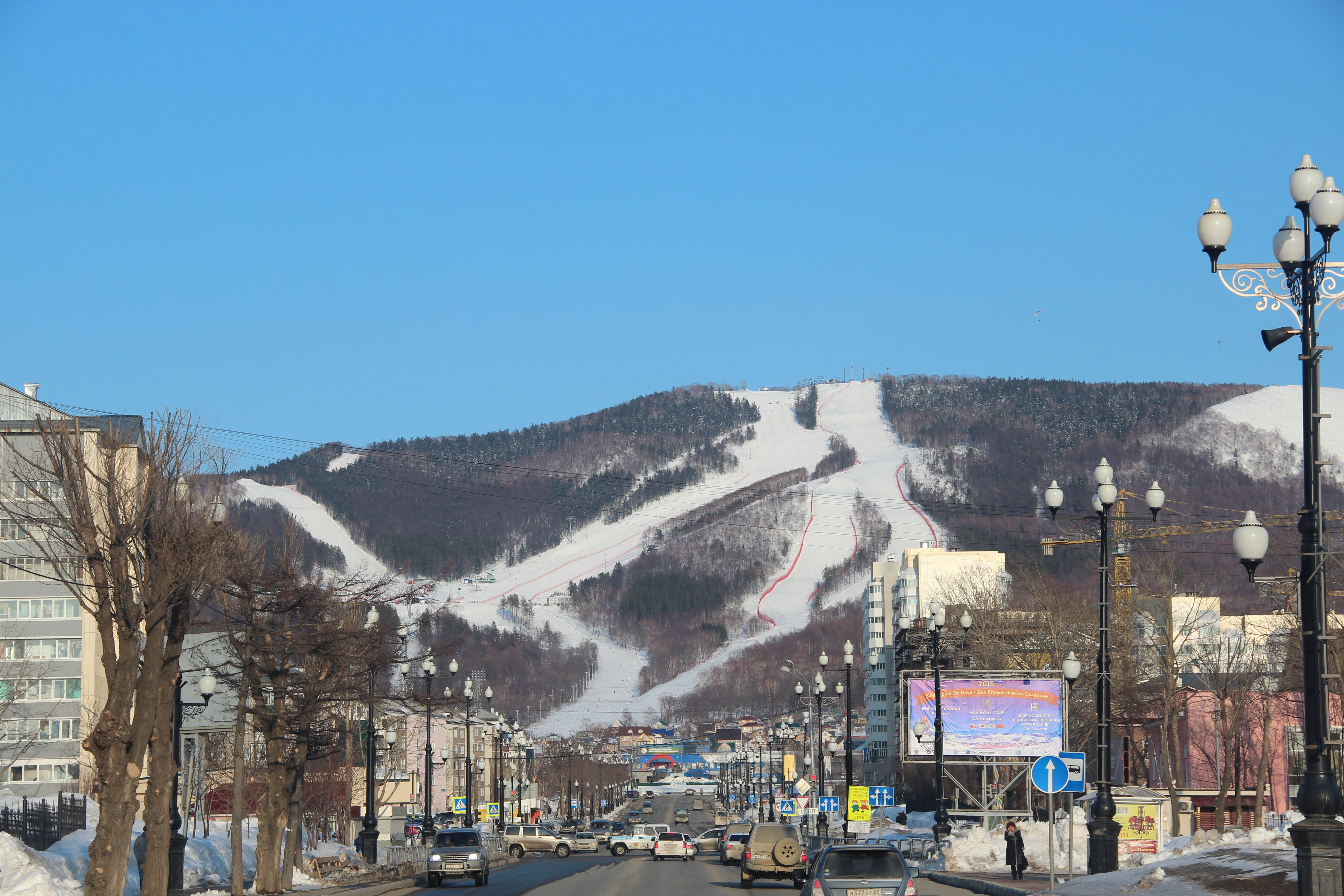
旭ヶ丘綜合スキー場（現ゴールヌィ・ヴォーズドゥフ・スキー場）

- 樺太シャンツェ - 全日本スキー選手権大会第9回大会の開催も行われたスキー場（同大会開催前年である1930年（昭和5年）に建設）。建設費は、約2万円（現在の貨幣相場に換算すると約2億円）。アプローチ100mのジャンプ台等を備えていた。旧ソビエト時代には、札幌冬季オリンピック出場選手の強化トレーニングに活用されていたが、現在は残っていない。旭ヶ丘綜合スキー場（観光経済特区「ゴールヌィ・ヴォーズドゥフ」内現ゴールヌィ・ヴォーズドゥフ・スキー場）の近辺に跡地らしき場所が見つけられている[42]。
- 瀧の澤スロープ - 「山スキー」目的の上級者向け簡易スキー場[43]。豊原市より北西の「瀧の沢」地区に立地していた。
- 豊原武徳殿（もしくは「樺太武徳殿」） - 樺太庁博物館が建造・開館される2年前にあたる1935年（昭和10年）、樺太庁博物館建設予定地の南方向隣接地に建設（設計者：栄米治）。旧ソ連時代に建物は解体され、ソ連崩壊後は跡地にロスネフチ（旧ソ連石油工業省民営化企業）宿舎が建造された。

### 宗教施設
1947年（昭和22年）、ソ連科学アカデミーサハリン科学研究基地に所属する複数の研究者により、景徳寺および樺太神社を「日本の宗教の重要な歴史的記念物」として同科学研究基地で保全管理出来る様、サハリン州ソビエト執行委員会に対し移管要請したが取り合ってもらえず、その後、これら二施設は破壊された。
1948年（昭和23年）、樺太護国神社の本殿など境内の全建物が解体撤去される。
1960年代（昭和30年代後半～昭和40年代前半）、フルシチョフカ様式アパート群および駐車場の建設に伴い、北辰神社境内環境の撤去および境内を流れていた鈴谷川（現ススヤ川）支流が埋め立てられ、消失する。
2000年代半ば（平成17年頃）前後および2010年代半ば（平成27年頃）前後に、神奈川大学が、現地で現況を調査し、論文をまとめている。
2004年、北海道大学による「北海道大学グローバルCOEプログラム」の一環として、旧南樺太地域の神社跡地における現地調査を実施。戦前・戦後の関連資料収集・整理および2100枚におよぶスライド撮影画像を26枚の調査シートにまとめデータベース化している。
その他、下記研究論文が作成されている。
- 樺太における宗教活動（著：ポタポーワ・ナターリヤ・ヴラジミローフナ（サハリン国立大学歴史社会公共政策学部ロシア史講座上級教員）） - 北海道大学スラブ・ユーラシア研究センターによる研究結果がまとめられている。
- 樺太時代に生きたポーランド人 ～彼らはどこから来て、いかに生き、そして、どこへ帰ったのか～（2014年5月）（著：尾形芳秀） - 郷土史家・北海道ポーランド文化協会会員「尾形芳秀」による研究論文（駐日ポーランド大使館主催講演会にて講師を務めた同氏が執筆）。

#### 神道系

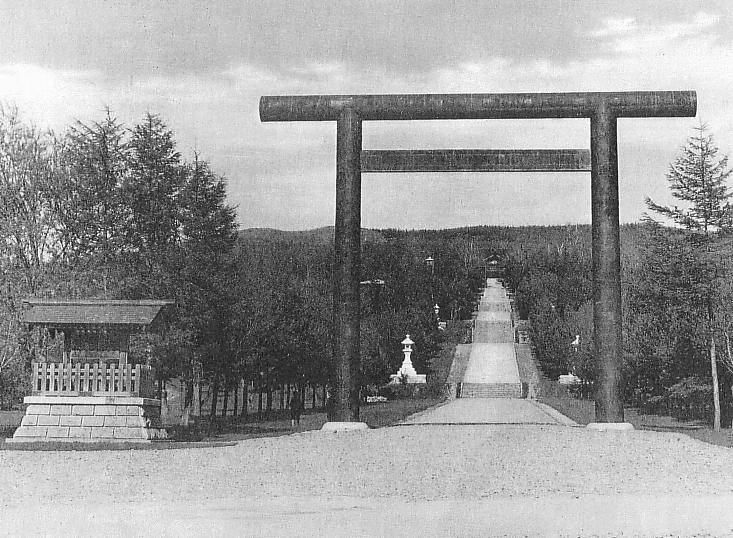
官幣大社樺太神社 前景（正面より）

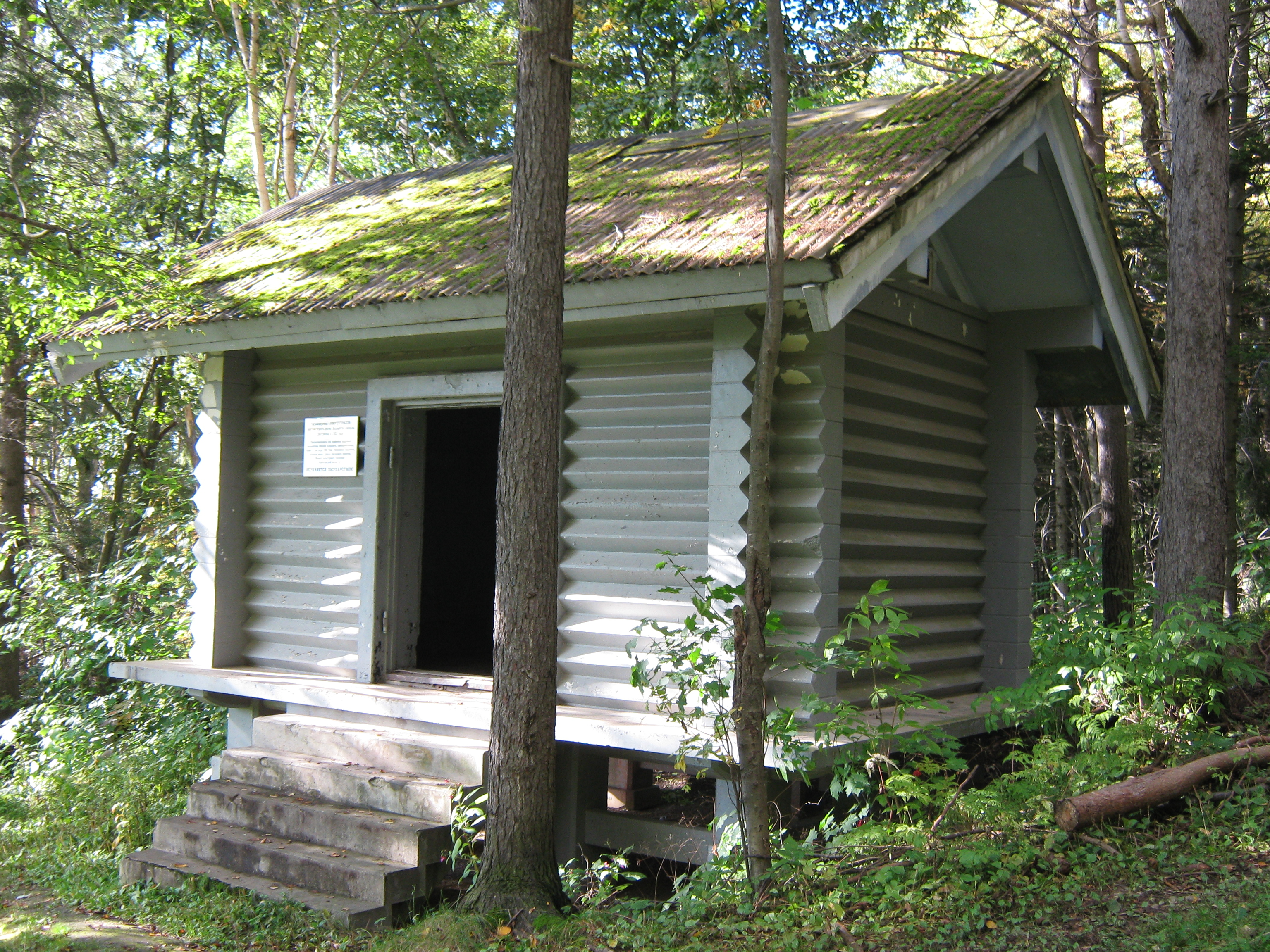
現在の官幣大社樺太神社跡地に造られたコンクリート製の校倉様式宝物殿風建造物

- 官幣大社樺太神社（主祭神：大国主神、大己貴命、少彦名命） - 当時の住所は「豊原市豊原町旭ヶ丘」。設計者は朝鮮神宮設計も手掛けた建築家「伊東忠太」。創立年月日と列格年月日および鎮座祭は1910年（明治43年）8月17日。例祭日は毎年8月23日。現在、当時の建造物は全て解体撤去されており、跡地には石段と湧き水小屋（木造建築）、1963年（昭和38年）に建てられたコンクリート製3階建て洋館（旧ソ連時代に建てられた共産党幹部専用迎賓館。ペレストロイカを機に市営ホテル「ゴールカ」となり、2002年以降より個人所有の会社事務所となっている）、その他、1990年代に社務所跡地に建てられたコンクリトー製2階建てスポーツ関連施設（サウナ、事務所）[50]と（建造時期や建造目的がはっきりとしていない）校倉様式宝物殿風デザインのコンクリート製高床式建造物が残っている[51]。内側の壁にロシア語の文章が刻印された大きな金属プレート（Google提供の当該画像）が掲げられている宝物殿風建造物の管理は事実上放棄状態に近く、内部は心無い落書きで荒らされている。他の詳細については、「ロケットニュース24による現況解説記事 」および「樺太（サハリン）の建築②豊原 - 地域のお宝さがし－58」内「■樺太神社跡■」」を参照の事。
- 樺太護国神社（主祭神：西久保豊一郎命（西久保豊一郎陸軍歩兵少佐）、他653柱） - 当時の住所は「豊原市大字南豊原字南3線16番地」。創立年月日は1935年（昭和10年）9月3日、創建年は1908年（大正4年）。例祭日は毎年7月7日。現在、東十四条通り（現ゴーリカヴァ通り）沿い（官幣大社樺太神社鳥居前広場および初代「豊原競馬場」跡地（現栄光広場） - 旭ヶ丘公園（現勝利広場） 間のほぼ中間）にある（1960年代（昭和30年代後半～昭和40年代前半）に建設された）ユジノサハリンスク市立病院後庭に近接。建物は残っていないが、階段・基壇・土台は残っており、同病院正面右入り口に燈籠らしき（「奉納／佐々木時蔵/昭和十年」と彫られた）石台が残っている。前述病院建物の中で伝染病隔離病棟が最も近い事もあり、市民から忌避されてきた為、然程荒らされていない。立地場所（グーグルマップ）
- 県社豊原神社樺太招魂社（主祭神：天照皇大神、豊受大神、明治天皇、昭憲皇太后） - 当時の住所は「豊原市大字豊原字北2線東4番地ノ乙」。創建年月日は1908年（明治41年）7月11日、創立年月日は1910年（明治43年）8月31日、列格年月日は1928年（昭和3年）11月5日。例祭日は毎年6月16日。現在、神社跡地を偲ばせる形跡は（敷地を斜めに流れる小川「ローガトカ川（旧玉川）」支流を除き）地面に埋没した礎石および二本の樹木（松とマロニエ）以外、一切残っていない。戦後すぐにコンクリート製2階建ての保育園が建設・開園。2000年代前半頃に死体検死所となり、現在は文房具店「カーンツ・ビューラ（Канц-Бюро）」が立地している。グーグルストリートビュー画像
- 北辰神社（主祭神：（「北極星」「北斗七星」を神格化した仏教の天部の一つ）北辰妙見尊星王（妙見菩薩）、天御中主大神（神仏習合の影響により）） - 当時の住所は「豊原郡豊原町大字北豊原字北2線西1番地」。創立年月日は1924年（大正13年）2月2日。例祭日は毎年6月25日。跡地には、正面玄関形状が赤い鳥居風（赤い東洋風屋根も装飾されている）のギェオーラク・ホテル（ロシア語表記「Геолог Гостиница」）が立地している。実際に鳥居や石段を再利用したのかは不明。グーグルストリートビュー画像
  - 「北辰園」と呼ばれる公園施設も併設されていた。
- 追分神社（主祭神：天照皇大神、豊受大神、八幡大神、天御中主大神、西久保豊一郎命（西久保豊一郎陸軍歩兵少佐）、他18柱） - 当時の住所は「豊原市追分」。所在地は現在、ホールムスカエ・ショーッシェ（「真岡（現ホルムスク）街道」のロシア語訳。ロシア語表記：Холмское Шоссе）北東側沿いに立地している（ロシア大手バス車両メーカーであるGAZグループ）ディーラー販売店「サーフ・スピェーツ・テーフ（ロシア語表記：Сах Спец Тех）」付近。グーグルストリートビュー画像、サーフ・スピェーツ・テーフ公式HP（ロシア語）、 GAZ Group - 英語版Wikipedia
- 西久保神社（主祭神：西久保豊一郎命（西久保豊一郎陸軍歩兵少佐）、今村善男命、市原留吉命、久芳喜一命、林源三命、白山甚之助命、中島松五郎命、塚本紋太郎命、佐々木佐市命、小泉経松命、増田悦蔵命、門井政之助命、大貫鉄太郎命、小川佐治郎命、中村伊一命、中谷次郎市命、見波嘉一郎命、熊沢関蔵命、田代伊兵衛命） - 当時の住所は「豊原市西久保大字軍川字軍川」。所在地であった軍川（いくさがわ）地区は現在、放射形状に再区画されダーチャ一大集積地区になっている。創立年月は1915年（大正4年）。例祭日は創立年と同年7月2日。日露戦争の英雄である西久保豊一郎少佐（西久保豊一郎）と他の18人の軍神が祀られた。西久保豊一郎少佐の兄で、当時、第13代北海道庁長官であった西久保弘道は、亡き弟の形見である軍刀を西久保神社に寄贈している。
- 王子稲荷神社（主祭神：宇迦之御魂神、宇気母智之神、和久産巣日神） - 王子製紙豊原工場敷地の南東方向（間に真岡通り（現サハリーンスカヤ通り）を挟んで樺太公立豊原第一国民学校の北方向向い）に配置されていた社宅街敷地内の南東角辺り（同敷地南部を東西に横切る玉川（現ローガトカ川）河畔南側を北方向に、山林社宅（現在、生地店「ドーム・トカーニ（「布織物の家」のロシア語訳。ロシア語表記：Дом Ткани）」および「Oooカンチーニェント（「Ooo大陸」のロシア語訳。ロシア語表記：Ооо Континент）」および弁護士事務所「アドヴォーカトュイ・マカーラヴァ・イ・ヴェルシーニン（ロシア語表記：Адвокаты Макарова и Вершинин」）を南方向に、現フィズクリトゥールナヤ通りを東方向として挟まれた中間位置辺り）に設けられていた[52]。2004年時点では、境内跡地は「山羊および羊の放牧地」兼「牧草地」として再利用され、草むらに覆われた灯籠の台座1基が確認されている[53]。Карафуто. Дзиндзя Ōji Inari - Retro photos（当時の画像および立地地図も閲覧可能。ロシア語）グーグルストリートビュー画像（旧社殿背面と思われる東方向より）グーグルストリートビュー画像（旧社殿正面と思われる西方向より）
- 清川神社（主祭神：市杵島姫命（イチキシマヒメ）） - 当時の住所は「豊原市大字清川字清川」。
- 大沢神社（主祭神：天照皇大神、大国主命、稲荷大神）- 当時の住所は「豊原市大字大沢字大沢」。
- 下並川神社（主祭神：少彦名命、天照皇大神、大国主命） - 当時の住所は「豊原市下並川」。
- 唐松神社（主祭神：天照皇大神） - 当時の住所は「豊原市大字唐松字唐松」。
- 竝川神社（主祭神：天照皇大神） - 当時の住所は「豊原郡豊原町竝川」。

#### 仏教系

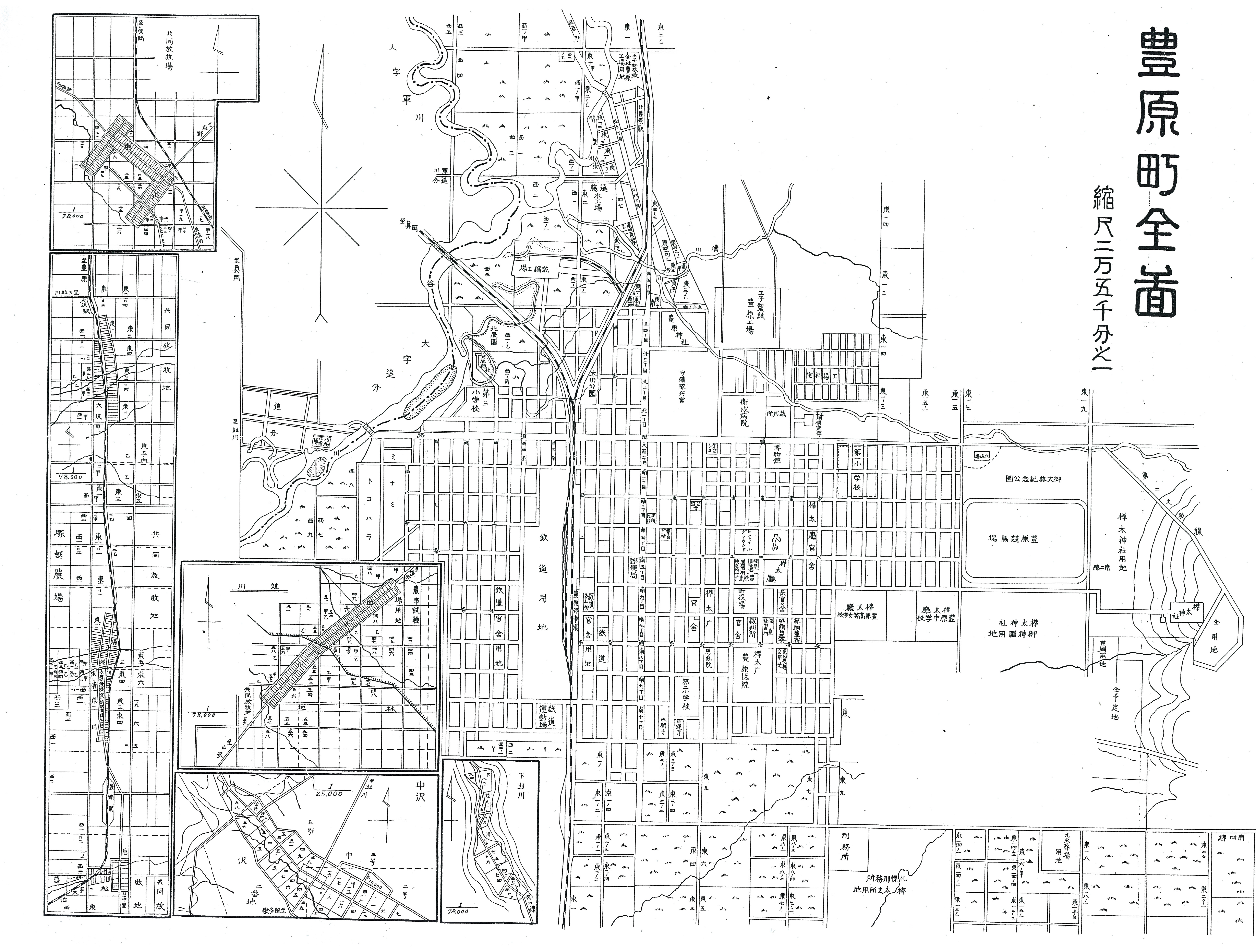
1929年(昭和4年)の豊原市街地図。幾つかの寺院名・立地場所が確認出来る。

- 景徳寺（文献によっては「景行寺」とも記述） - 豊原大通り（現レーニナ通り）と南三丁目通り（ユジノサハリンスク駅（旧豊原駅）線路以東にあたる現ハバローフスカヤ通り）が交差する角地（北西側区画）のやや奥に立地していた（ちなみに同交差角地の北東側区画には北海道拓殖銀行豊原支店（現サハリン州立美術館）が立地）。現在、建物は現存せず、跡地に家具・建築資材店「タルゴーヴィ・ドーム・インチェークス（ロシア語表記：Торговый Дом Интэкс。「住宅売買インテックス」のロシア語訳。数年前迄の商号は旧「ドーム・メーベリ（「家具の家」のロシア語訳）」）」が立地している。グーグル・ストリートビュー
- 日蓮寺 - 南十丁目通り（現パピェードゥイ大通り）南側にＴ字に繋がる東一条通り（現アムールスカヤ通り）沿い（「樺太公立豊原第二国民学校」（現「ギームナジーヤー No.2（「第二体育館」のロシア語訳。ロシア語表記：Гимназия №2」）」）南西近隣付近）に立地していた。建物は現存せず跡地にはフルシチョフカ様式アパート群が林立している。グーグル・ストリートビュー
  - 1978年（昭和53年）時点では、日蓮寺（および近隣に立地する「樺太公立豊原第二国民学校」校舎の一部）建物が残っていた事が、「全国樺太連盟」墓参団による記録映像「樺太墓参の記録(1978)2/3 - YouTube ※ 「11:52」付近より。」（および解説ナレーション音声）で確認出来ている。
- 乗願寺 - 上述の「日蓮寺」西方向に隣接して（同じく南十丁目通り（現パピェードゥイ大通り）南側および東一条通り（現アムールスカヤ通り）沿いに）立地していた。1974年頃迄には、地区郵便局建物として利用されていたが、現在、建物は現存せず跡地には美容院「ユージュナヤ（ロシア語表記：Южная。「南」のロシア語訳）」、スーパー「ガストロノム・ユジュニ（ロシア語表記：。「ユジュニー食料品店」のロシア語訳）」、ドラッグストア「アプチェーカ № 24（ロシア語表記：Аптека № 24。「第24薬局」のロシア語訳）」、靴店「ラルフ・リンガー」が立地している。グーグル・ストリートビュー
- 法恩寺 - 南三丁目通り（ユジノサハリンスク駅（旧豊原駅）線路以東にあたる現ハバローフスカヤ通り）および南二丁目通り（ユジノサハリンスク駅（旧豊原駅）線路以東にあたる現クリリスカヤ通り）南側付近に立地していた。グーグル・ストリートビュー
- 慈恵院 - 東八条通り（現フィズクリトゥールナヤ通り）・東三条通り（現チェーハヴァ通り）・現ラジュジェストヴェーンスカヤ通り・東四条通り（現クラースナヤ通り）に囲まれた付近に立地していたが、現在、建物は残っていない。跡地南西部分には商業施設「スラビヤンスキー・バザール」、同南東部分にはフルシチョフカ様式アパート、同北西部分には生地店「リュビーマエ・ヂェーラ（ロシア語表記：Любимое дело。「好きな商売」のロシア語訳）」、国際宅配便「クリイェール・セルヴィース・エクスプリェース（ロシア語表記：Курьер Сервис Экспресс。「特急宅配便」のロシア語訳）」、「ソーガス保険（ロシア語表記：Согаз）」、高級喫茶「チェールナヤ・コーシュカ（ロシア語表記：Черная кошка。「黒猫」のロシア語訳）」、同北東部分にはエステティックサロン「グロッス（ロシア語表記：Глосс）」、日焼けサロン「ソーリャリー・リュークス（ロシア語表記：Солярий Люкс）」、喫茶「ブランチ・カフェ」、建築会社「エスカーエフ・スフェーラ（ロシア語表記：СКФ "Сфера"。「SKF球」のロシア語訳）」が立地している。グーグル・ストリートビュー（北西角より中央方向）グーグル・ストリートビュー（北東角より中央方向）グーグル・ストリートビュー（南西角より中央方向）グーグル・ストリートビュー（南東角より中央方向）
- 弘法寺 - 1974年頃迄には、住居として利用されていた。本記事の冒頭付近にて画像掲載されている「1933年(昭和8年)以降の豊原中心部」地図にて、「寺」とのみ記載されている（ちなみに「1929年(昭和4年)の豊原市街」地図ではまだ存在していないらしく未記載）下記寺院は、上述した弘法寺もしくは別の寺院かは不明。
- 真岡通り（現サハリーンスカヤ通り）・東一条通り（現アムールスカヤ通り）・南一丁目通り（現ニェベーリスカヤ通り）・東三条通り（現チェーハヴァ通り）に囲まれた区画に存在していた寺院。建物は現存せず跡地にはペットショップ「ヴミーレ・ジュイヴォートヌイフ（「動物の世界で」のロシア語訳。ロシア語表記：В мире животных）」、メガネ店「オーストラエ・ズリェーニイェ（「鮮明な視力」のロシア語訳。ロシア語表記：Острое Зрение）」、総合保険会社「ロスゴスストラフ・バーンク（「ロシア全国保険会社」のロシア語訳。ロシア語表記：Росгосстрах банк）」、ローン会社「エクスプリェース・デーヴェー（「DB特急」のロシア語訳。ロシア語表記：Экспресс-ДВ）」、その他、フルシチョフカ様式アパート群が林立している。グーグル・ストリートビュー（北西角より中央方向）、グーグル・ストリートビュー（北東角より中央方向）、グーグル・ストリートビュー（南西角より中央方向）、グーグル・ストリートビュー（南東角より中央方向）
  - 弘法寺跡地らしき利用施設の一つとして前述したペットショップ「ヴミーレ・ジュイヴォートヌイフ」の店名については、旧ソ連時代より近年までの期間（1968年4月17日 ～ 2019年12月25日）にロシア全土でTV放送されていた長寿番組（動物ドキュメンタリー番組）の番組名と同じ。В мире животных -  - Википедия（ロシア版Wikipedia 同TV番組記事）
- 日持上人銅像 - 北四丁目通り（現ブマージュナヤ通り東端が一番近いが、当該位置まで到達していない）東端に立地していた（「銅像山」「緑ケ岡スキー場」「スキーヶ丘」という愛称で豊原市民から広く呼称されていた）簡易スキー場（現ガガーリン公園スキー場）中腹（二つの斜面滑走コース終端がV字状に繋がる手前）付近に建立された（1930年（昭和5年）8月）。高さは一丈二尺（曲尺の場合、約3.33m。鯨尺の場合、約4.158m）とされ、総工費は2万円[54]。現在、存在していない。日持上人銅像の当時の画像、より詳細な建立位置および解説HP（ロシア語表記）、「日持上人銅像」解説動画（12:21付近より）

#### キリスト教（ロシア正教会）系
豊原市には、日本国籍に帰化した在日ロシア人やロシア革命・共産主義を嫌って無国籍のまま政治亡命・滞在中の白系ロシア人など残留ロシア人も在住していた。その他、「ヌツァ・アイヌ（「ロシア・アイヌ」のアイヌ語訳）」とアイヌ系日本人全般から侮蔑され少数派だったロシア正教信奉アイヌ系日本人や仏教から改宗した日本人などが僅かに存在していたとされる。
- 1911年、ロシア正教会宗務院（モスクワ総主教およびモスクワ総主教庁の代行機関（1721年～1917年の「聖務会院時代」にのみ存在））により「樺太教区」設立。1911年9月にはゲオルギー・アレクセーヴィチ・チホミーロフ京都教区主教（当時。20年後である1931年、日本府主教に昇格）および宣教師ニコライ・クジミンが移動式祭壇を豊原市内に運び入れ、日本政府の協力（教会用地の10年間無償供与）の基、市内での教会設立を目指したとされる。
- スモレンスク聖堂（フラム・スモレンスコイ・イコニ・ボジエイ・マテリ（Храм Смоленской иконы Божией Матери）） - 主に生神女（イエスの母マリア）を祀っている。（豊原市の旧市街ともいえる）前身自治体「旧ウラジミロフカ村」中心市街地（北豊原地区。豊原大通りを北方向に大きく延長した「現サヴィェーツカヤ通り（真岡通り（現サハリーンスカヤ通り）との交差起点より北に約9km。サヴィェーツカヤ通りと鈴谷川（現ススヤ川）の交差近辺））」沿い）に立地。1890年10月1日の「聖母（生神女）庇護祭の日」に行われた聖別式開催後、（サハリン島南部を訪れていた）作家アントン・チェーホフも聖職者達と共に雑魚寝して一夜を過ごしている[55][56]。グーグルストリートビュー画像（建物も建て替えられた現在の「スモレンスク聖堂」）
  - 日本による領有当初、小学校校舎として臨時利用されていた時期があった[57]。
  - 全ての宗教が厳格に規制されていた旧ソビエト時代、土葬が一切禁止され、多くの教会施設が火葬場施設として再利用されていた[58]（その他、「アルコール中毒患者療養所」として再利用されるケースもあった[59]）が、同時代中のユジノサハリンスク市に於いてスモレンスク聖堂もその任を背負わされていたかは不明（調査中）。

#### キリスト教（カトリック）系
日本が日露戦争に勝利して南樺太を領有する以前から、流刑犯として強制移住させられていたポーランド系ロシア人（主にポーランド独立運動参加者。「ポーランド独立運動」の詳細については「ポーランド立憲王国#ウィーン体制の動揺とロシアの専制政治」および「ポーランド#独立運動の時代」および「在日ポーランド人#歴史」参照の事）および（ポーランド以外の）カトリック圏から諸般の事情でロシア帝国に移住の後に政治犯扱いされ流刑された諸外国人など。
- 樺太豊原教会 - 1928年（昭和3年）、献堂式を執り行った。解説HP（画像あり）
- 天守公教会 - 元ポーランド軍騎兵のポーランド系ロシア人フランツ・チェハンスキにより小沼村（ノヴォ・アレクサンドロフスク村）に建てられた木造教会が前身施設。後継者ユゼフ・ジェヴスキによる豊原市内移転を契機に日本語風に命名された。同施設は樺太波蘭人会の主な集会所も兼ねていた。
- 伝道所（正式名称、調査中） - （1898年（明治31）年にカトリック北一条教会（北海道札幌市）の礎を築いたひとりであり、植物学者・プラントハンター（「草神父」とも呼称されていた）フランス人ウルバン・フォリー師[60]および（前述のフォリー神父と共に1891年(明治24)年）11月1日、小樽天主公教会（現カトリック小樽教会 公式HP）を開所し初代常勤司祭に就いた）コルニエ神父が、1908年（明治41年）に開所[61]。
  - ウルバン・フォリー師の豊原町（市政移行前）滞在は翌年1909年（明治42年）迄（ハワイへ布教の為）。

#### 墓地
- 豊原市政時代の共同墓地および火葬場 - 北端墓所区画の西側が火葬場で、その他の墓所区画は全て共同墓地。
  - 「豊原市火葬場」跡地については、（後述の「グーグルマップ空撮画像」撮影以降）サハリン州立病院が建設・開院している[62]。
  - 「豊原市火葬場」跡地に建つサハリン州立病院敷地の外側周辺に、樺太地上戦で犠牲となった日本人民間人の遺骨が少なくとも約100人埋まっているとされており[63]、約72年の時を経た2017年10月中旬、一般社団法人「全国樺太連盟」および「ピアニェール財団（サハリン州およびロシア石油公団の支援で設立されたロシア兵士（および日本兵・民間人）遺骨調査ボランティア団体。実働メンバーの中核は退役ロシア軍人であり、名称が酷似している旧共産主義少年団との関係・関連は皆無）[64]」により、日本人参加としては初の発掘調査が行われた[65]。
  - グーグルマップ空撮画像で跡地（霊園内道路により区切られた多数の墓所区画）の目視が可能（該当部分のグーグルマップ空撮画像）。（ソ連侵攻に備え、終戦日より更に2日越しである1945年（昭和20年）8月17日まで工事を続行させ完成させた）「豊原大澤飛行場」が東方向（沼沢地）に隣接して開港されており、1945年（昭和20年）10月～1964年（昭和39年）の期間は「旧ユジノサハリンスク空港（初代）」として運営されていたが、誘導路の設置工事により豊原市共同墓地の南東付近にある墓所区画の一部が侵食されているのが確認出来る（詳細は有志の方が調査・作成した「旧ユジノサハリンスク空港（初代）」設備解説空撮画像と前述「グーグルマップ空撮画像」を比較参照の事）。その他の跡地の再利用らしき動きは見られない。墓石らしき物体は確認出来ず、埋葬されていた各故人の遺骨について現在も残されているのか等、不明（調査中）。
  - 1933年(昭和8年)の豊原市地図では、「西六条通り（現センチャーブリスカヤ通り）と西七条通り（現ザーガラドゥナヤ通り）の中間通り」・「南十五丁目通り（現プルカーイェヴァ通り）」・「西九条通り（現カローデズナヤ通り）」・「南十七丁目通り（現エシェーニナ通り）」に囲まれた敷地に立地の様な記述がされているが、共同墓地敷地の拡大や測量の誤りで実際の立地と若干相違が見られる。
- 前身自治体「ウラジミロフカ村」時代の帝政ロシア人墓地 - 「（逓信省豊原郵便局（現ユジノサハリンスク郵便局）北方向裏側沿いである）南四丁目通り（現ビブリオーチェシュヌィ通り）」・「西一条学校（1930年代の豊原市地図では西一条通り沿いの教育機関施設を確認出来ず。後身施設（移転先）調査中）付近以南」・「西二条通り（別名：停車通り、現ヴァクザーリナヤ通り）」に囲まれた敷地一帯に立地していたが、ゲオルギー・アレクセーヴィチ・チホミーロフ京都教区主教旅行記にて「計画的に区割りが進められている市街地の一角に、ロシア人が置き残していった墓地が見つかったが、棺は全て掘り返され、遺骨や遺体とともに焼き捨てられた…」と言及されている[66][67]。
  - 旧ウラジミロフカ村でのロシア正教会「スモレンスク聖堂」に保管されていた洗礼記録を元に（キリスト教圏全般で厳格に禁忌とされている自殺者を除く）信者のほぼ全員を土葬（火葬は特に禁忌とされていないが、特に事情でも無い限り、正教会信者は忌避を望んでいた為[68]）されていた。

## 交通

### 空港
- 豊原大澤飛行場（旧ユジノサハリンスク空港（初代。別名「バリシャーヤ・イェーラニ空港」）） - （豊原市（現ユジノサハリンスク市）中心部より南方約4kmに位置する）大沢駅近隣（現バリシャーヤ・イェーラニ（ロシア語表記：Большая Елань。「より広大な平野」のロシア語訳）地区に立地。西方向に豊原市共同墓地が隣接している。（共に西一条通りである）北方より南下している「現ミターラ・テリーヤ通り」および南方より北上している「《L字（の左右反転イメージ）道路 南北道路部分》現ミヂツイーンスカヤ通り」の結合点（この他、北西より南東へ伸びる「現ミターラ・チルコーニヤ通り（ロシア語表記：Металла Циркония。「ジルコニア金属」のロシア語訳）」も同箇所で結合）より微小に南方（ミヂツイーンスカヤ通り沿い）。1957年（昭和32年）、滑走路を1kmまで延長。「豊原大澤飛行場」「旧ユジノサハリンスク空港（初代）」「現ユジノサハリンスク空港（二代目）」関連性検証解説HP ※ 「バリシャーヤ・イェーラニ」は「ボルシャヤエラン」と記載。、豊原大澤飛行場 画像HP
  - 旧ユジノサハリンスク空港（初代）ターミナルビル - 「旧豊原大澤飛行場」接収より12年後である1957年（昭和32年）に新築。建物は（門柱および建物上部の管制塔のみを撤去し）自動車学校「アフタシュコーラ・ロースタ（ロシア語表記：Автошкола РОСТО）」校舎として再利用され、同校が市内別箇所に移転後も現存している。（実質、「旧ユジノサハリンスク空港（初代）」であった）バリシャーヤ・イェーラニ空港ターミナルビル解説（手書きカラー着色画像あり）」（サハリン州 公式HP（ロシア語表記））、自動車学校アフタシュコーラ・ロースタ（Автошкола РОСТО） 公式HP（ロシア語表記）、グーグル・ストリートビュー（「自動車学校アフタシュコーラ・ロースタ」初代校舎として再利用されていた（現在は移転し、空きビル状態）「旧ユジノサハリンスク空港（初代。別名「バリシャーヤ・イェーラニ空港」）ターミナルビル」
  - 現ユジノサハリンスク空港（二代目。「アントン・チェーホフ空港」「ホムトヴォ空港」とも呼称） - 1964年（昭和39年）、現在地「ホムトヴォ地区（大沢地区。移転元である「旧ユジノサハリンスク空港（初代。豊原大澤飛行場）より南方約4km、豊原市（現ユジノサハリンスク市）中心部より南方約10km）」に移転。

### 鉄道

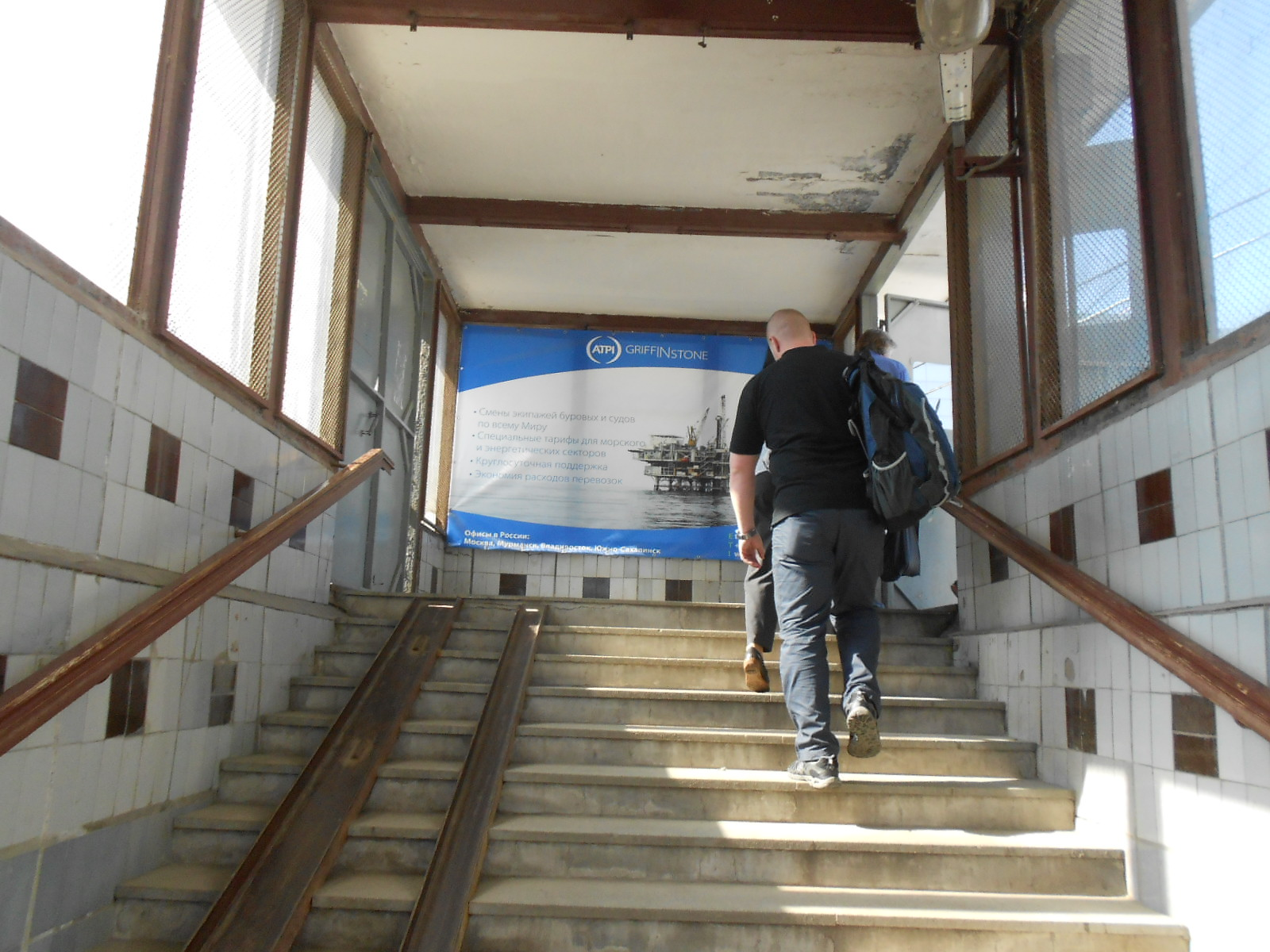
豊原駅改札口ホーム（南へ近隣移転した現ユジノサハリンスク駅（三代目）改札口でも引き続き使用）および各ホーム（同左）を繋ぐ地下トンネル通路の出入り口階段付近（2016年6月22日）

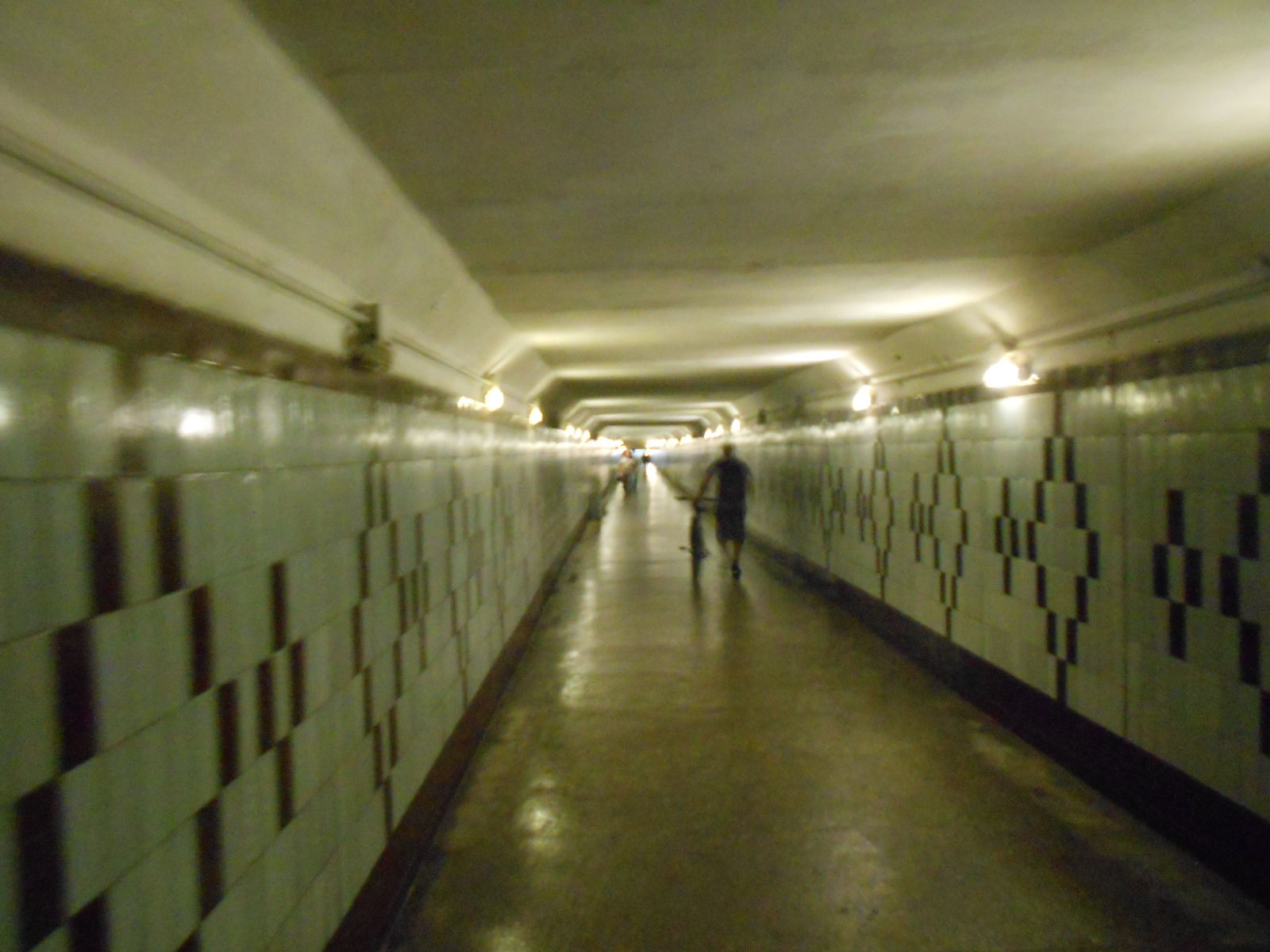
豊原駅改札口ホーム（南へ近隣移転した現ユジノサハリンスク駅（三代目）改札口でも引き続き使用）および各ホーム（同左）を繋ぐ地下トンネル通路内部（2016年6月22日）

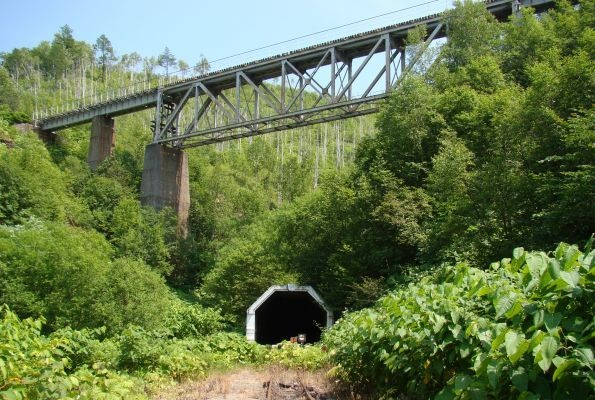
宝台ループ線（現チョールタフ・モースト（2012年）

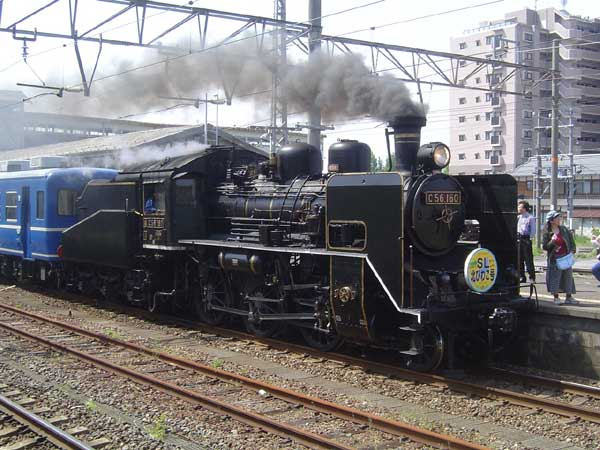
旅客列車として利用されていた樺太庁鉄道C52形と同型の国鉄C56形蒸気機関車（現在、JR西日本で動態保存されている国鉄C56形蒸気機関車）の現役風景

- 樺太東線豊原駅（旧ユジノサハリンスク駅（初代）） - 神社通り（現カムニスチーチェスキー大通り）正面突き当りに立地。駅舎建物の1F部分はコロニアル様式、2F部分はややアール・デコ様式風で、降雪対策の為かマンサード屋根を載せた折衷様式建築。(手書きカラー着色加工がされた豊原駅舎画像)。1945年に旧ユジノサハリンスク駅舎（初代）として再利用開始（ソ連実効支配後に撮影された豊原駅舎画像）。 1980年代に近隣（南方向）移転（跡地には駅舎直結の「ユーラシア・ホテル」新築）。グーグルストリートビュー（豊原駅舎正面跡地に建つ現ユーラシア・ホテル）
  - 現ユジノサハリンスク駅（現三代目および旧二代目）） - 南六丁目通り（現カールラ・マールクサ通り）正面突き当りに新築移転された（同駅舎三代目は表面デザインのみ大改修した）。どちらの駅舎もマンサード屋根は採用されていない。

#### 路線
- 豊真線
  - 豊原駅 - 西久保駅
- 樺太東線

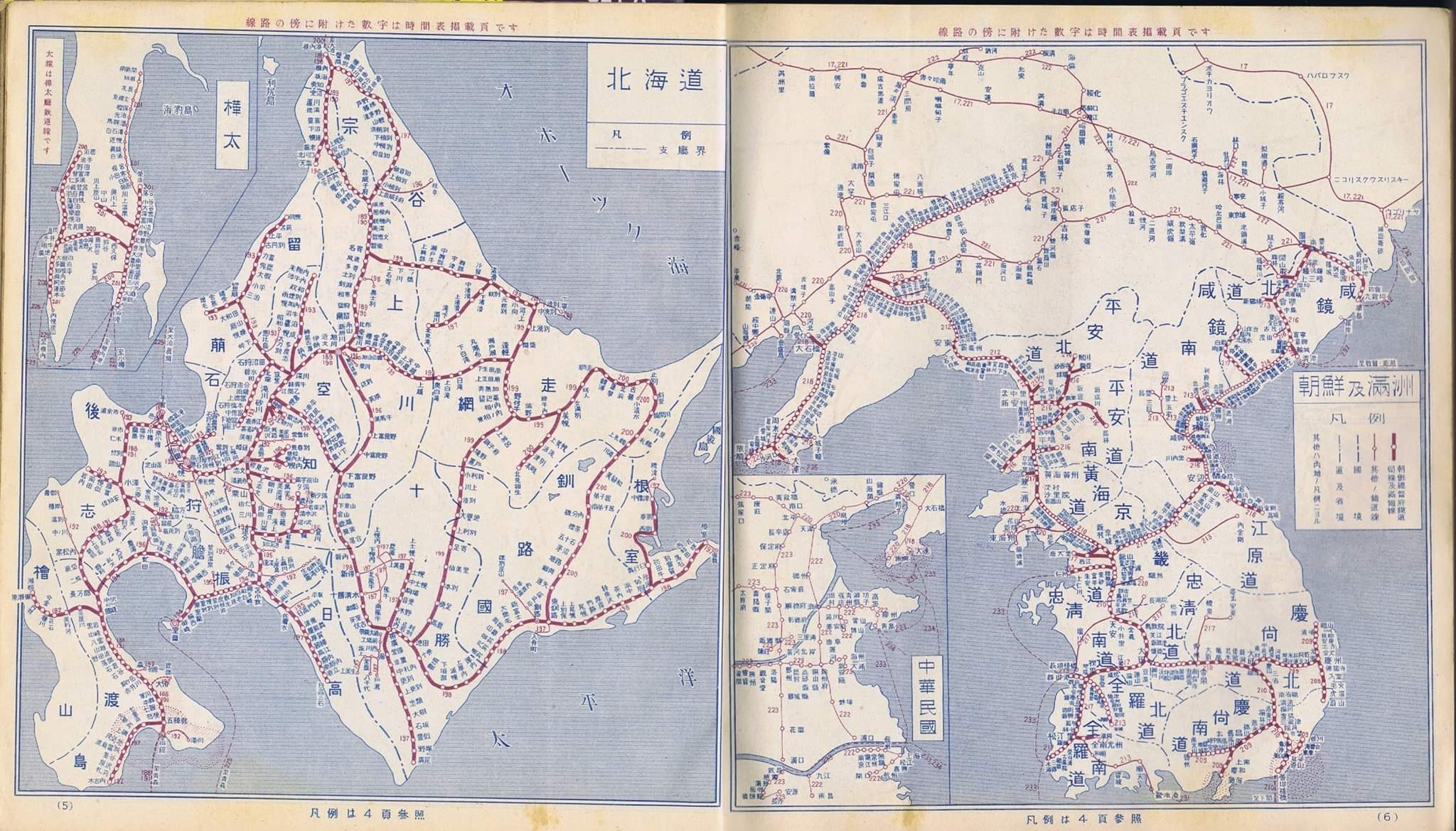
南樺太・北海道・朝鮮 鉄道路線図（1944年（昭和19年）1月1日時点）

  - 豊南駅 - 大沢駅 - 豊原駅 - 北豊原駅

### 道路
- 庁道（日本本土の都道府県道に相当）
  - 樺太庁道豊原真岡線
  - 樺太庁道豊原留多加線
  - 樺太庁道唐松皆岸線

## 著名な出身者
後身自治体「ユジノサハリンスク市」と所縁のある人物については、「ユジノサハリンスク#ユジノサハリンスク市と所縁のある人物」を参照の事。
- 太田竜（政治運動家）
- 福富節男（数学者・反戦運動家）
- 金井昭雄（富士メガネ社長）
- 金子俊男（新聞記者）
- 小西政秀（実業家）
- 早瀬勇（実業家）
- 福島正実（編集者、SF作家、SF評論家、翻訳家）
- 佐藤守（軍事評論家、元航空自衛官）
- 輪島功一（プロボクサー）

## 名産品
後身自治体「ユジノサハリンスク市」の名産品については、「ユジノサハリンスク#名産・特産」を参照の事。
- フレップワイン - 高山地帯でのみ群生するコケモモを主原料とした発酵酒。

## 豊原市を扱った作品・番組
後身自治体「ユジノサハリンスク市」を扱った作品・番組については、「ユジノサハリンスク#ユジノサハリンスク市を扱った作品・番組」を参照の事。
- 唱歌「豊原市制謳歌」（作詞：赤倉清蔵、作曲：山田栄一、協賛：樺太日日新聞社、制定：1937年（昭和12年）、歌詞付き動画（歌手：東海林太郎、澤雅子））
- ドキュメンタリー番組「北海道スペシャル「極北ラジオ 樺太・豊原放送局」」 - 番組公式HP（NHK）（2025年8月16日(土)放送、NHK総合）
- コミックス・アニメ「ゴールデンカムイ」（作：野田サトル、集英社） - 下記の回の舞台となっている。
  - 第28話「不死身の杉元ハラキリショー」 - 「日露戦争（旅順攻囲戦）の生き残りである青年（主人公）および（主人公側の敵対勢力の一員であるが）一時的に旅を同行している日本帝国陸軍第7師団軍人数名の一団が、樺太アイヌによる埋蔵金捜索の鍵を握るアイヌ人少女の足取りを追う途中に知り合ったロシア帰りのサーカス団（団長の正体は日本軍の特務機関員）の巡業に一時的に参加。
  - 第41話「シネマトグラフ」 - 熊に襲われた（「稲畑勝太郎」をモデルとして創作された）日本人映画監督「稲葉」および（「フランソワ＝コンスタン・ジレル」をモデルとして創作された）フランス人撮影技師「ジュレール」を助けた主人公一行が「アイヌ伝承神話の映像化」に挑み、市内映画館「叶座」にて完成映像および「アイヌ人少女両親 生前記録映像」を鑑賞。
- コミックス「美醜の大地〜復讐のために顔を捨てた女〜」（作：藤森治見、ぶんか社） - 主人公が美容形成手術を受ける前迄（通っていた女学校で凄惨な苛めに遭っていた頃）の作品の舞台。

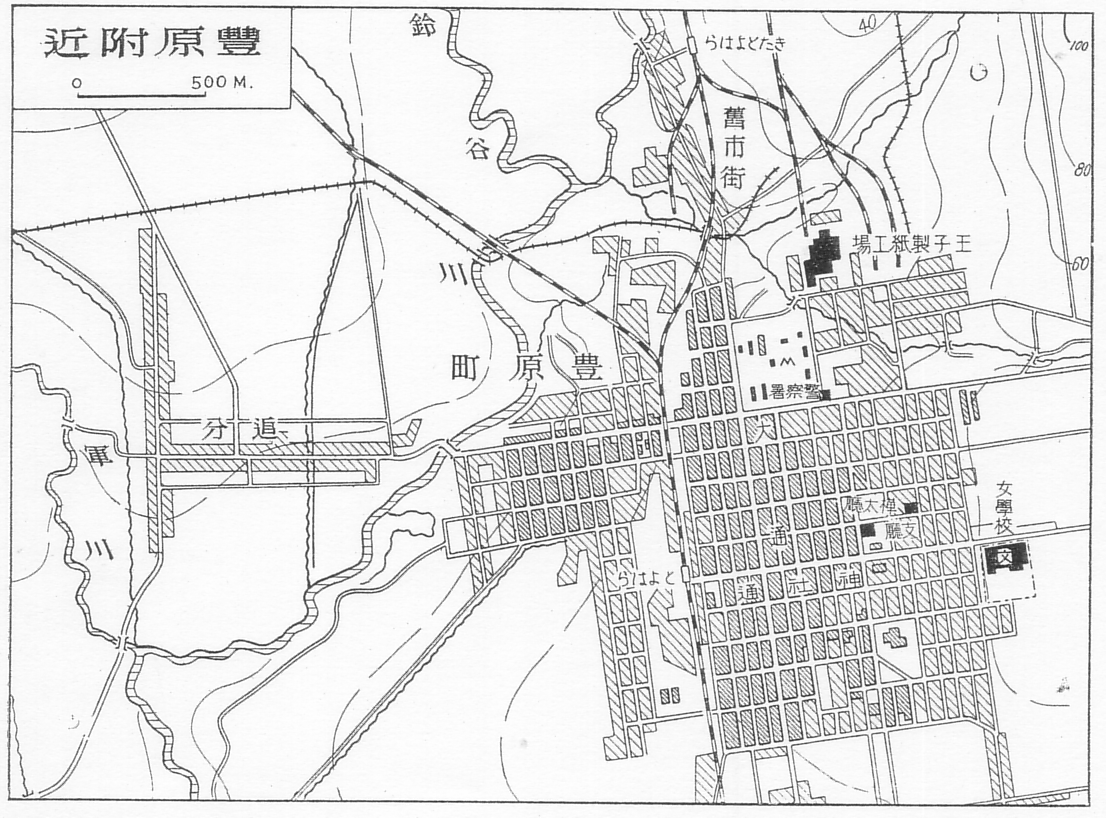
1930年頃の豊原地図
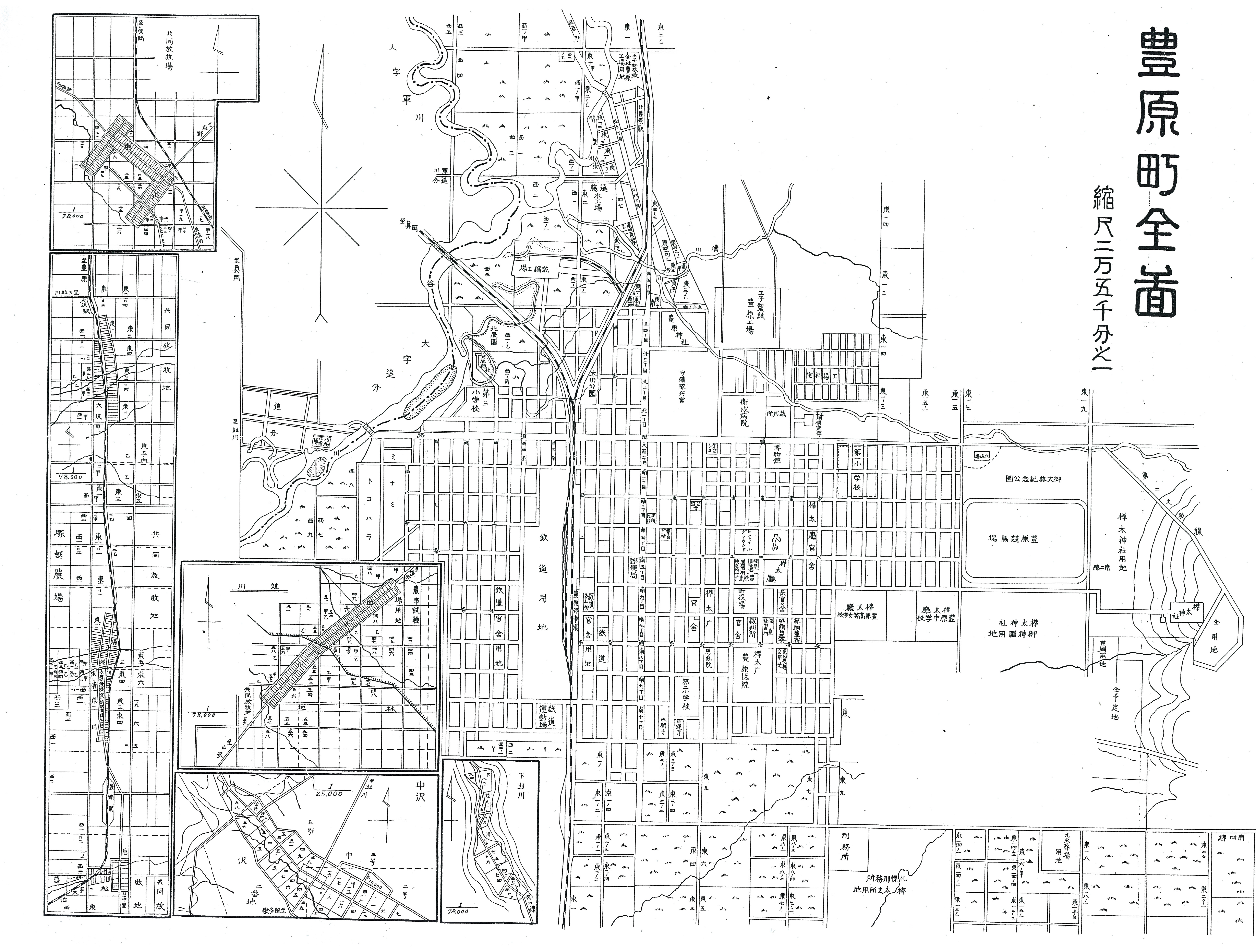
1929年(昭和4年)豊原市街地図。昭和7年以前には競馬場は豊原神社の手前にあった。競馬場は昭和8年に豊原駅の南西に移転。